# Архитектура Киева

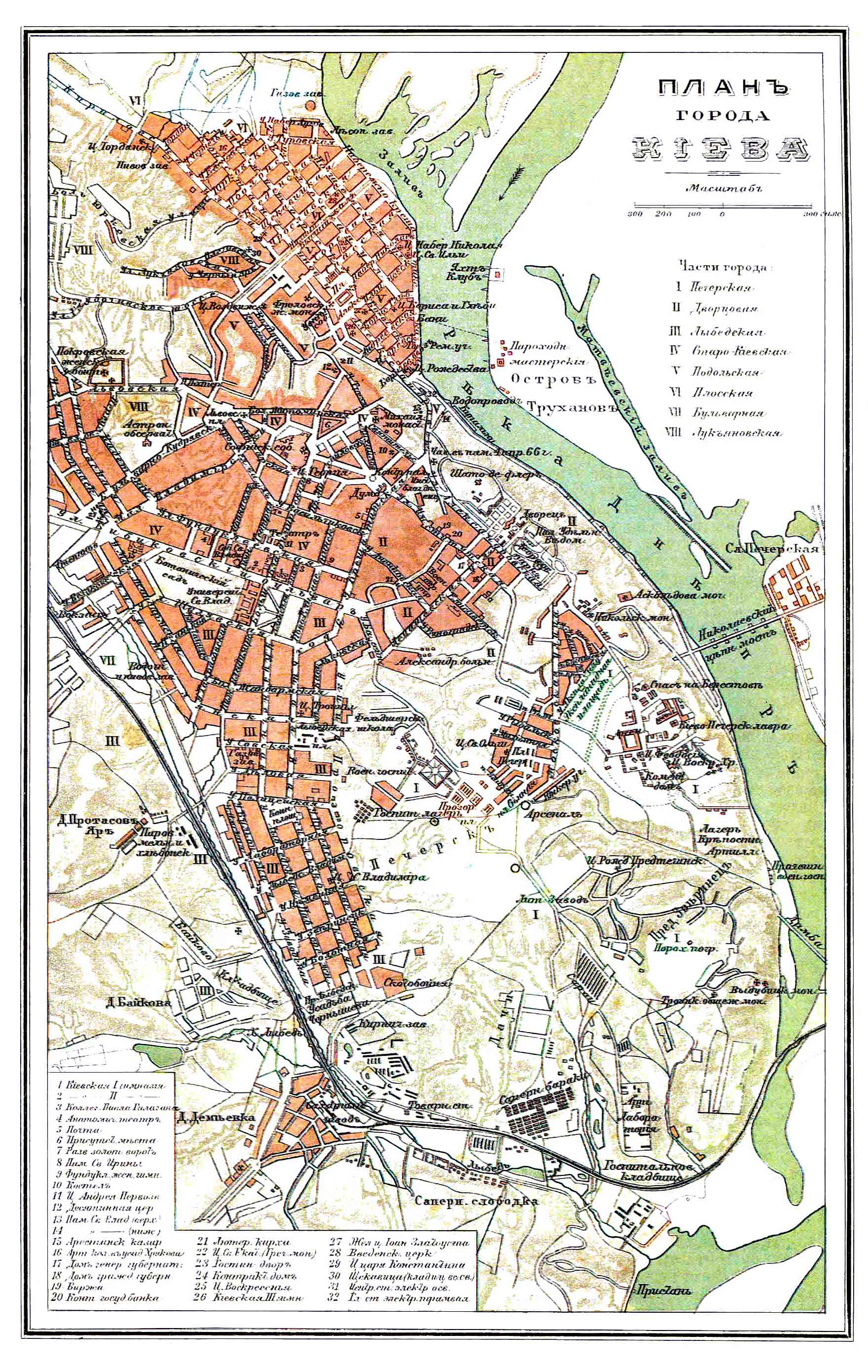
План Киева из энциклопедического словаря Брокгауза и Ефрона (1890—1907)

Архитектура Киева в течение четырнадцати веков сформировала неповторимый и уникальный облик города, отличающийся большим разнообразием. Город богат памятниками церковной и гражданской архитектуры. Здесь находится множество зданий около 30 разных стилей, составляющих ансамбль интересных архитектурных решений. С течением времени часть зданий была утеряна, часть, ныне существующих, отнесена к объектам всемирного культурного наследия.

## Предпосылки строительства

### География

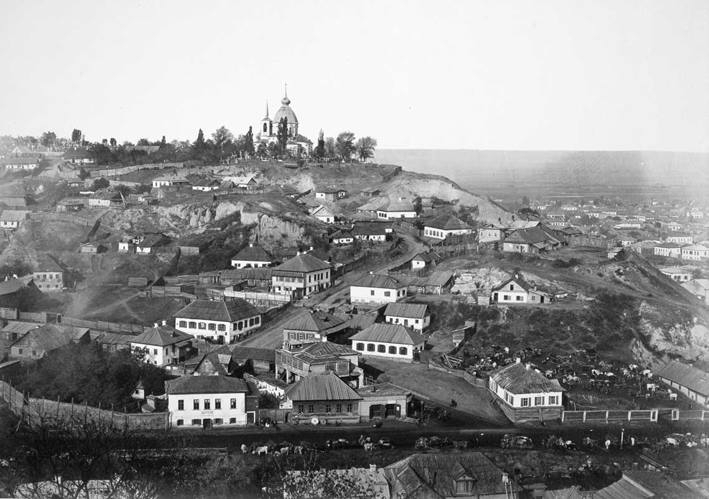
Гора Щекавица. Вид на Киев с Замковой горы. Фотограф: Франц де Мезер. До 1922 г.

Город Киев расположен в Восточной Европе на территории Полесской низменности в среднем течении реки Днепр. Площадь города составляет около 836 км². Город растянулся на 20 км вдоль берега реки. В городе расположены озёра: Тельбин, Радужное, Синее, Вербное, Иорданское.
Киев строился на пересечении важных торговых путей. Во времена Киевской Руси здесь проходил «Путь из варяг в греки». В настоящее время город пересекают международные и республиканские автомобильные и железнодорожные пути. Рельеф Киева сформировался Приднепровской возвышенностью в междуречье Днепра и Южного Буга, а также Полесской и Приднепровской низменностями. Большая часть города лежит на высоком (до 196 метров над уровнем моря) правом берегу Днепра — Киевском плато, изрезанном сетью оврагов (Крещатый овраг, Кожемяки, Гончаровка) с невысокими возвышенностями: Печерские холмы, горы Щекавица, Хоревица, Батыева и другие. Меньшая часть территории города расположена на левом берегу Днепра. Жилые кварталы города окружает сплошное кольцо лесных массивов.

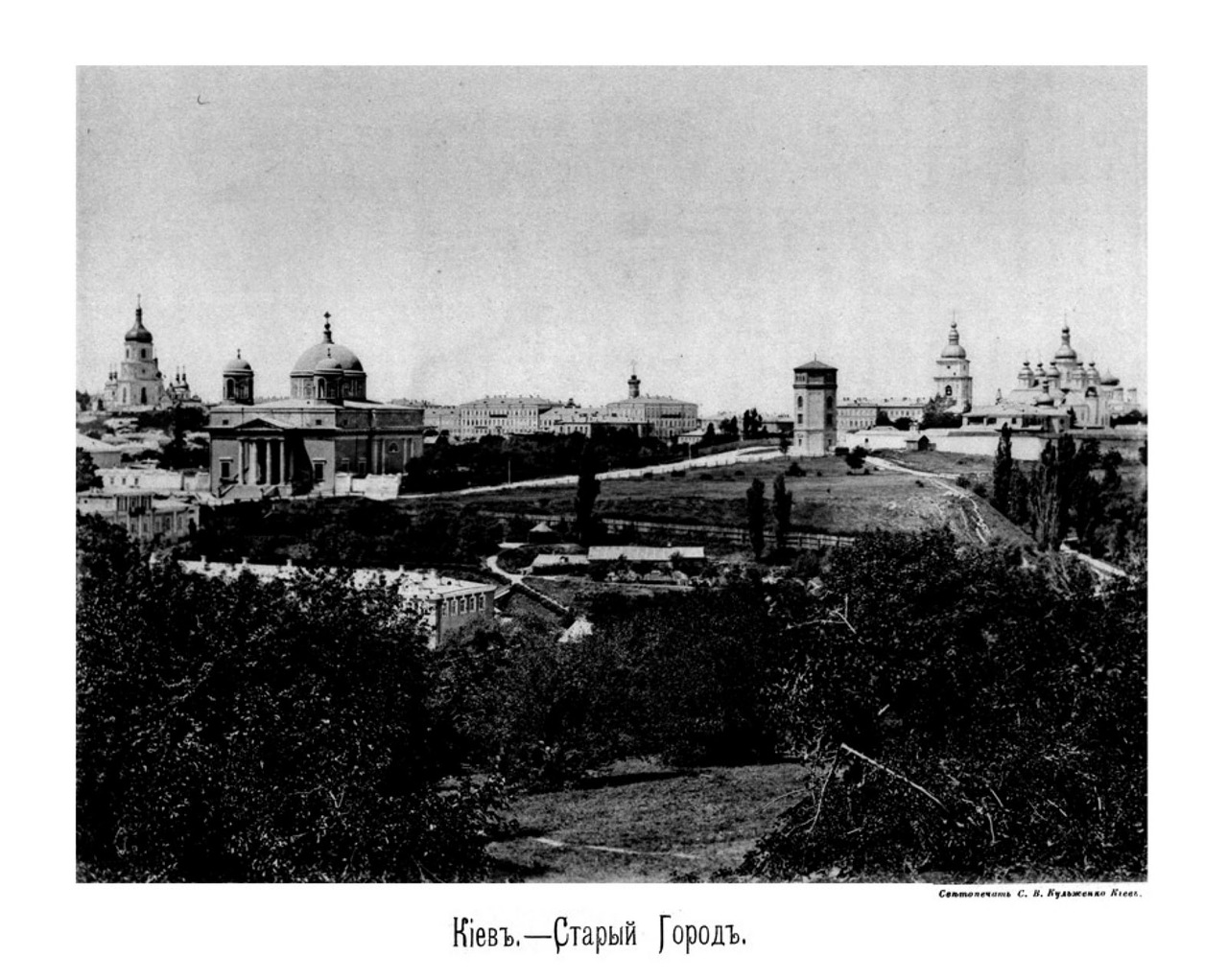
Киев. Верхний город. 1888 г.

Большое значение для строительства административного центра полян на нынешнем месте было впадение выше города в Днепр его притока — Десны. Но местность у впадения рек была заболочена и строить там город было невозможно. Наличие в округе лесов, которых в то время было намного больше, позволяло жителям заготовлять древесину для строительства и ремонта торговых судов, пополнять запасы пресной воды и провианта. Залежи глины и стекольных песков давали работу ремесленникам и удовлетворяло потребности купцов.
Особенностью местности было также наличие гавани в устье реки Почайны под горой Старокиевской, аналога которой не было в других городах на Днепре. В этом месте и был основан Нижний город — Подол. Над ним возвышались невысокие горы: Старокиевская, Хоревица (Замковая) и Щекавица c княжескими укреплениями (Верхний город).

## История

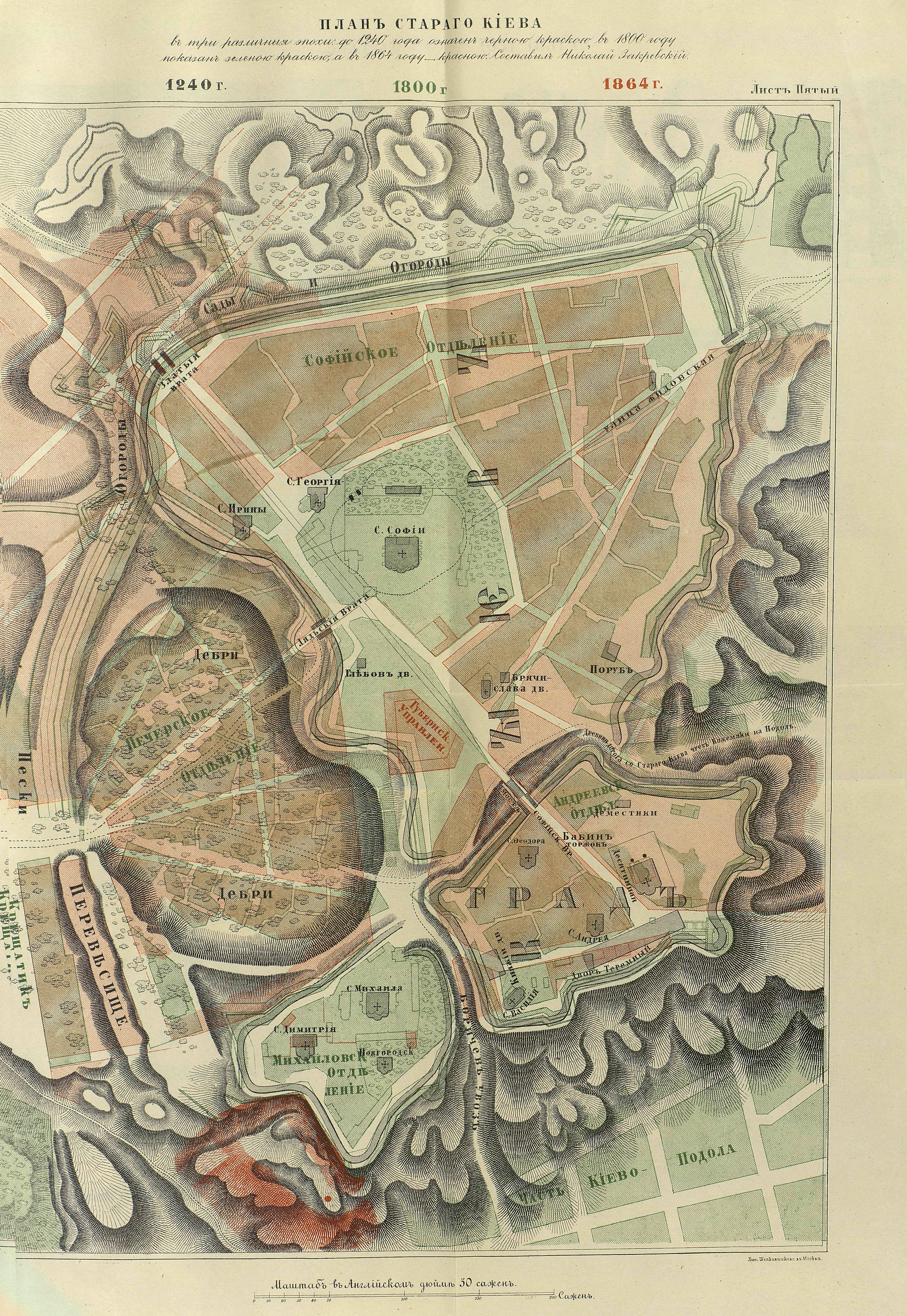
План старого Киева.

В VI—VII веках на правом берегу Днепра существовали поселения, которые археологи считают городскими. Здесь были обнаружены остатки укреплений, жилищ, керамика VI—VII веков. Артефакты пражской культуры конца IV — первой половины VI века обнаружены в Оболони в урочище Луг IV, Старокиевском городище и в усадьбе Кривцова. На рубеже VII—VIII веков Киев был рядовым поселением.

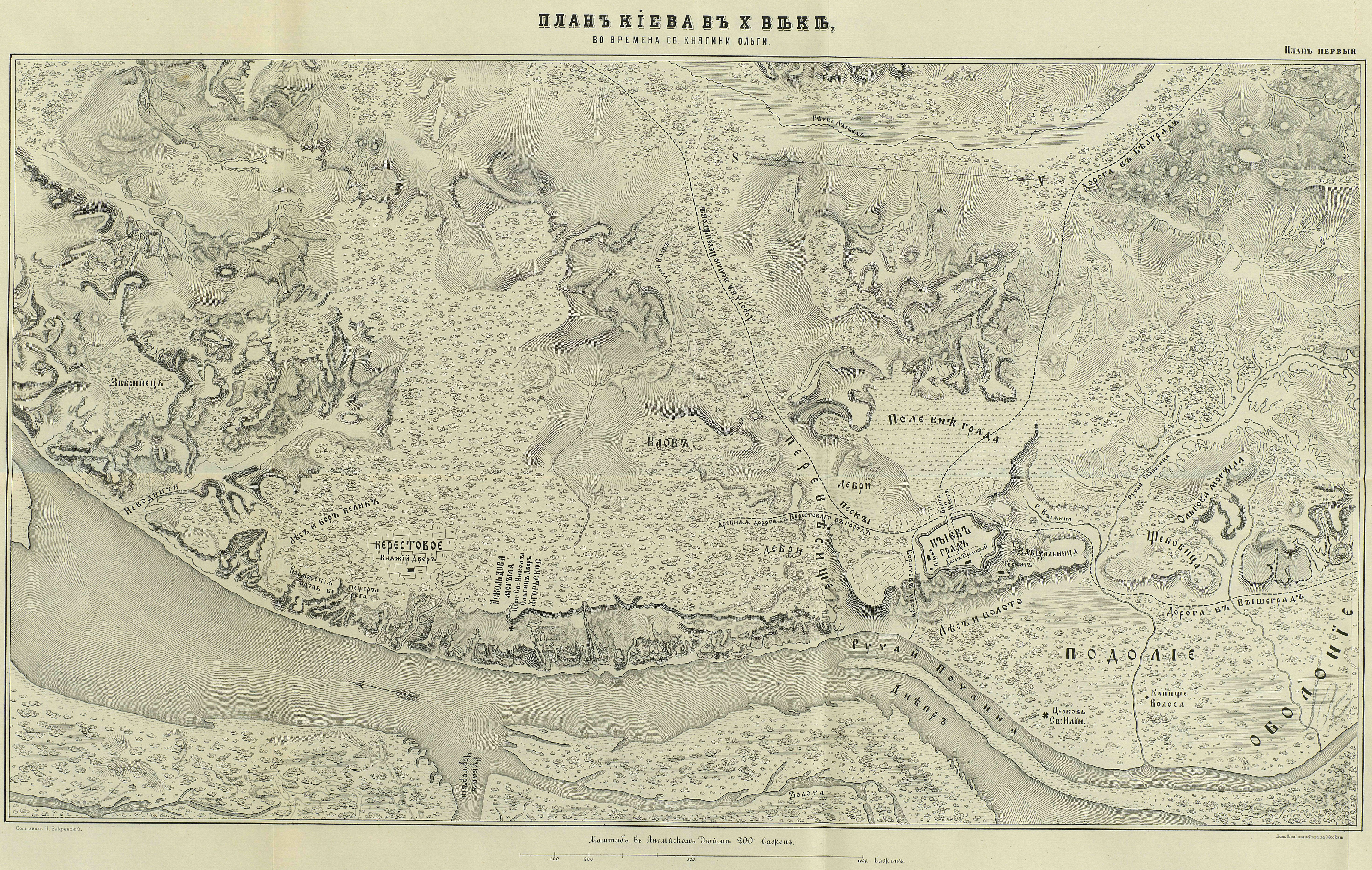
План Киева в X веке времён княгини Ольги
(ок. 920—969)

На Старокиевской горе и под северной галереей Десятинной церкви археологи обнаружили слои волынцевской культуры середины VIII — начала IX века. В первой трети IX века волынцевское поселение на Старокиевской горе сгорело.
Во второй половине IX века самым крупным было поселение Лука-райковецкой культуры на Замковой горе, полностью обособленное от остального массива Киевских гор. В конце IX века — первой половине X века ниже городища небольшая группа носителей роменской культуры заняла северный склон Старокиевской горы.
В X веке отдельные поселения на территории города слились в единое городское поселение городского характера.
В VIII—X веках на Андреевской горе находилось языческое святилище, сложенное из неотесанных камней. К югу от площадки капища располагался жертвенник.

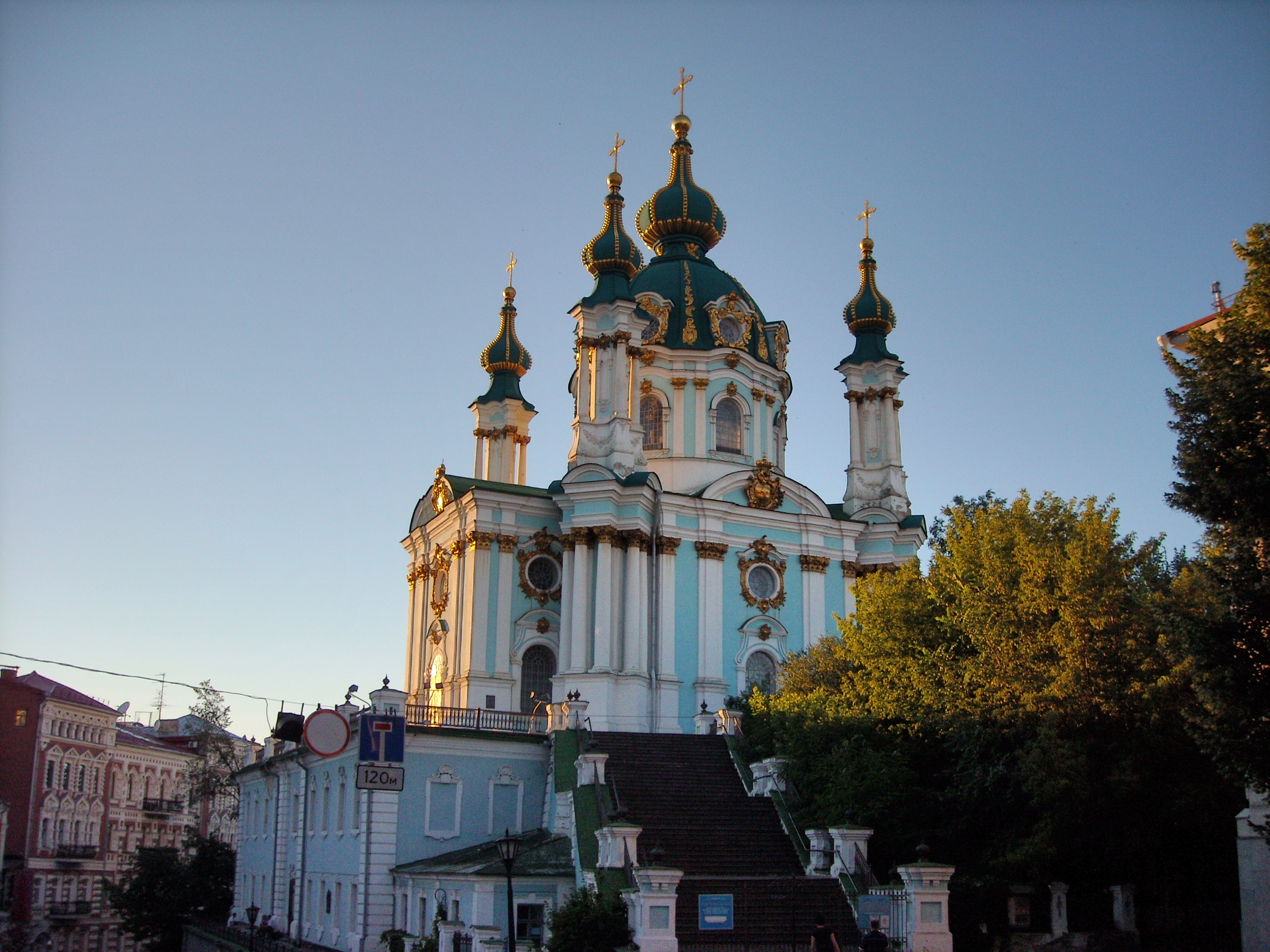
Андреевская церковь

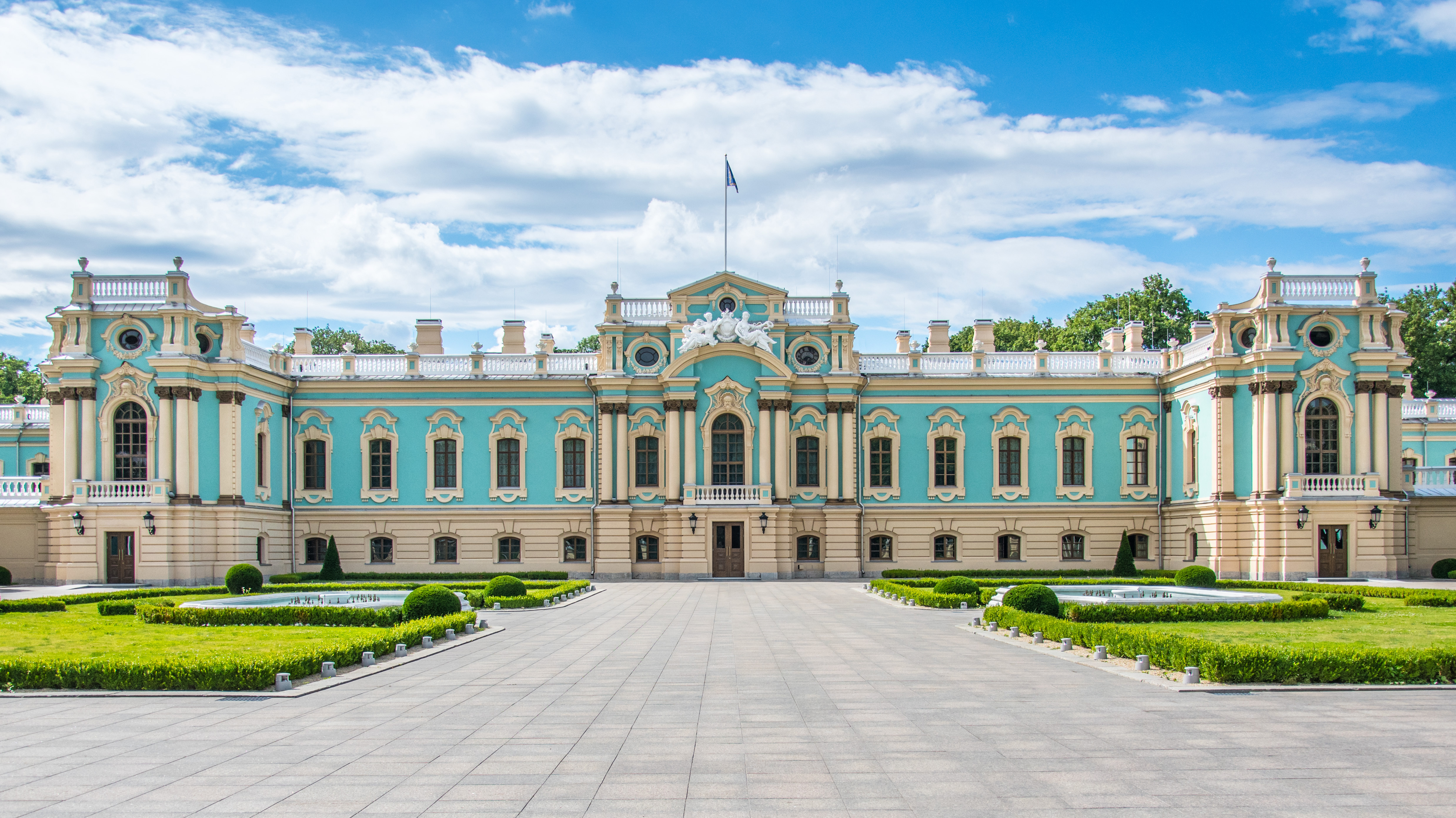
Мариинский дворец

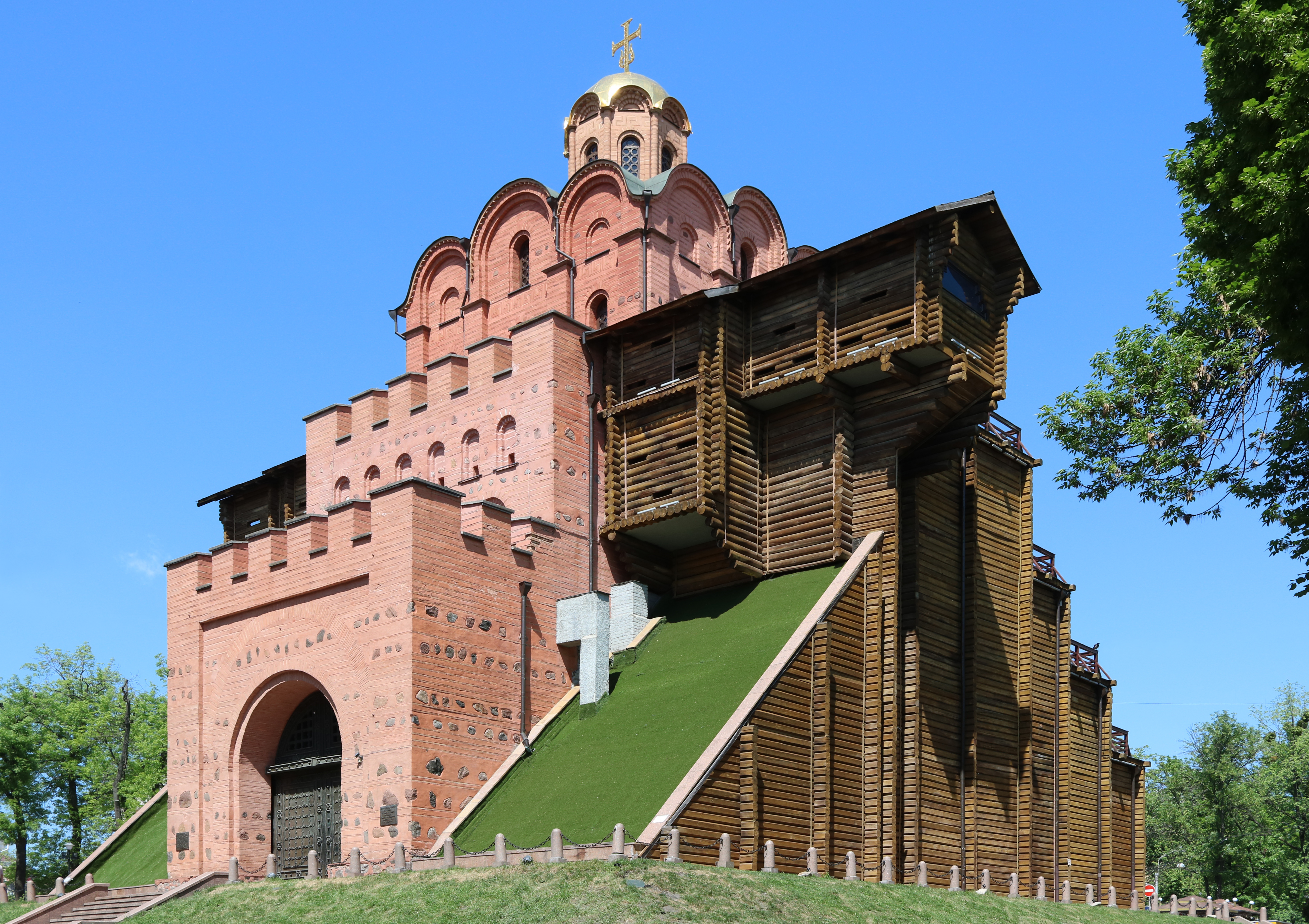
Золотые ворота

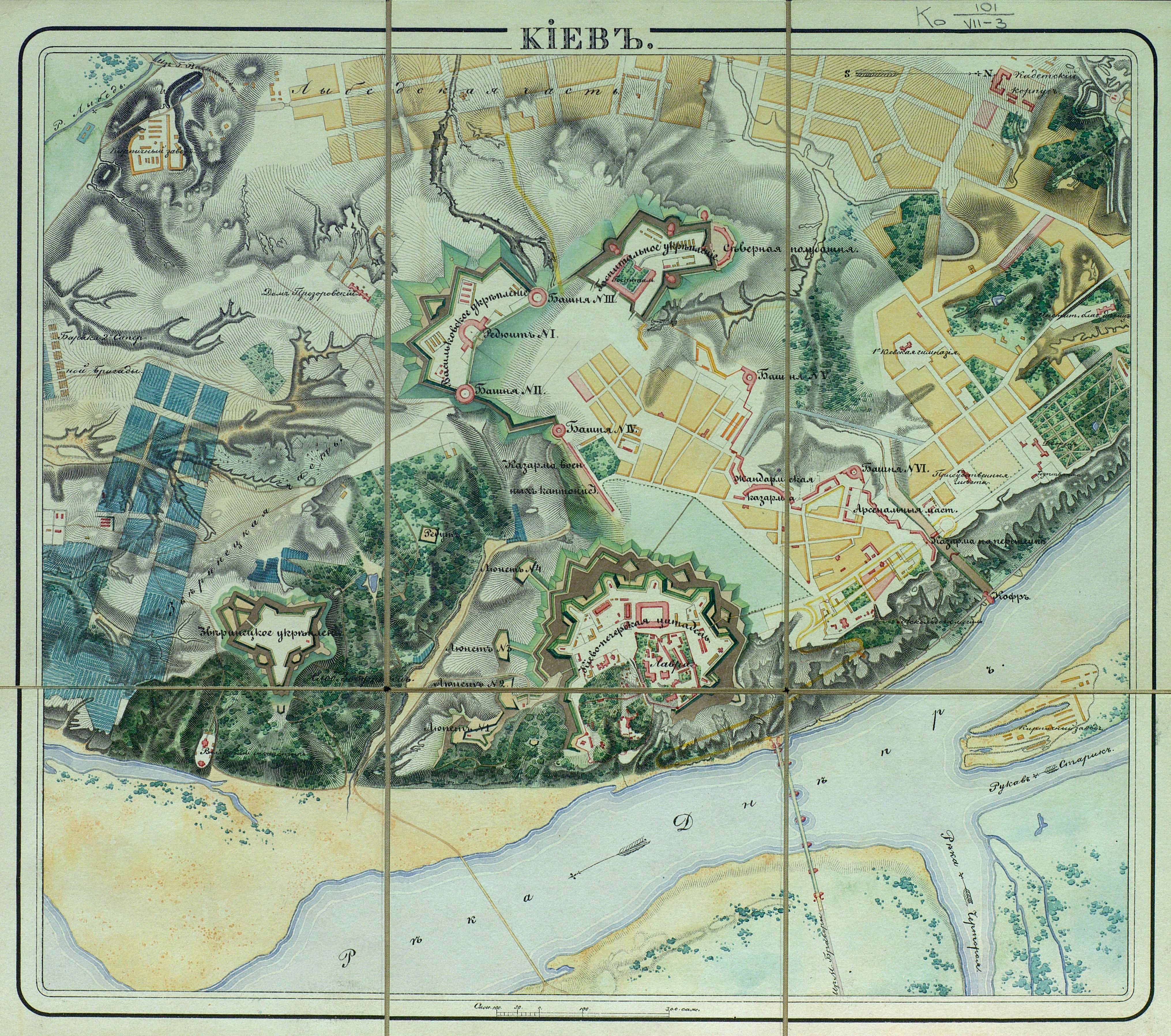
План Киевской крепости из «Атласа крепостей Российской империи» — СПб., 1830-е годы.

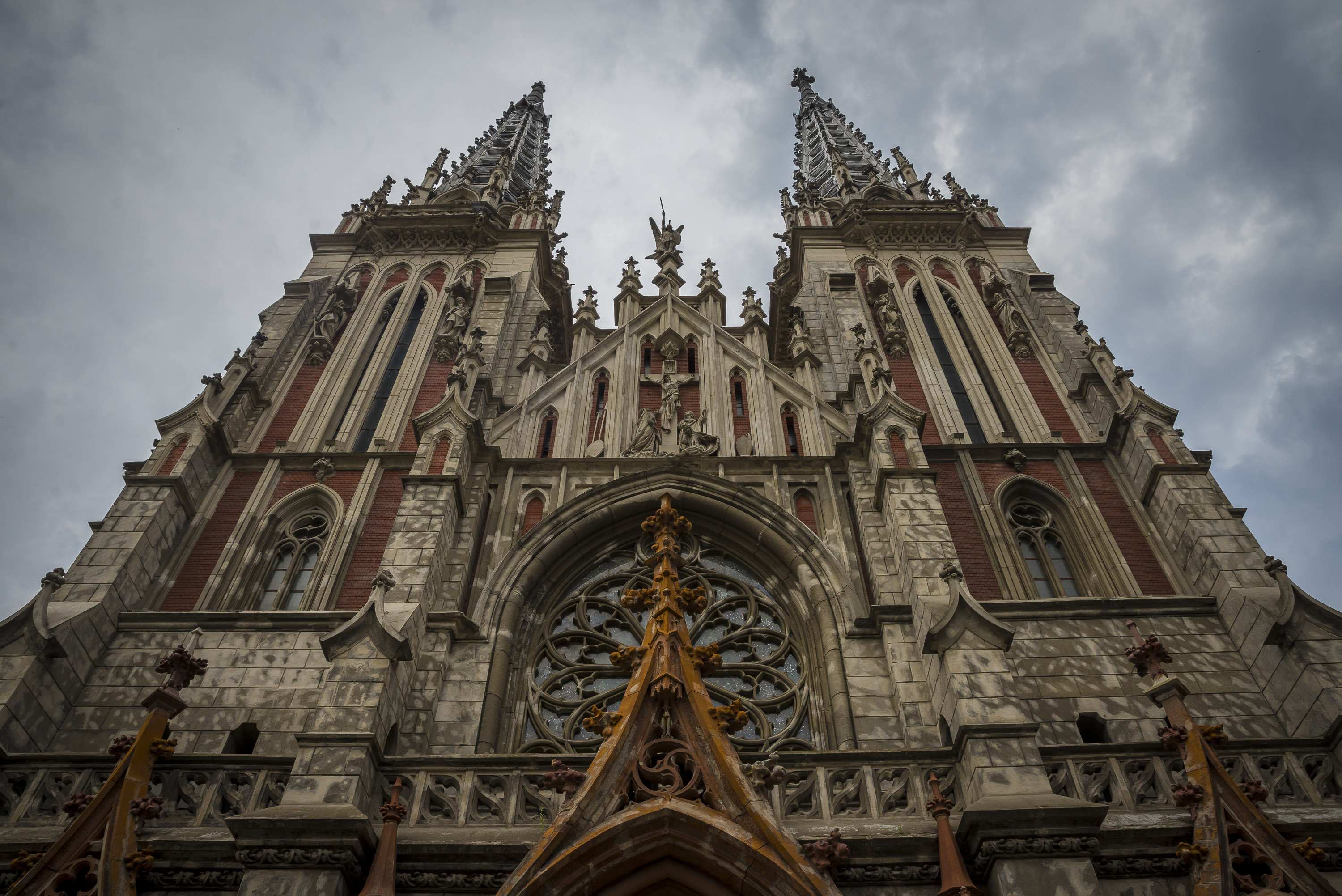
Костел святого Николая (Киев, 1899)

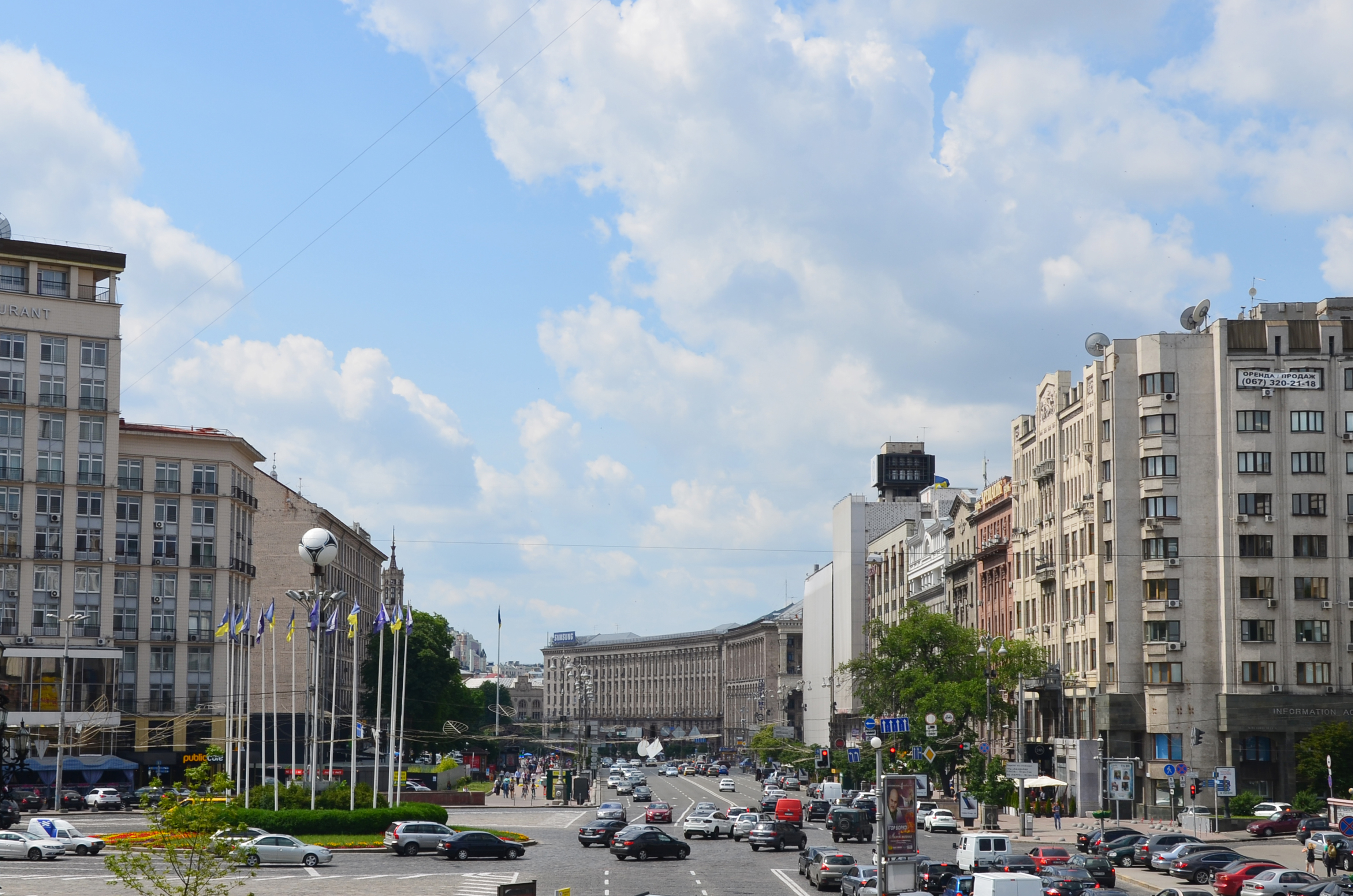
Крещатик, Киев

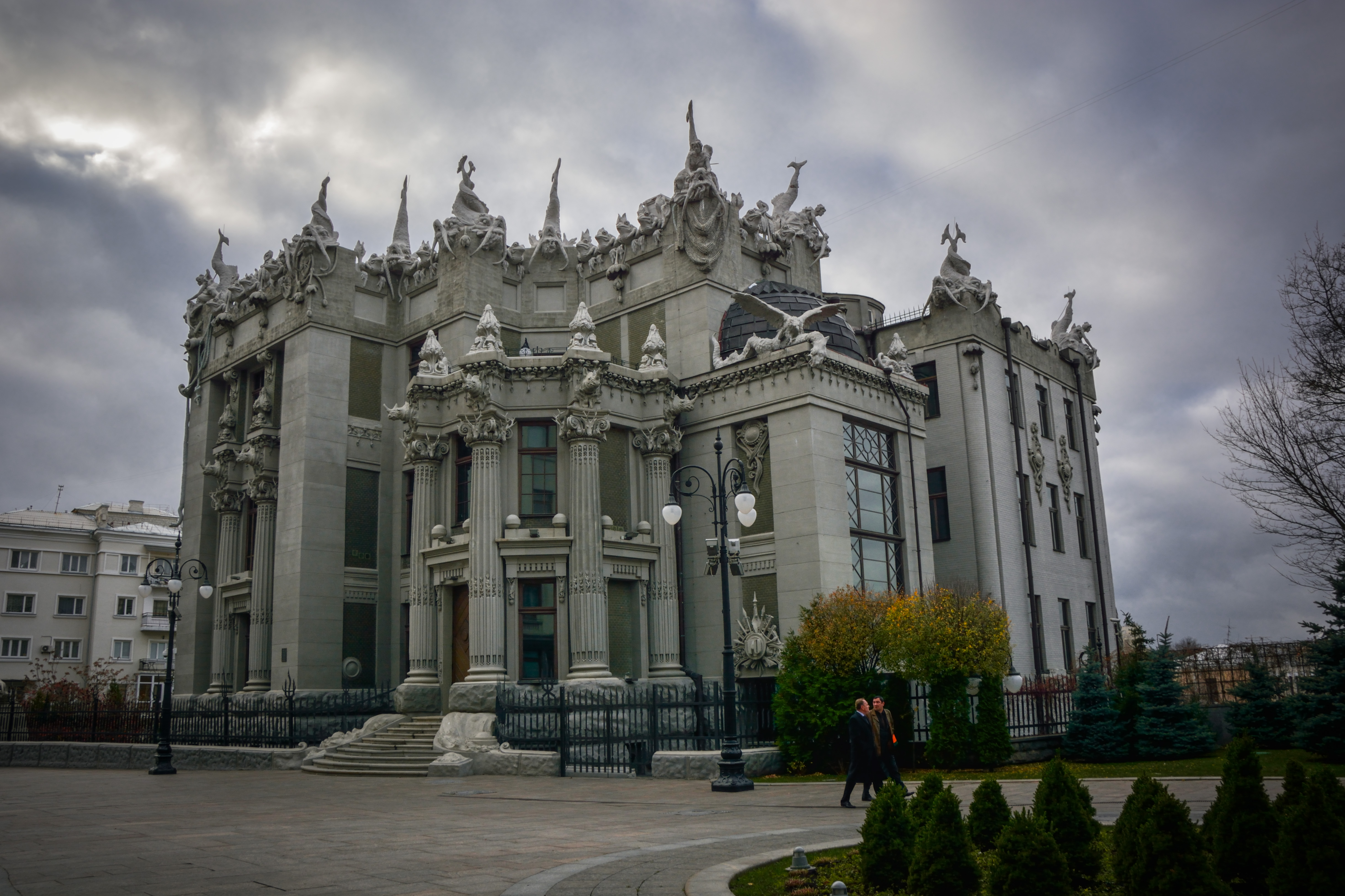
Дом с химерами

В X—XIII веках Киев застраивался кварталами двухэтажных срубных и каркасно-столбовых сооружений. В X—XIII веках планировка города была усадебно-уличной. Часть улиц мостилась деревянными мостовыми. В княжеской части Киева возводились каменные дома.
Часть древнего Киева, построенная на Старокиевской горе в годы княжения Ярослава Мудрого (1019—1054) носит название Город Ярослава. Город Ярослава площадью около 60 га, был окружён заполненном водой рвом глубиной 12 метров, валом длиной 3,5 км и шириной у основания — 30 метров. Высота вала с деревянным частоколом доходила до 16 метров.
В город можно было попасть через ворота, главными из которых были Золотые ворота. В центре Города Ярослава стоял Софийский собор. Рядом с ним — Ирининский и Георгиевский монастыри, княжеский дворец. Город Ярослава граничил с частями Города Владимира и города Изяслава-Святополка.
Город Владимира, построенный в годы княжения Владимира Великого, также был окружён земляным валом с деревянными конструкциями и рвом. Его территория составляла около 10—12 га. В городе Владимира стояла Десятинная церковь (989—996), вокруг неё были построены каменные дворцы, княжеские и боярские усадьбы. В XI—XII веках здесь были построены женский Янчин (Андреевский) и Федоровский монастыри, Васильевская (Трёхсвятительская) и Крестовоздвиженская церкви. Янчин монастырь был разрушен Батыем в 1240 год).
Стимулом для возведения первых каменных храмов стало принятие на Киевской Руси в X веке Христианства. Крупнейшими сооружениями города были кирпичные крестово-купольные храмы, построенные в русском с элементами византийского стиле — Десятинная церковь, Софийский собор (1037), Ирининская церковь, Георгиевская церковь (1037), Киево-Михайловский Златоверхий собор (1113) и др.
Древнейшие каменные строения Киева относятся к XI—XII векам. В XVI-XVII веках в Киеве закладывался своеобразный стиль в архитектуре — «украинского барокко». Стиль отличается от западноевропейского барокко упрощёнными формами и сдержанными орнаментами. Появился стиль в XVII веке. В украинской архитектуре носит также название казацкого барокко. Этот стиль получил наибольшее распространение в XVII—XVIII веках. В этом стиле в Киеве были построены Успенский собор Киево-Печерского монастыря, соборы Выдубицкого и Михайловского Златоверхого монастыря. Украинскому барокко свойственно сочетание декоративно-пластических решений ренессанса и западноевропейского барокко с наследием православного храмового зодчества и древнерусской архитектуры.
С середины XVIII века в результате деятельности архитекторов И. Шеделя, Ф. Б. Растрелли, И. Мичурина европейский барочный стиль оказывает влияние на украинское барокко, обогащая его элементами рококо, стилевыми особенностями русского барокко и формами классицизма.
К киевским памятникам оборонного зодчества относятся Золотые ворота, построенные в 1019—1026 годах. При князе Ярославе Мудром город окружали высокие земляные валы протяжённостью около 3,5 километров. Вход в город осуществлялся через три ворота, из них наиболее прочными были сохранившиеся Золотые ворота, являвшиеся центральным входом в город. Золотые Ворота представляют собой каменную башню с широким (около 7,5 м) проездом. Высота сохранившихся стен ворот составляет 9,5 метров. Ворота венчала надвратная церковь Благовещенья, церковь была украшена фресками и мозаикой. Ворота подвеглись разрушению в 1240 году при осаде города войсками Батыя, после его долго стояли полуразрушенными. В 1982 году, к празднованию 1500-летия Киева, Золотые Ворота были реконструированы.
В XVIII—XIX веках на Киевских холмах высокого правого берега Днепра строилась Киевская крепость. Крепость состояла из нескольких земляных укреплений (цитадели, Звиринецкого, Васильковского, Госпитального, Лысогорского) и ряда сооружений, которые предназначались для военных казарм, производства и хранения оружия, амуниции и др.

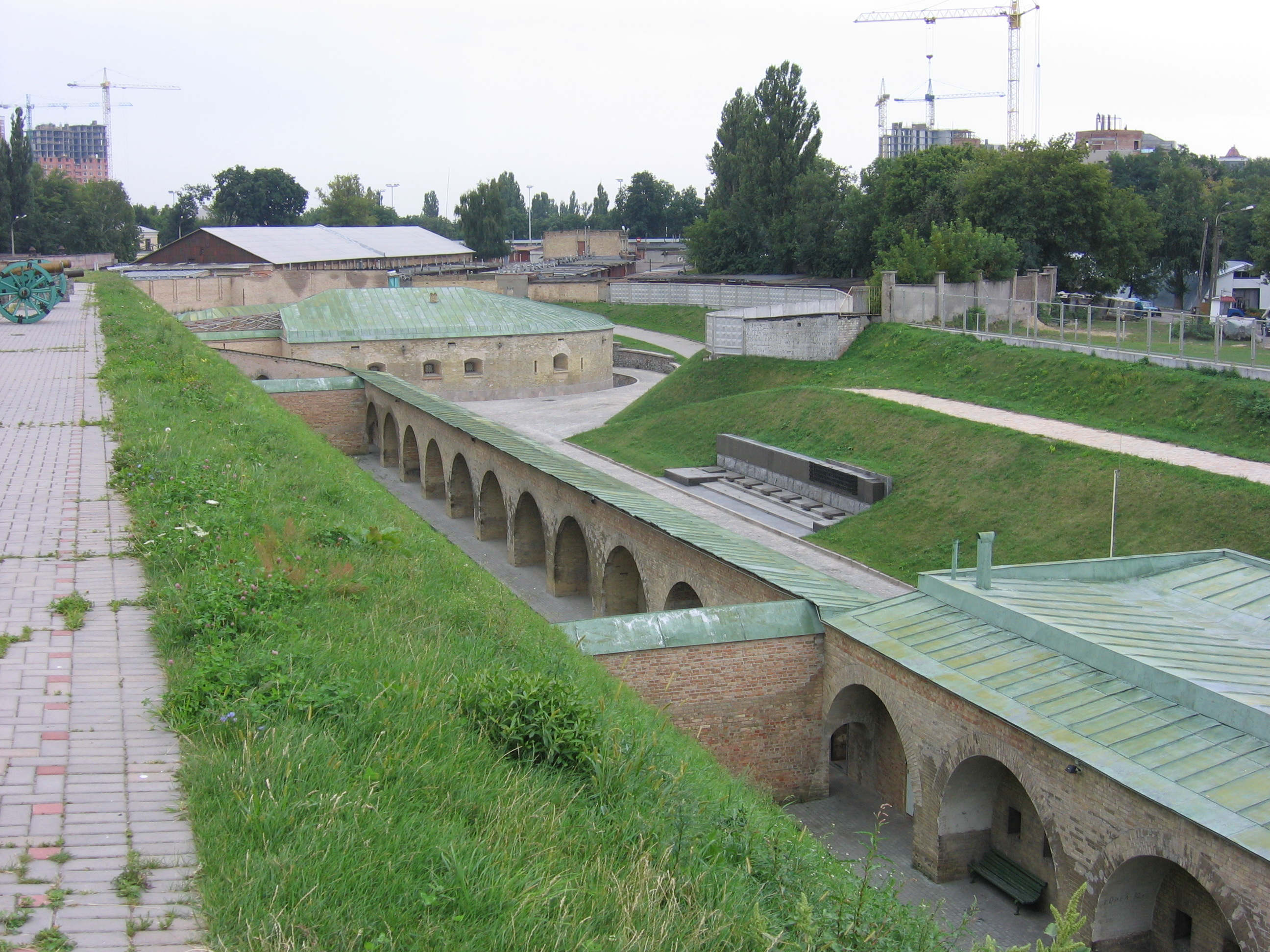
Сооружения киевской крепости

Со средины XVII и до начала XVIII века главная крепость Киева с русским гарнизоном размещалась в пределах укреплений Старого города. Самостоятельное значение имели укрепления Печерского монастыря. Во время Русско-шведской (Северной) войны (1700—1721), учитывая стратегическое значение Киева, Пётр I превратил Печерские укрепления в земляную крепость, где сосредоточил гарнизон, крепостную артиллерию и военную администрацию. В связи с русско-турецкими войнами 2-й половины XVIII века и подготовкой войны с Францией укрепления крепости поддерживались в боевом состоянии и постоянно совершенствовались. Накануне войны 1812 года Наполеон отмечал: «Если я возьму Киев, я возьму Россию за ноги, если я овладею Петербургом, я возьму её за голову, заняв Москву, я попаду в её сердце». Победа над наполеоновской Францией и присоединения к Российской империи Подолья, Волыни и части Польши снизили стратегическое значение Киева, удалённого от государственных границ.
Восстание декабристов во время присяги Николаю I (14 декабря 1825 года) в Петербурге и Черниговского полка на Украине, усиление крестьянского и польского освободительного движений на Правобережье убедили Николая I в необходимости создания опорного военного очага в Юго-Западном крае. К. Опперманом был разработан проект Главной Киевской крепости. Строительства крепости осуществлялось в течение четверти века Киевской инженерной командой под постоянным наблюдением царя. В состав новой крепости вошла Старая Печерская крепость. Особенностью этого военно-оборонного комплекса было сочетание земляных фортификационных сооружений — Цитадели, Васильковского и Госпитального укреплений — с кирпичными оборонительными казармами, расположенными вдоль края Печерской возвышенности, обеспечивавших защиту гарнизона. В связи с Крымской войной 1853—1856 годов крепость приводилась в боевое состояние. Киевская крепость никогда не принимала непосредственного участия в боевых действиях. С 1897 года она полностью потеряла стратегическое значение и была превращена в крепость-склад.

Кловский дворец

В XVIII веке украинское барокко менялось под влиянием западноевропейских и российских архитекторов, работавших на Украине. В Киеве в это время работали иностранные архитекторы — Готфрид Иоганн Шедель и Бартоломео Растрелли. В традициях украинского зодчества строили Степан Демьянович Ковнир и Иван Григорович-Барский (реконструкция Кирилловской церкви).
В годы царствования Екатерины II основным направлением в архитектуре города стал классицизм, однако были востребованы и прежние стили. В XIX веке в храмовой архитектуре Киева строили в стиле казацкого барокко грушевидные купола.
В Киеве к настоящему времени сохранились дома XVII—XVIII веков, однако в архитектурном облике города преобладают здания второй половины XIX — начала XX века, выполненные в стиле модерн и конструктивизм. Всего в городе сохранилось около 3000 сооружений XI — начала XX века, в том числе более 70 храмов. К выдающихся архитектурным памятникам Киева относятся: Золотые ворота, Софийский собор (XI в.), Киево-Печерская лавра (XI—XVIII вв.), Кловский дворец, Мариинский дворец, Дом с химерами, здание Национального банка Украины, Национальная опера Украины, здание Киевского политехнического института, Михайловский Златоверхий собор, Церковь Спаса на Берестове (XII в.), Воскресенская церковь, Андреевская церковь, Набережно-Никольская церковь, Покровская церковь, Троицкая церковь, Киевский государственный академический театр кукол и др.

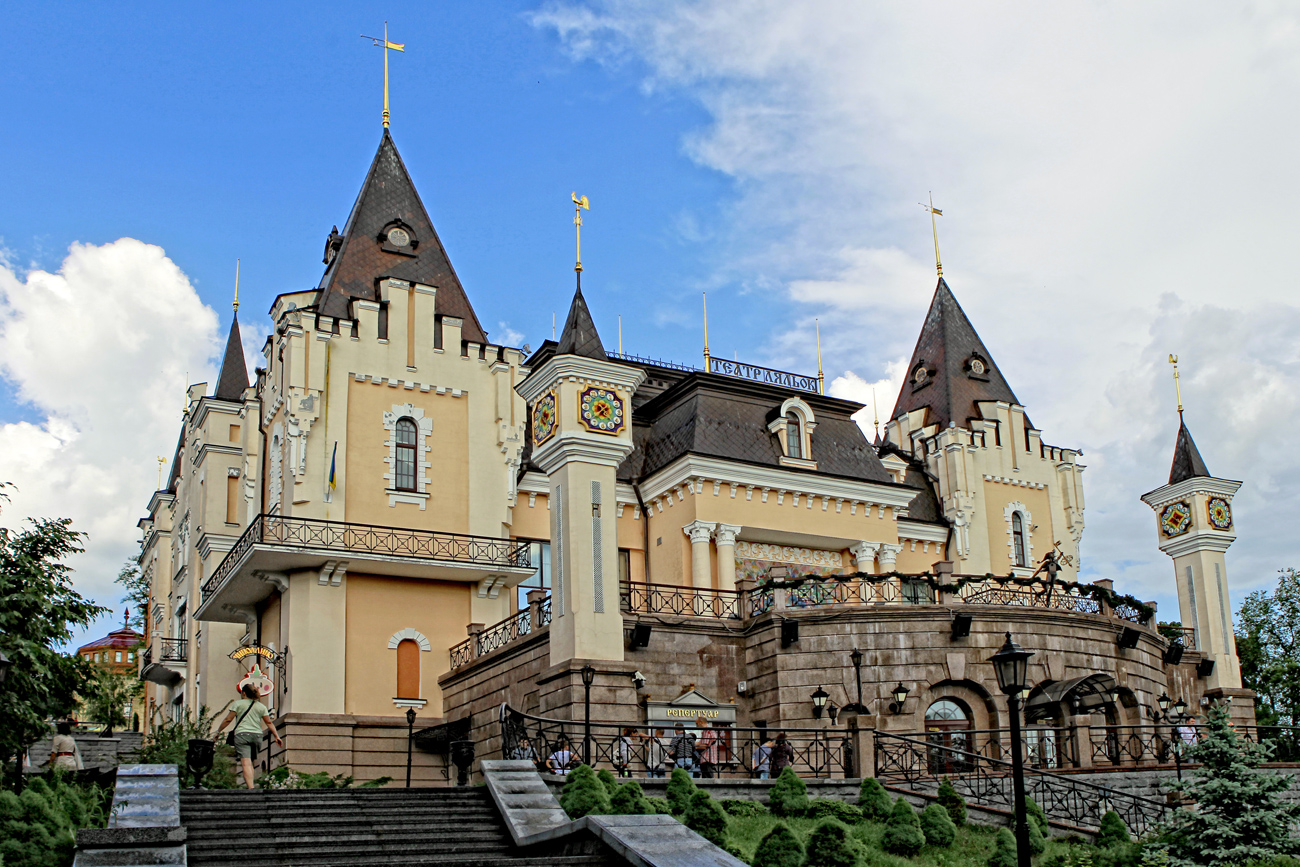
Киевский театр кукол

В XIX веке строительство зданий в Киеве, как во всей Российской империи, городе проходило по проектам из «Собрания фасадов, … Высочайше апробированных, для частных строений в городах Российской Империи». «Образцовые» проекты создавались крупными архитекторами своего времени: Луиджи Руска, В. И. Гесте, В. П. Стасовым. В «Собрание фасадов» входило несколько типов жилых домов, начиная от простых с тремя окнами по фасаду и кончая трёхэтажными зданиями со сложным архитектурно-пространственным решением. Заказчики выбирали любой приглянувшийся вариант в зависимости от своих предпочтений и финансового положения. Количество окон и этажность здания определялись финансовым положением владельца. От наличия средств, социального положения застройщика зависело, сколько окон будет на фасаде — семь, пять или три. Дополнительные пожелания заказчика и архитектора могла отразиться во внутренней планировке и оформлении интерьеров здания.
Со второй трети XIX века Киев интенсивно застраивался. Городские власти предоставляли застройщикам участки земли (вначале — бесплатно, затем — за «посаженную» плату). Если в указанный срок дом не был выстроен, у застройщика отбирали участок. По требованию городских властей участок следовало застроить в течение трёх лет со дня заключения соглашения о продаже, первый этаж дома должен был быть кирпичным, а второй — деревянным.

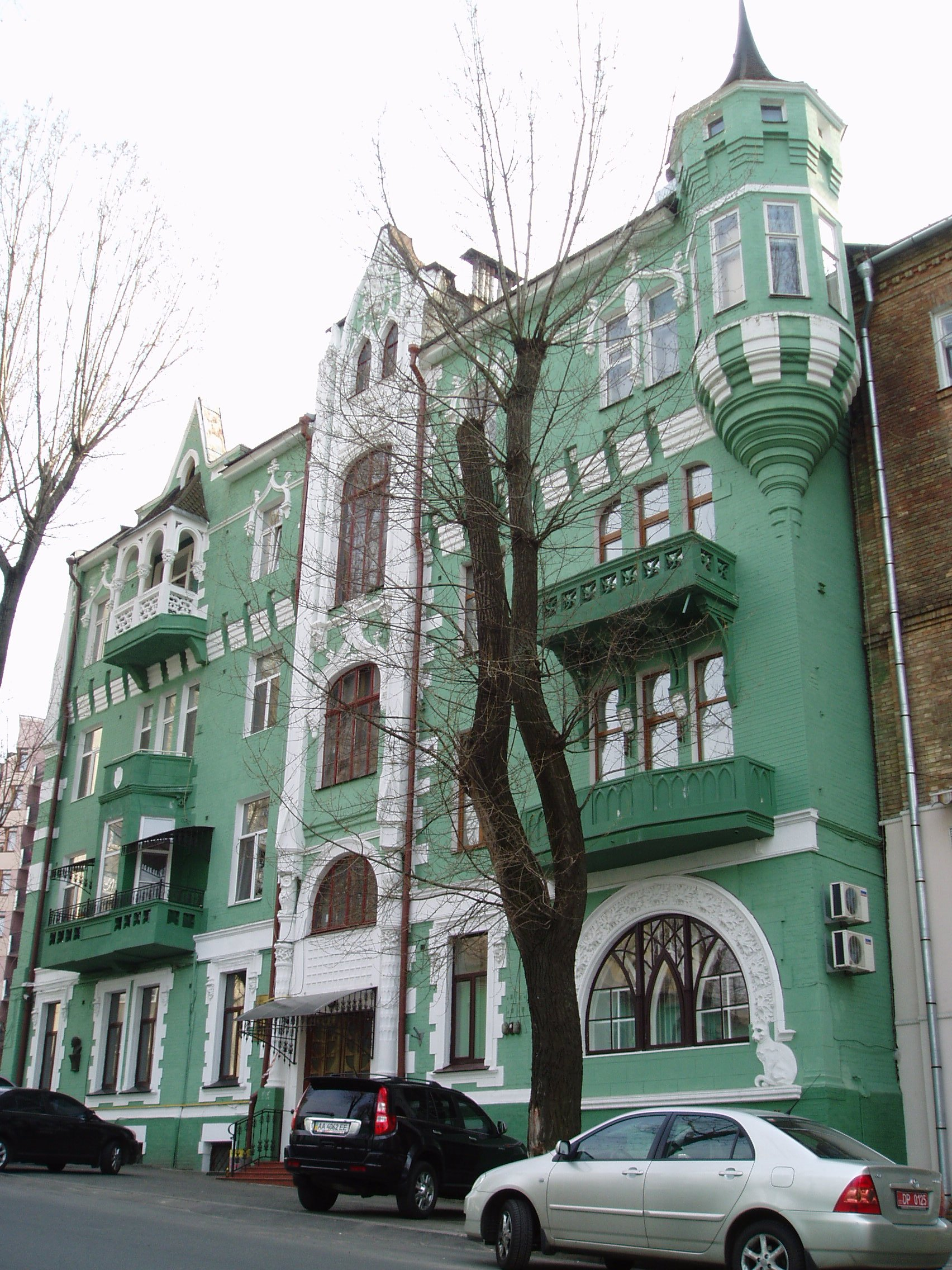
Дом с котами. Киев

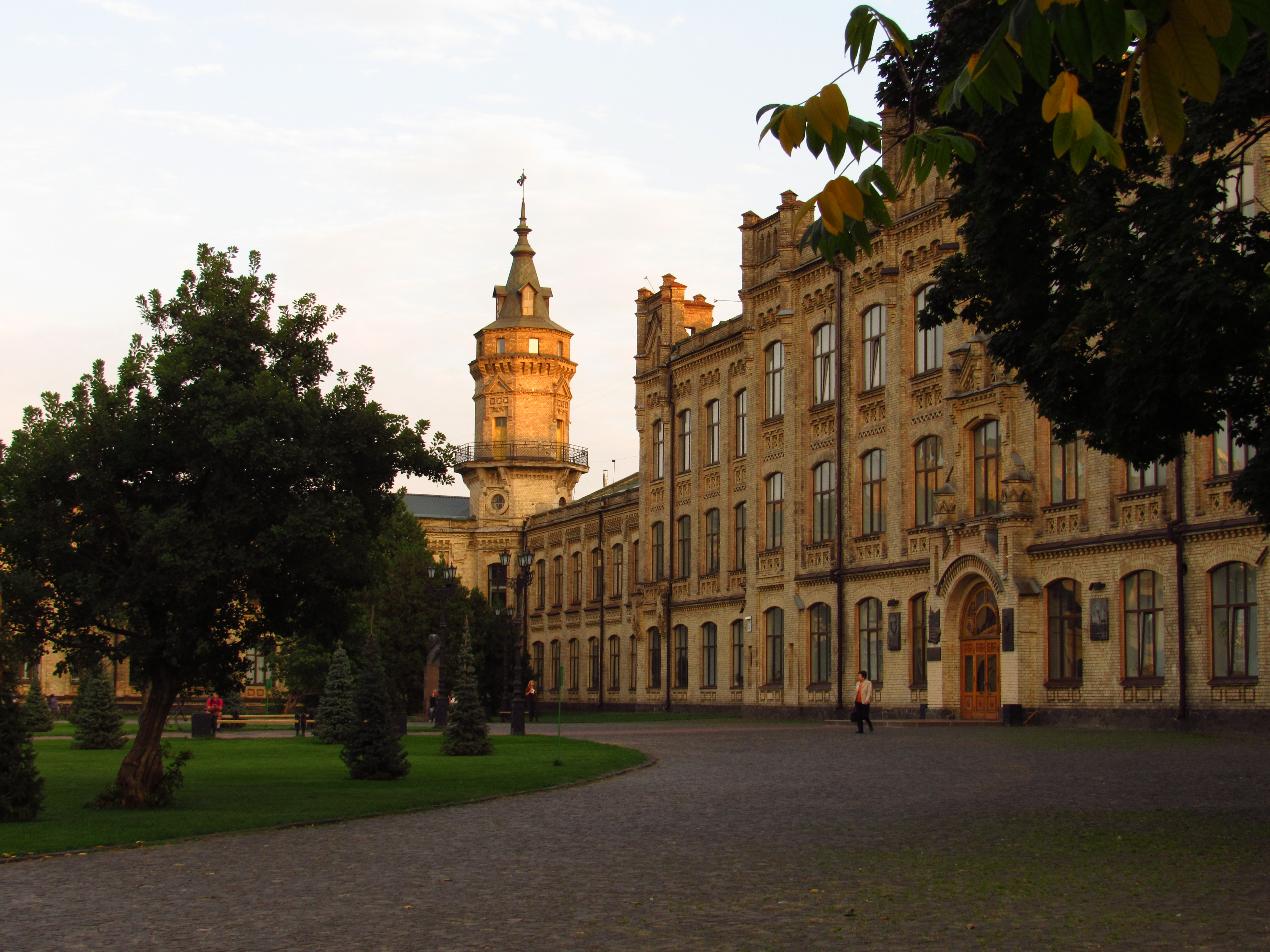
Главный корпус НТУУ «КПИ»

С последней трети XIX века Глава Строительного отделения Городской управы подписывал решение о строительстве, а Городская дума согласовывала проекты зданий.
Общественные здания, храмы были доминантами в городских районах, выполняющими функции пространственных центров. Расположение доминант учитывало живописность планировочной структуры и рельеф местности. Улицы застраивались жилыми зданиями, к которым относились: особняки, строящиеся для себя и своей семьи, доходные дома, рассчитанные на получение прибыли от продаваемых или сдаваемых внаем квартир. Как правило, в конце ХІХ — начале XX века владелец доходного дома жил в одной из наиболее комфортных квартир своей собственности.
С 1861 года киевские улицы, в зависимости от расположения, делились по застройке на 4 разряда. Разряд регламентировал материал строительства: кирпичные по индивидуальным проектам, кирпично-деревянные или деревянные. Центральные районы относились к высшим разрядам, окраины — к низшим. В жилых домах обычно было две лестницы — «парадная» и «чёрная» — для прислуги. «Парадные» лестницы размещались поблизости от парадного входа, «чёрные» размещали подальше от «парадных» помещений.
В конце XIX века в Киеве из-за роста цен доходные дома строились с привлечением денежных средств Киевского городского кредитного общества. Иногда большие доходные доме строились в складчину. В конце ХІХ — начале XX века весь центр Киева был застроен доходными домами. Наиболее известные доходные дома — «Дом с химерами», дома по улице Городецкого (архитекторы Г. Шлейфер, Э. Брадтман, В. Городецкий), Дом с котами (архитектор Владимир Бессмертный), дом Морозова на улице Льва Толстого, дом Гинзбурга. Дом Гинзбурга был построен в 1900—1901 году. Фасад здания украшали многочисленные скульптуры античной тематики. Здание имело 21 балкон. В начале XX века это был самый высокий дом Киева (32,5 м), на его крыше было 5 деревянных башен. В доме была устроена парадная мраморная лестница с витой оградой и дубовыми перилами, стены были покрывала художественная роспись и лепнина.

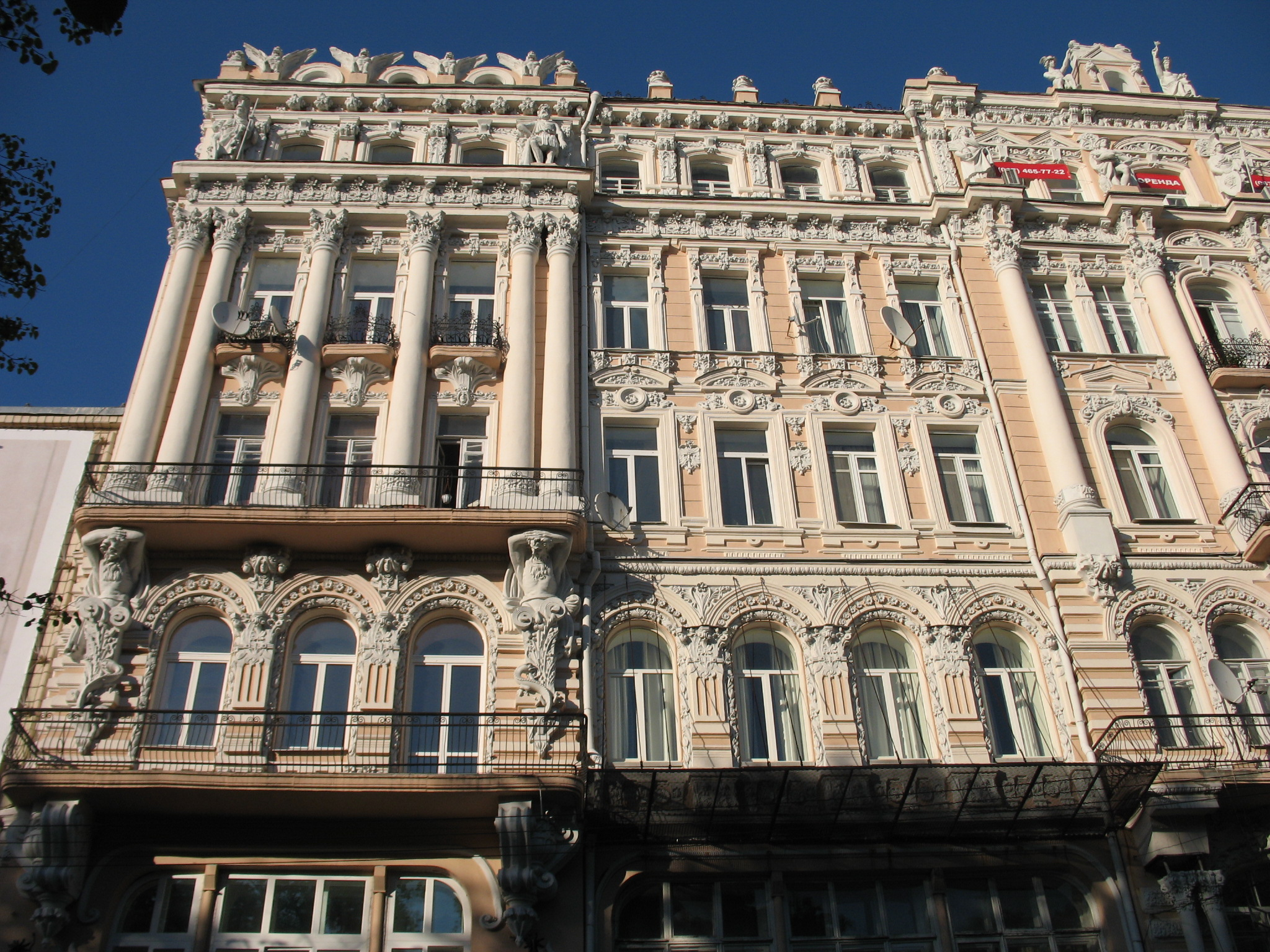
Дом Гинзбурга
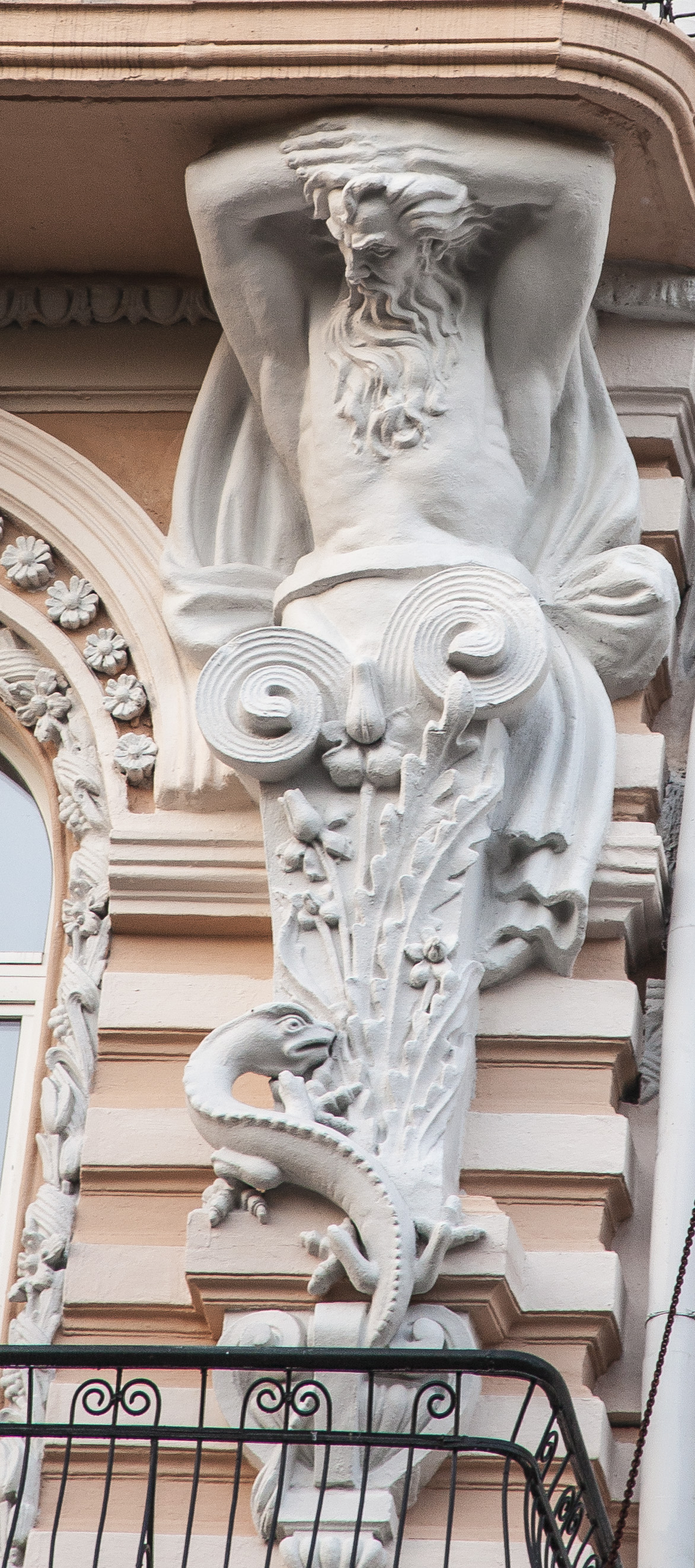
Архитекту-
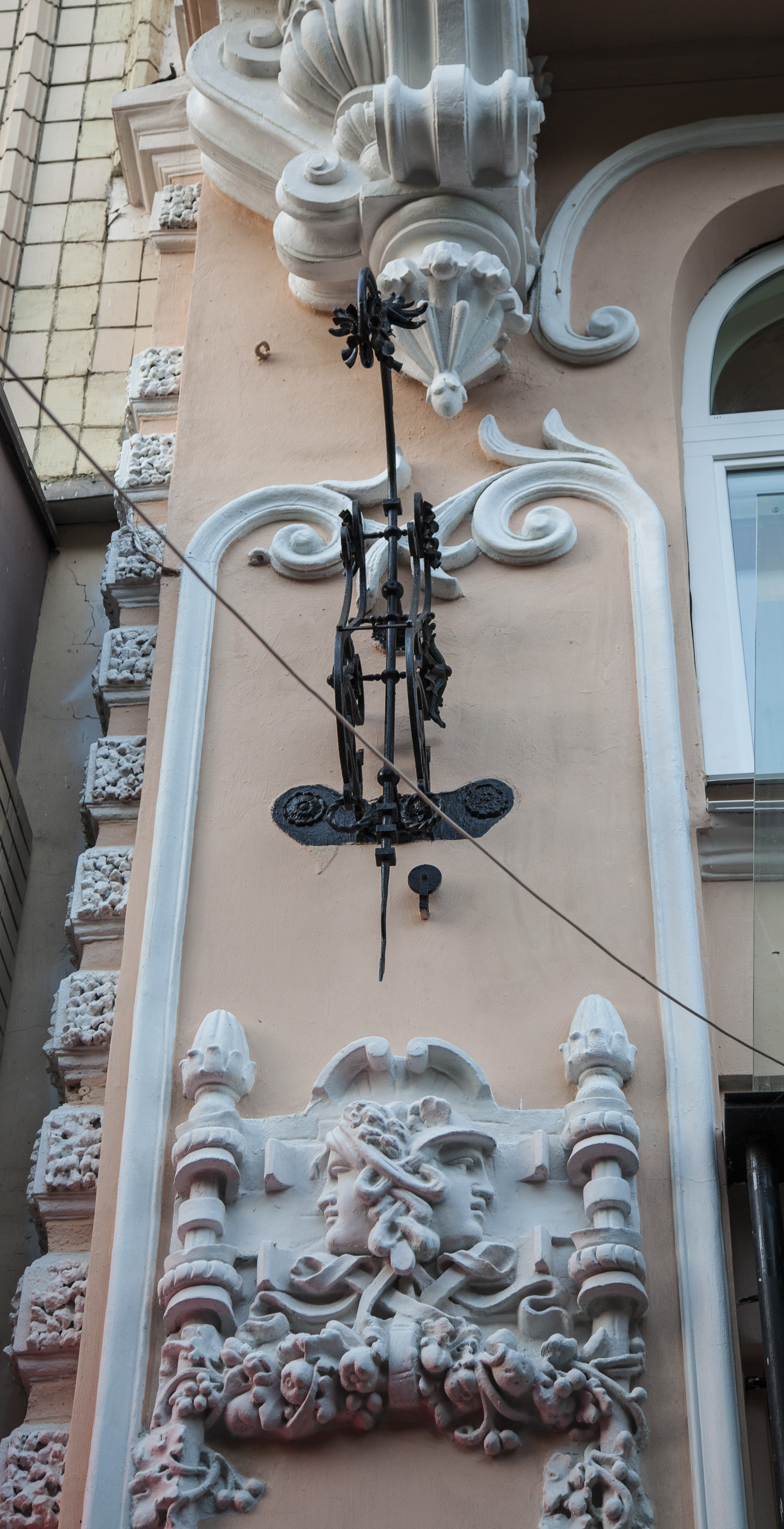
рные
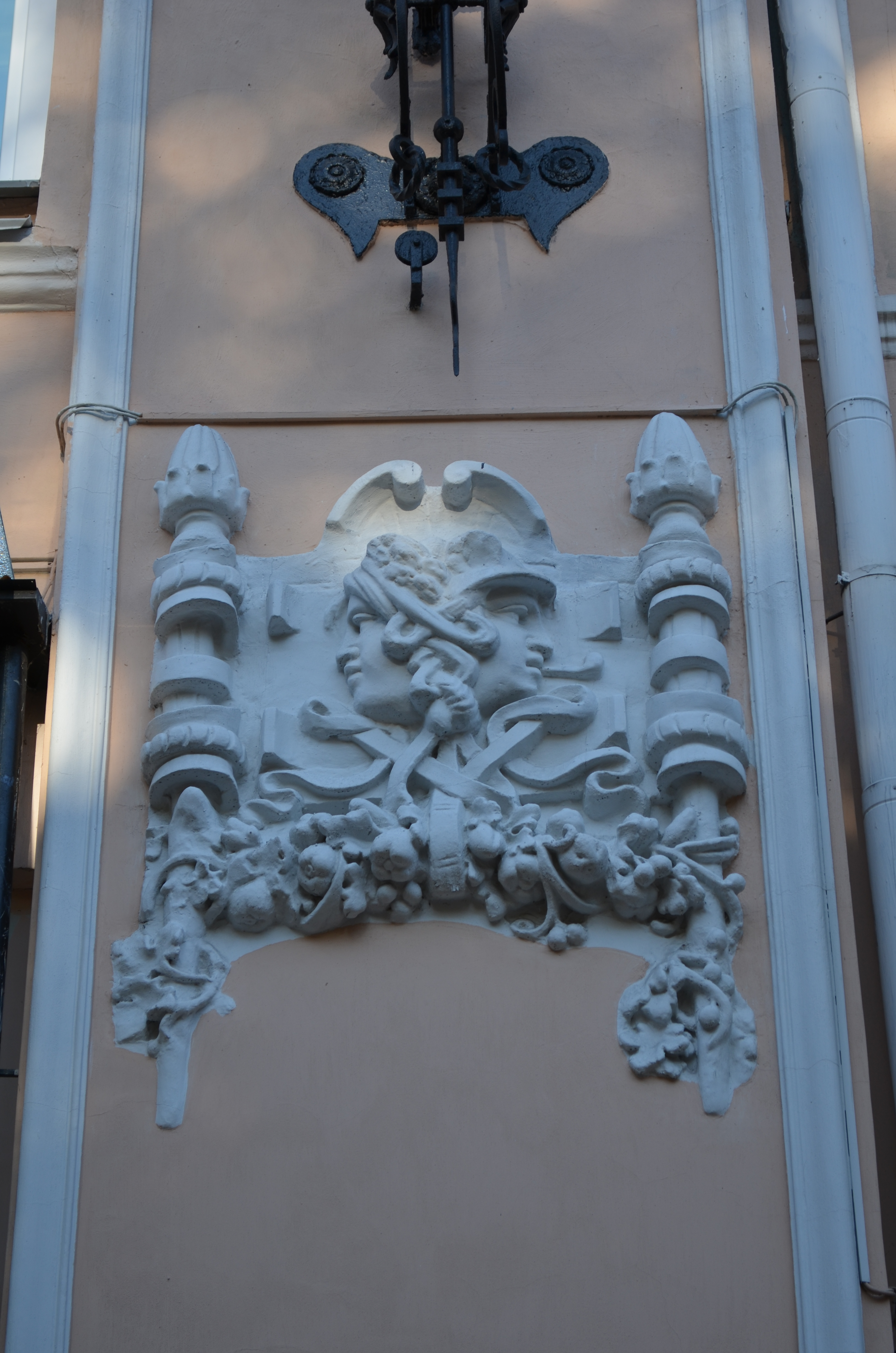
элементы
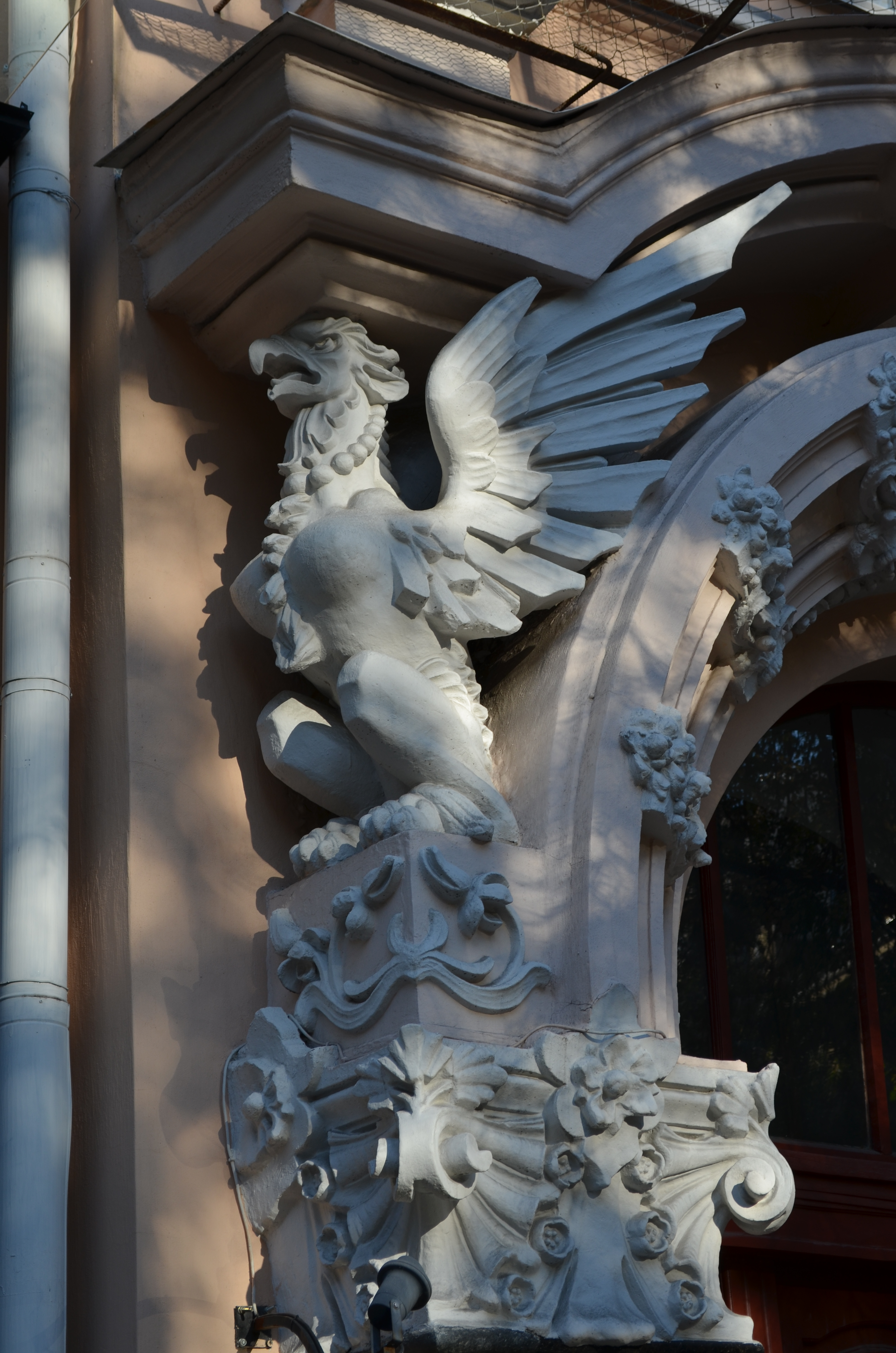
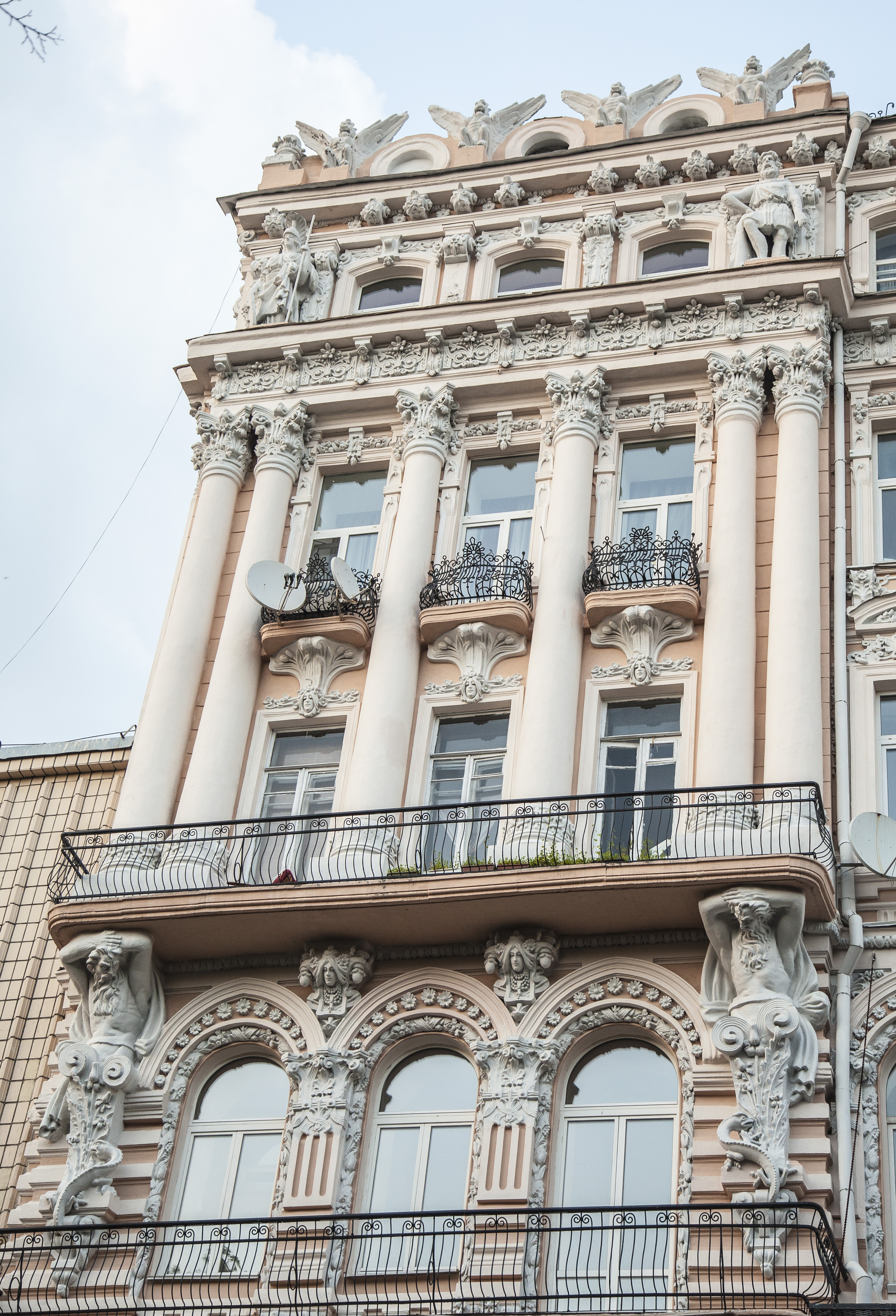
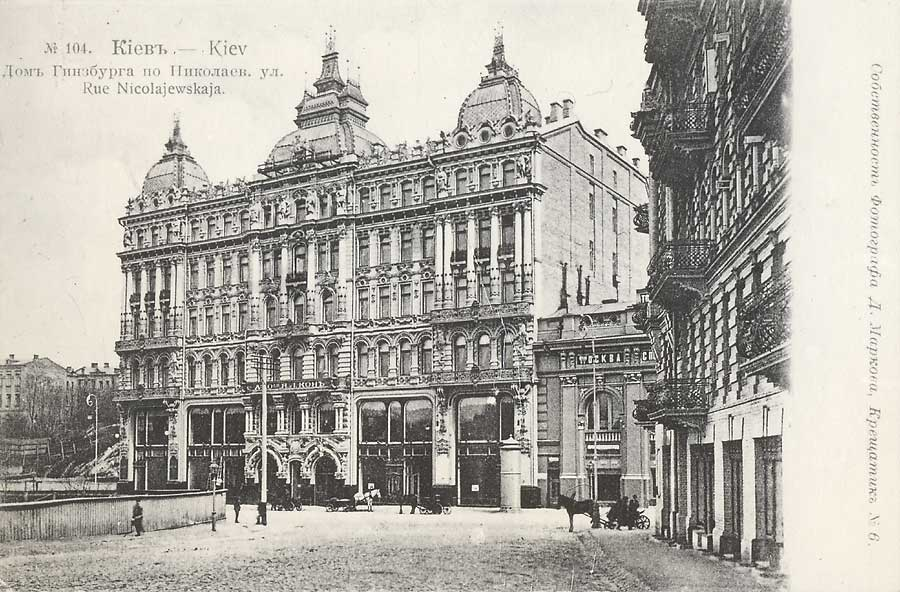
Дом Гинзбурга

В 1909 году в Киеве был построен в стилизованных готических формах римско-католический Николаевский костёл. Костел имел высокие стрелообразные шпили, на башнях размещено скульптурное семейство грифонов, у входа — саламандры, символ целомудрия, на центральном фронтоне изображён Архистратига Михаила, душащий ногой дьявола в виде крылатого дракона. Храм строился около 10 лет. На создание проекта костела проводился конкурс, в котором победил 24 летний студент Станислав Воловский. Доработку проекта и руководство строительством было поручено архитектору — Владиславу Городецкому.

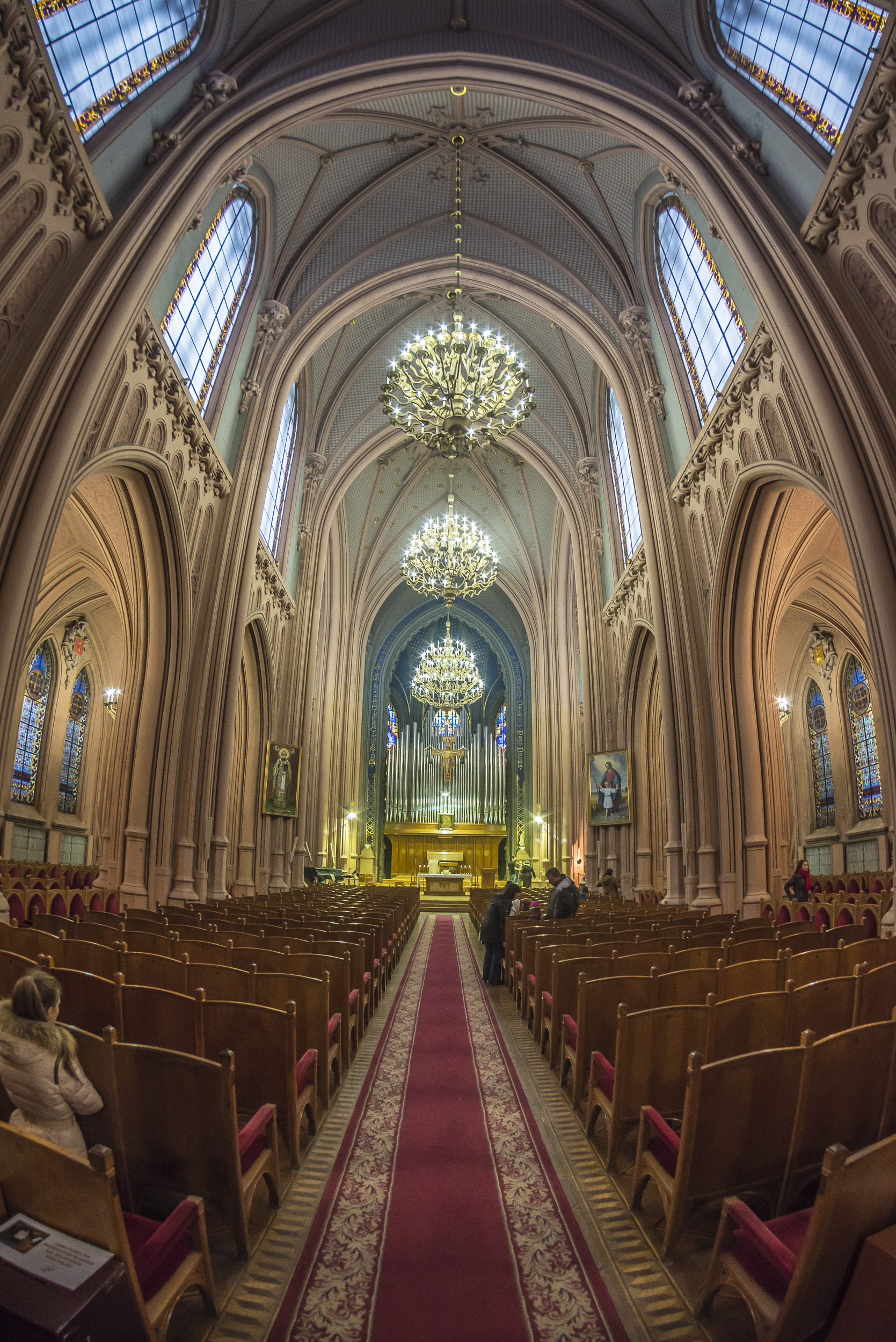
Органный зал Николаевского костела

В 1980 году костел был переоборудован под концертный зал Дома органной и камерной музыки.

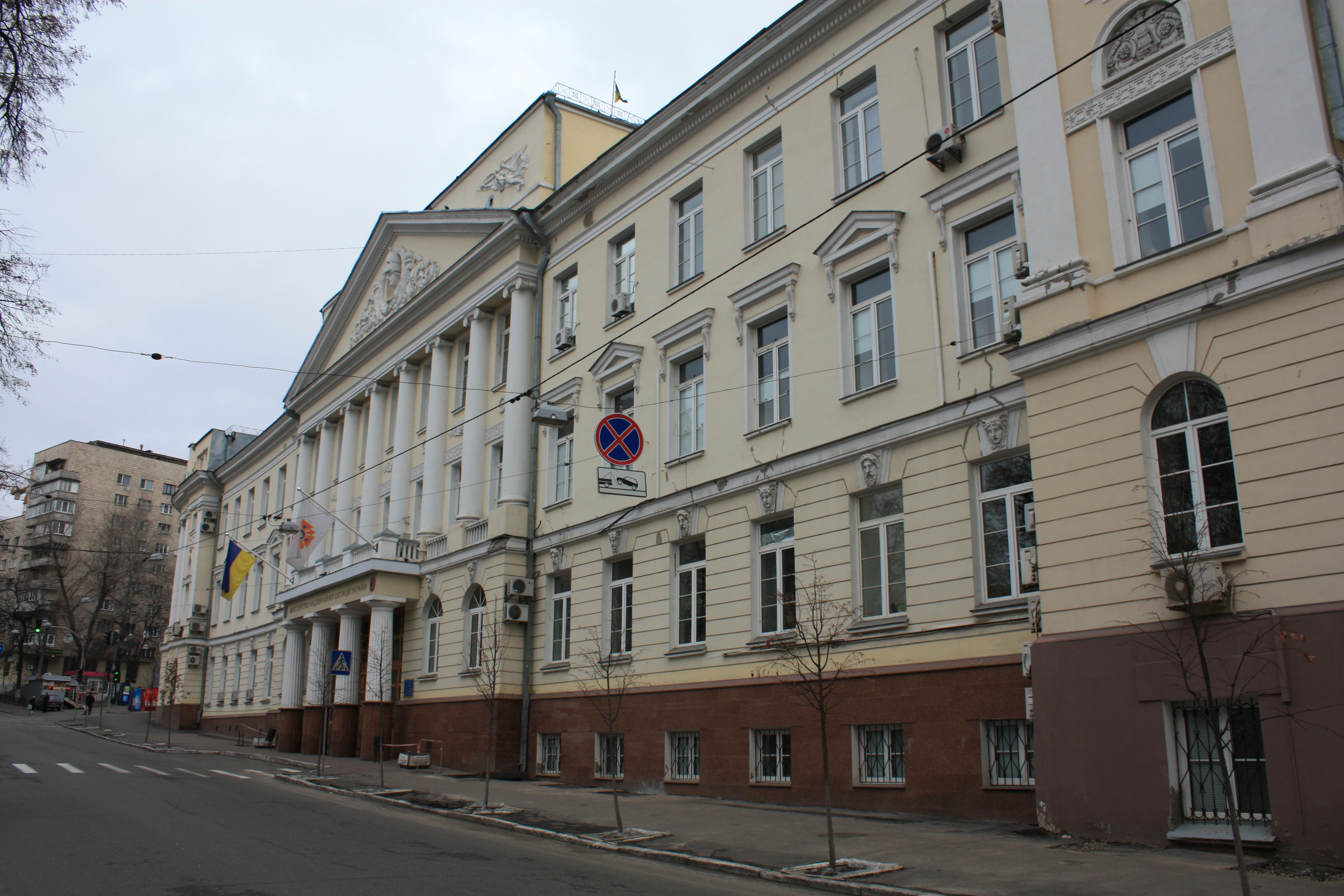
Киев. Высшие женские курсы

В начале XX века архитектурный стиль застроек в городе определялся обоюдным желанием заказчика, предпочтениями архитектора и назначением строения. В этот период в Киеве было построено много зданий в стилах: русского классицизма (Высшие женские курсы, архитектор А. В. Кобелев, 1911—1913, О. Гончара, 55), Ренессанса (особняк, ныне Дом торжественных церемоний, 1910-е гг., ул. К. Либкнехта, 17), барокко (жилой дом, 1910-е гг., ул. Пушкинская, 33), готики (жилой дом, 1900-е гг., ул. К. Либкнехта, 19), дорическом стиле (ныне Национальный художественный музей Украины, архитектор В. В. Городецкий, 1897—1900 гг.), мавританском (Кенасса, ныне Дом актёра, архитектор Городецкий) и др.
К кирпичному стилю относятся неоштукатуренные киевские строения периода конца XIX века — начала XX века. Для этого стиля характерна замена лепных украшений декором из нештукатуренного кирпича. В 1834 году в долине реки Лыбеди домовладелец Эйсман основал кирпичный завод. Кирпич Эйсмана в частные руки не отпускался. Вся продукция шла на строительство общественных зданий — университета, гимназий, присутственных мест, кадетского корпуса, тюремного замка и др.

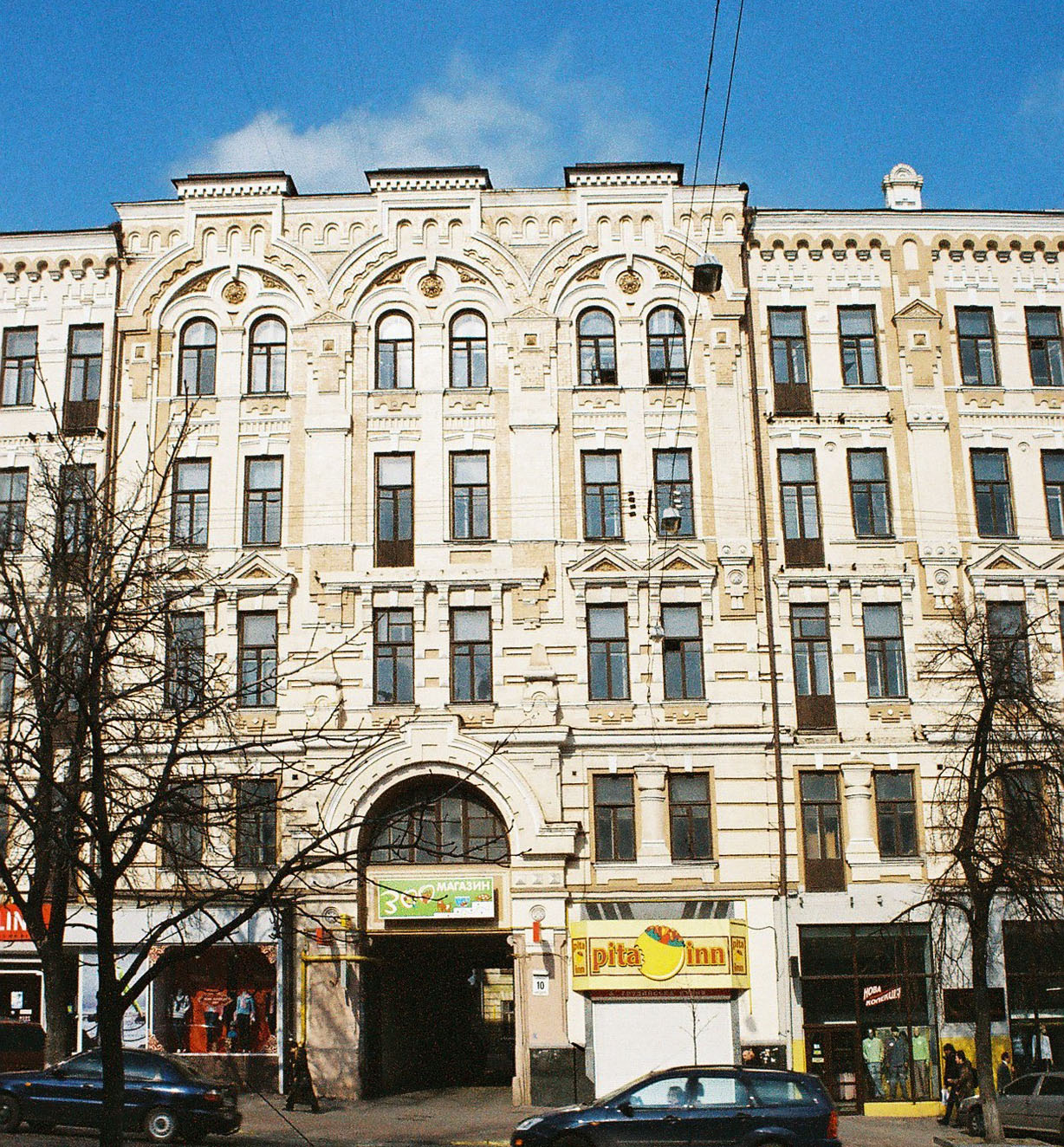
Кружевной дом Брадтмана

При наличии достаточного количества материала, в кирпичном стиле в Киеве были построены Кружевной дом Брадтмана (арх. Э. П. Брадтман), Дом актёров (арх. О. Струтинский), Дом А. Сидорова (арх. Николаев), корпуса Киевского политехнического института, Управление Юго-Западной железной дороги, Дом аптекаря М. Фроммета и др..
В послереволюционный период и в годы Гражданской войны в Киеве началась ликвидация частной собственности. У богатых горожан конфисковывались квартиры и доходные дома. С 1921 по 1925 год в благоустроенные квартиры было переселено более 29 тыс. рабочих. В то же время за годы войны сильно пострадал жилой фонд. В 1920-е годы началось его восстановление и строительство новых домов. Были построены в стиле конструктивизма: Здание железнодорожного вокзала (архитектор А. М. Вербицкий), кооператив рабочих железнодорожников «Первомайский», кооператив завода «Арсенал», кооператив «Советский врач» и др. Здания имели оштукатуренные, большие оконные проёмы.

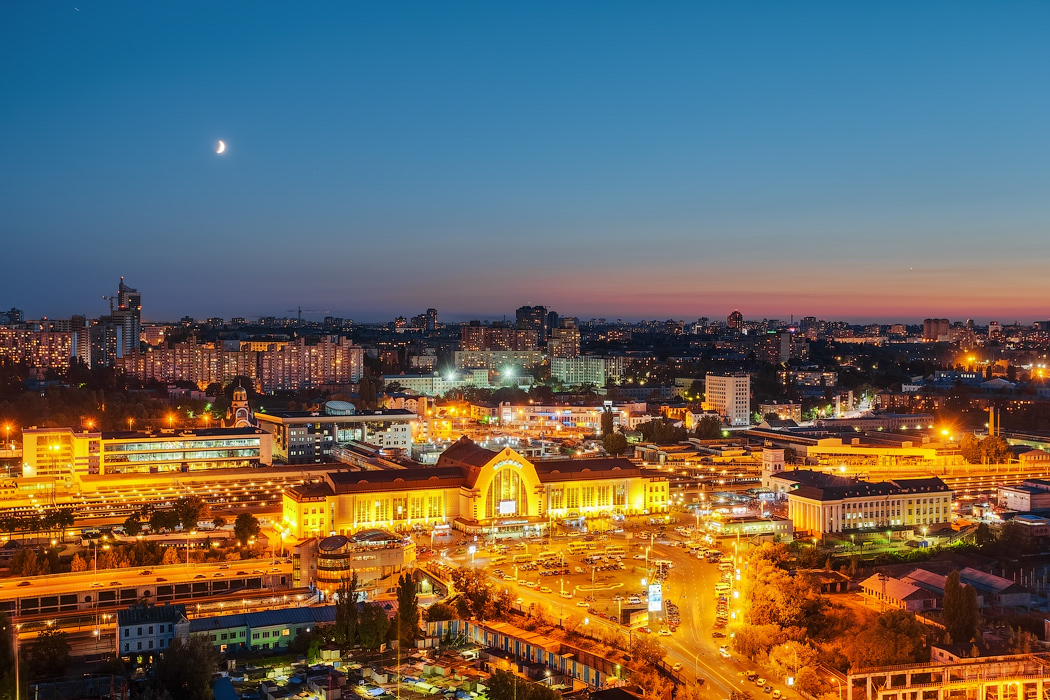
Вид на Киевский железнодорожный вокзал

После обретения Украиной в 1991 году независимости, в Киеве восстанавливались уничтоженные ранее памятники украинского барокко (Михайловский Златоверхий монастырь), осуществлялось строительство новых церквей в стиле осовремененного барокко (Троицкий собор в Киеве).
К Киевским памятникам XIX—XXI веков относятся: здание Кабинета Министров, здание Администрации Президента, Высотный жилой дом по адресу ул. Крещатик, 25 и Национальный спортивный комплекс (НСК) «Олимпийский» и др.
Главной улицей города является Крещатик. Крещатик застраивался с конца XVIII — начала XIX века. Первоначально улица носила название Театральной, поскольку на ней находился первый в городе театр. Окончательные очертания улица приобрела к 1837 году. К этому времени её продлили до Бессарабской площади и дали название Крещатицкой. С 1869 года её стали называть Крещатик.

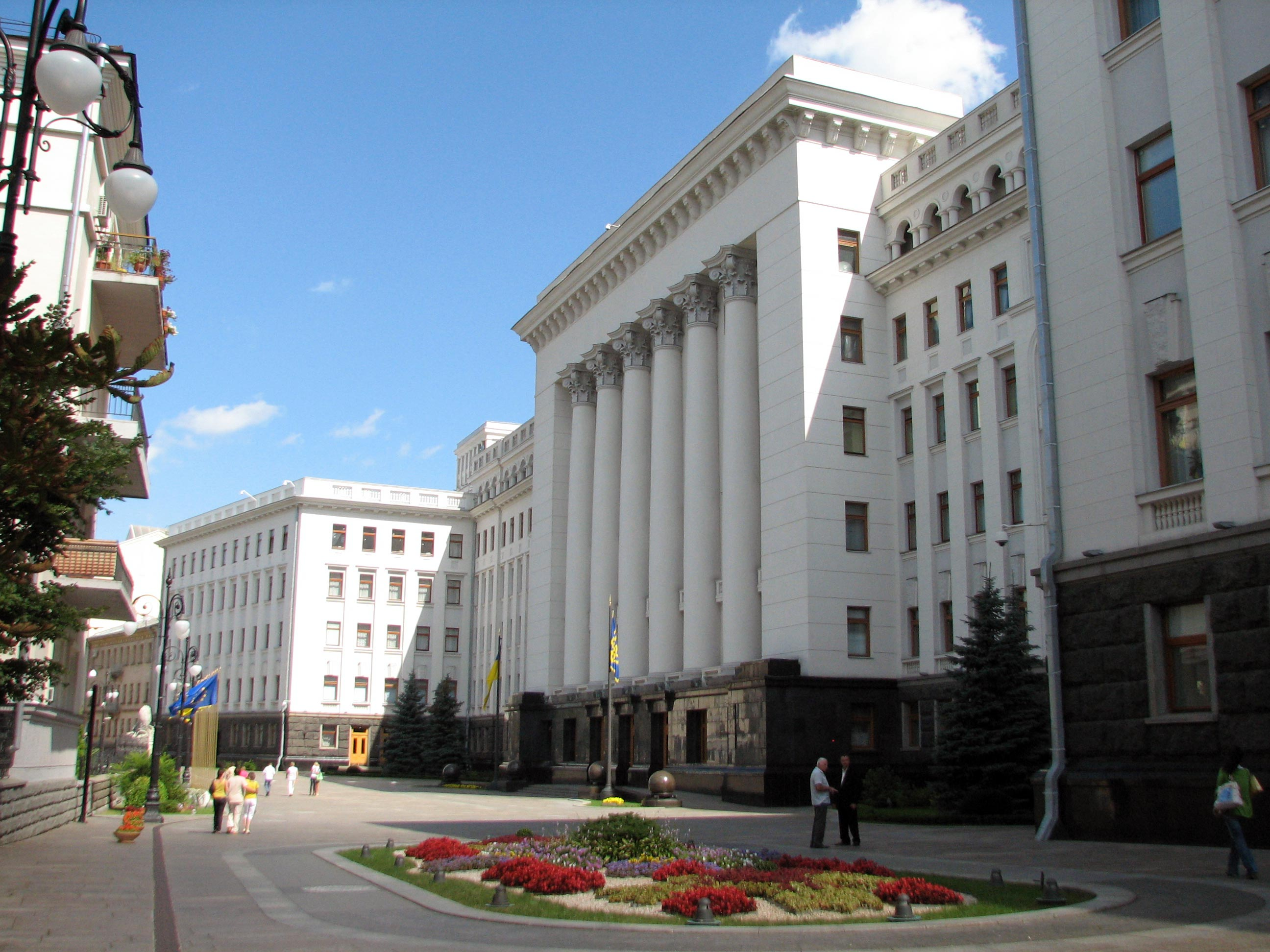
Администрация президента Украины

В 1876 году на улице было построено здание Городской думы (арх. А. Я. Шиле); в 1892 году проложена первая в Российской империи линия электрического трамвая, которая связывала Крещатик с Подолом. До Великой Отечественной войны Крещатик был застроен зданиями, в основном, в три-четыре этажа, которые стояли сплошным фасадом. Ширина улицы составляла около 35 м.
Центральной площадью Киева является Майдан Незалежности. Площадь формировалась в 1830-х годах после сноса в городе оборонительных валов. В 1876 году на площади было построено здание Городской думы, и она получила название Думской. В 1913 году перед зданием Городской думы был открыт памятник Столыпину П. А.. В дальнейшем площадь носила название Советской (1919), Калинина (1935), Октябрьской Революции (1977). В 2000-х годах производилась перестройка площади. На ней были установлены памятники, скульптуры и фонтаны. В центре площади была воздвигнута белая колонна со скульптурой девушки (Берегини) с калиновой ветвью в руках, символизирующей независимость Украины. На месте, близком к обнаруженным остаткам древних Лядских ворот, сооружён памятник в виде ворот с фигурой покровителя города Архангела Михаила.
В 1902 году в Киеве официально было восемь, так называемых, полицейских участков — Бульварный, Дворцовый, Лыбедской, Лукьяновский, Печерский, Плоский, Подольский, Старокиевский, что стало естественным прородителем современного административного деления Киева. Со временем картина изменялась, появлялись новые районы — Соломенский, Дарницкий, Минский и др. На сегодняшний день в Киеве 10 административных районов. Крупнейшим районом города является Голосеевский. Площадь района составляет 156 км² (18,7 % от общей площади Киева), население — около 230 тысяч человек. Площадь самого маленького района, Печерского, составляет 27 км², в районе проживает 133 тысячи человек.

## Архитектура Площади Независимости

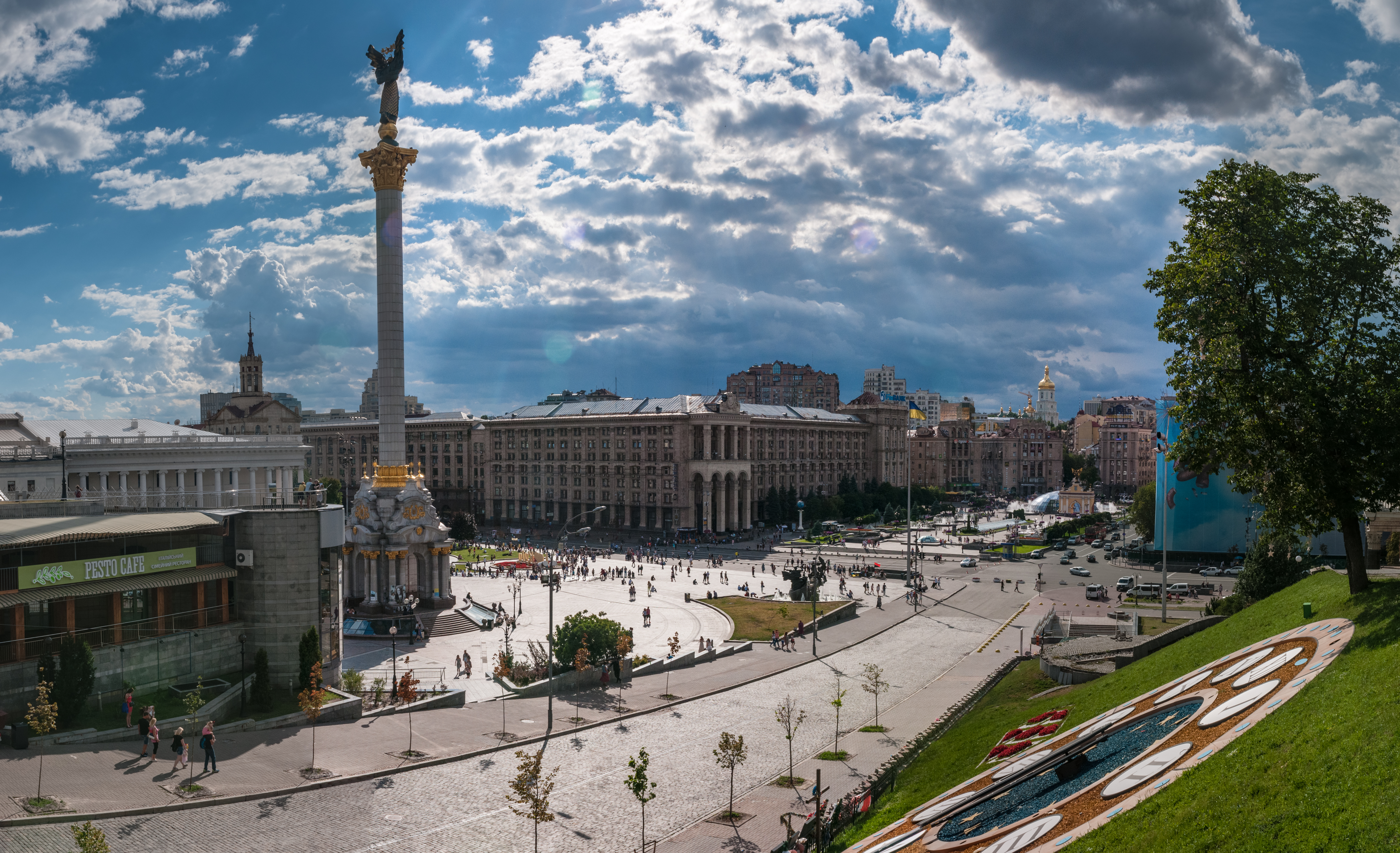
Площадь Независимости
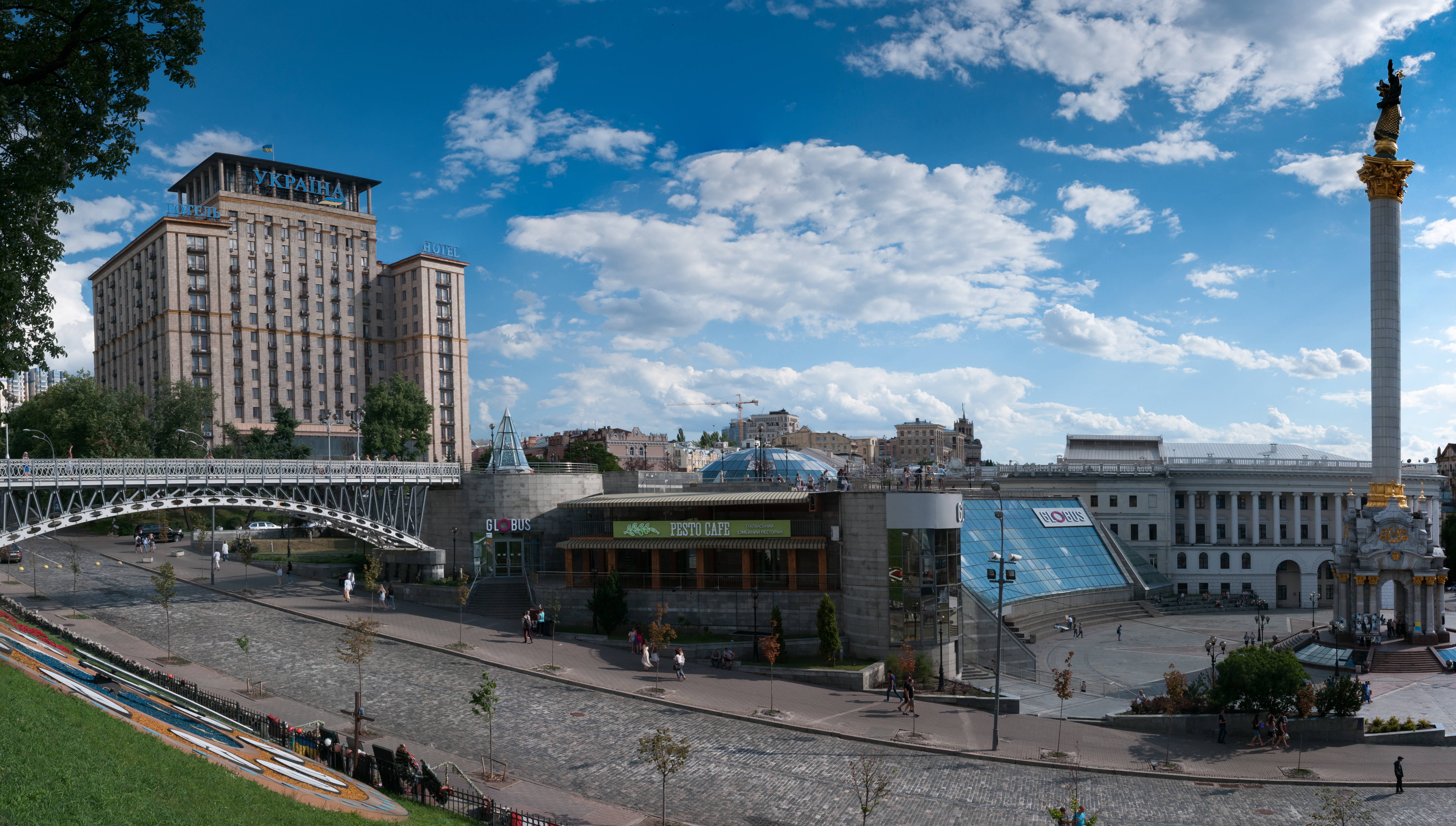
Площадь Независимости
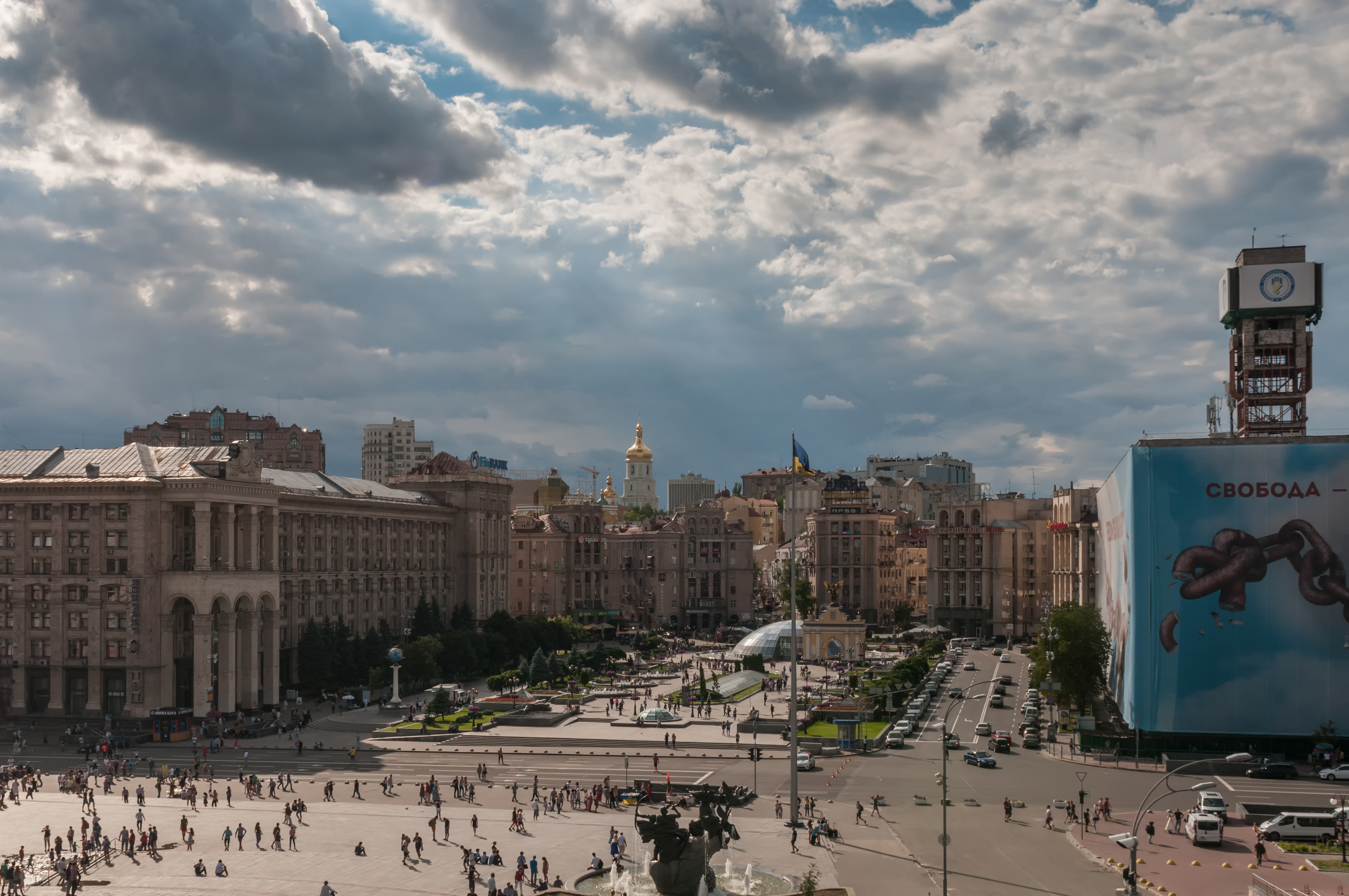
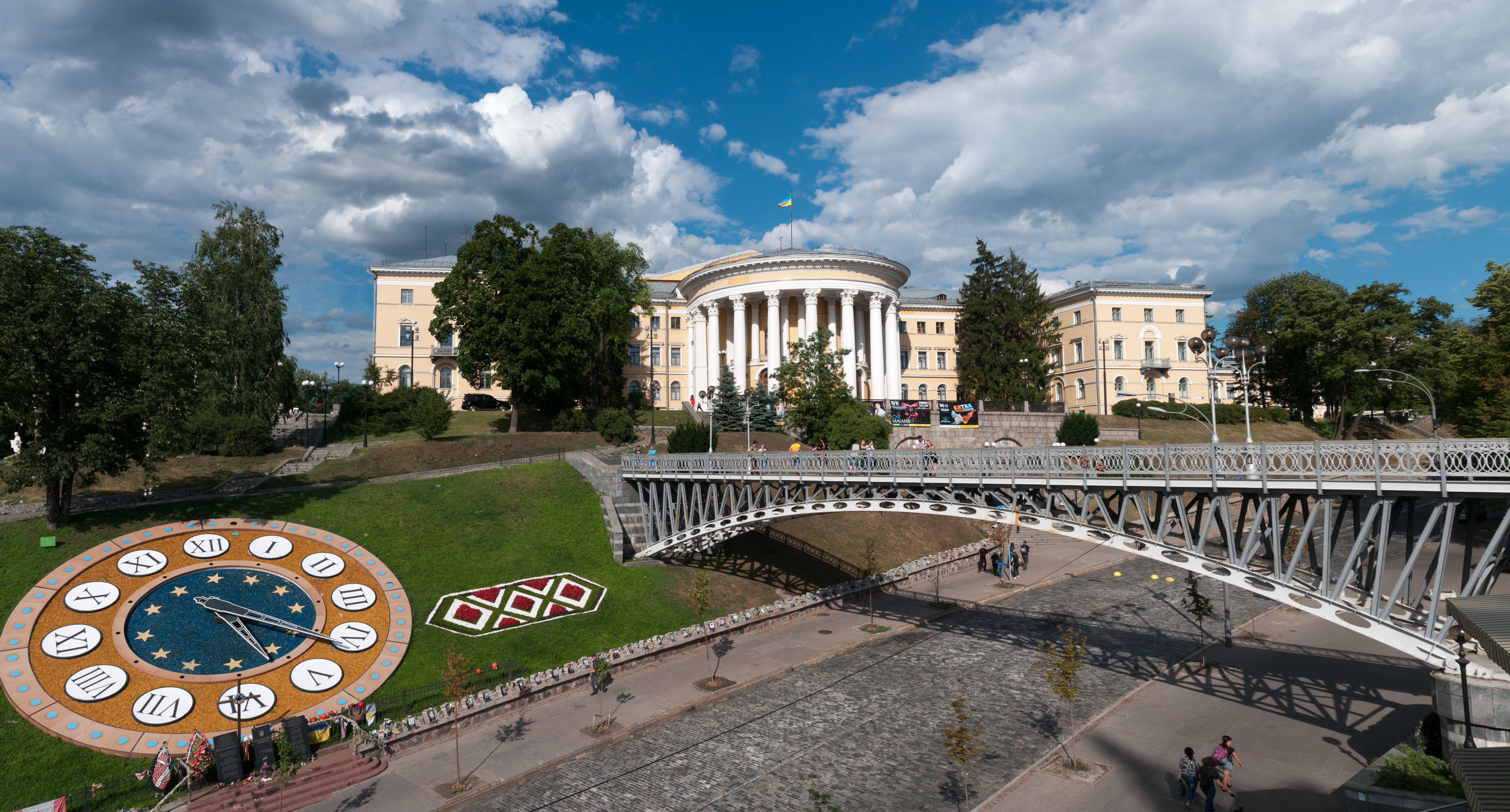

## Пещеры Киево-Печерской Лавры

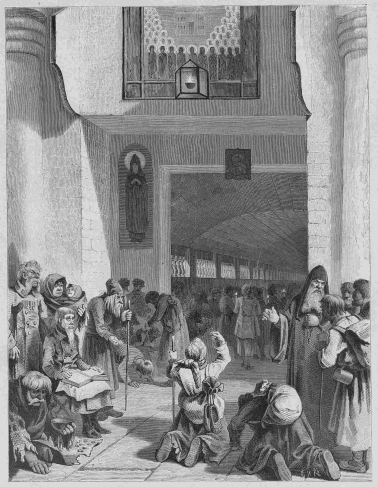
Вход в Дальние пещеры Киево-Печерского монастыря. Иллюстрация 1897 года.

Уникальным архитектурным сооружением Древнего Киева являются Пещеры Киево-Печерской Лавры.
Архитектура Ближних (Антониевых) и Дальних пещер представляют собой сложную систему подземных коридоров высотой от 2 до 2,5 м. Размеры пещер приспособлены для прохода по ним людей. Глубина залегания Ближних пещер — 10—15 м, Дальних — 15—20 м. Пещеры рылись монахами на протяжении нескольких веков. Общая длина существующих под Лаврой пещер составляет сотни метров. Длина Ближних пещер, доступных сегодня для паломничества — 383 м, Дальних — 293 м.
Прочность конструкции придаёт состав геологический слоев, сложенный из серо-зеленных песков и белой глины, которая связывает зерна песка в крепкий каолиновый песчаник. Позднее стены части пещер были облицованы кирпичом.
В двух комплексах пещер устроено по три подземные церкви с позолоченными иконостасами. Полы церквей в 1826 году были вымощены прямоугольными чугунными плитами с орнаментом. Впервые пещеры упоминаются в летописи 1051 года.
Начало монастырской жизни в пещерах Киева положил митрополит Киевский и всея Руси Илларион в середине XI века. Он удалялся для молитв на один из холмов Днепра, где выкопал для себя пещеру. Появление Ближних и Дальних пещер, положивших начало Киево-Печерской лавре, связано со святыми Антонием и Феодосием.
Антоний Печерский при князе Изяславе предавался отшельническому подвигу в пещере на Берестовой горе, выкопанной священником Илларионом. К нему потянулись за благословением люди, начала образовываться Киево-Печерская лавра. Усилиями прихожан была выкопана большая пещера, в которой была устроена церковь и кельи. После этого Антоний выкопал себе новую пещеру. Так образовались Ближние и Дальние пещеры Лавры.

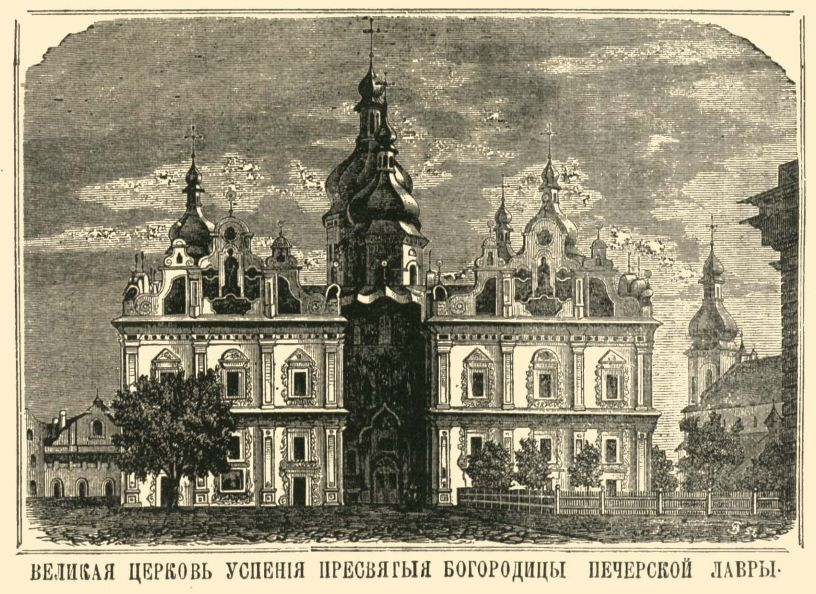
Успенская церковь, 1864г.
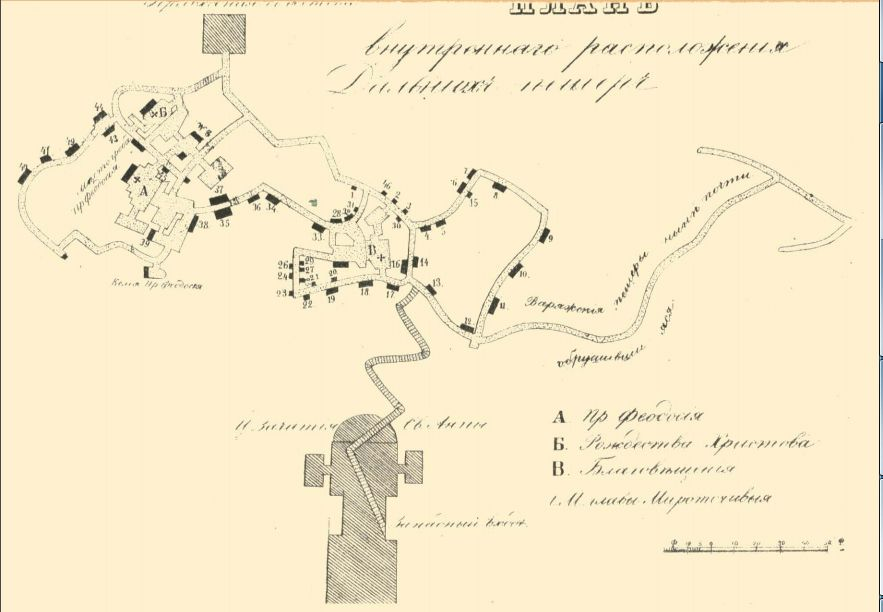
План Дальних пещер
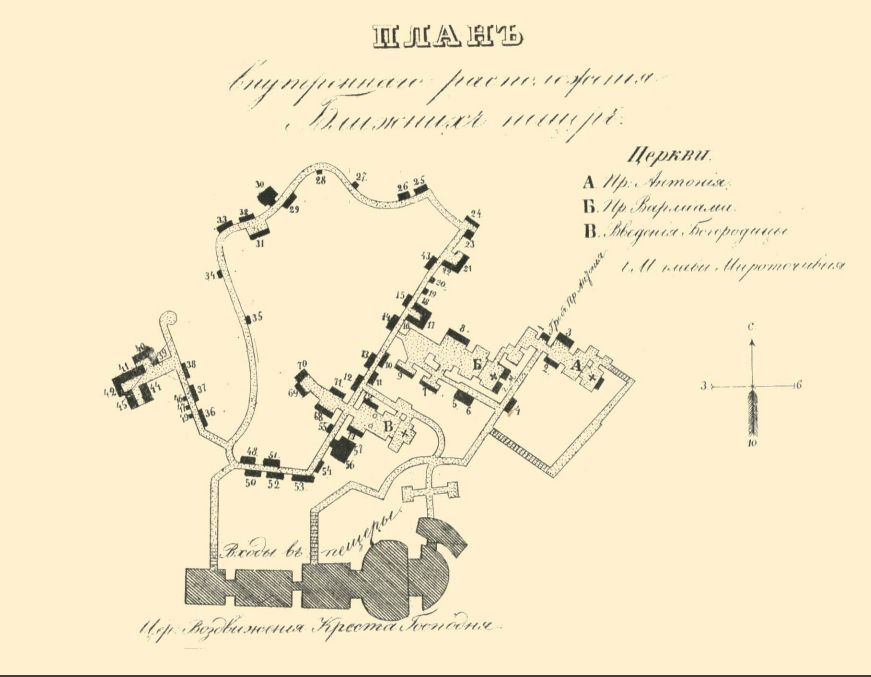
План Ближних пещер
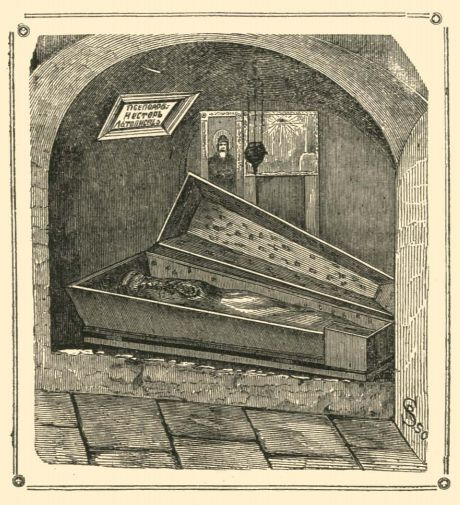
Рака Нестора Летописца п. 25
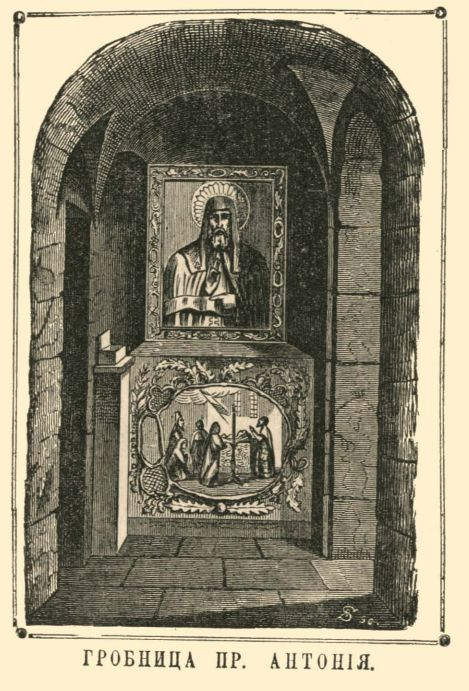
Гробница Преподобный Антония
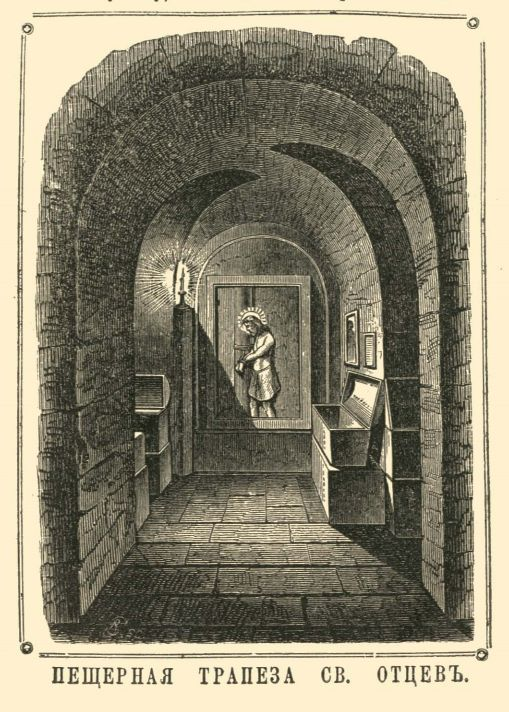
Пещерная трапеза

Около 1062 года игуменом Киево-Печерской лавры был избран преподобный Феодосий. В 1074 году Феодосий Печерский был похоронен в своей келье в Дальних пещерах. В пещерах также находятся мощи Преподобного Антония, целителей Агапита (п. 16) и Дамиана, иконописца Алимпий (п. 36), Св. Преподобного Ильи Муромца (п. 69), Нестора-Летописца и др.
В Ближние пещеры было три входа, один из них — с притвора Крестовоздвиженской церкви. Ближние пещеры состояли из трёх проходов (улиц), связанных между собой переходами. Главной была Печерская улица. К ней примыкает самая большая в Ближних пещерах церковь — Введения Богородицы в Храм. В Ближних пещерах была также «общая трапеза».
Кроме пещер Киево-Печерской Лавры в городе было выявлены другие пещеры: в районе Михайловского Златоверхого монастыря, Никольская пещера, Аскольдова пещера, пещера в районе горы Щекавицы и др.

## Генеральные планы
В годы советской власти Киев планировался и развивался по четырём Генеральным планам развития: 1936, 1949, 1967 и 1986 годов.
- Действующий Генплан 1936 года был разработан под руководством профессора Павла Хаустова. В эти годы в городе строились монументальные здания сталинской архитектуры. В 1934 году столичные функции были перенесены из Харькова в Киев, поэтому задачей плана было превратить «…былой город церквей и монастырей в архитектурно законченный, подлинно социалистический центр советской Украины»[35]. Для активизации деятельности архитекторов в 1933 году был создан Союз архитекторов Украинской ССР (ныне Национальный союз архитекторов Украины), в 1937 году создан Киевгорпроект. К работе были привлечены лучшие архитекторы республики: П. Ф. Алешин, П. П. Хаустов, В. Н. Рыков, В. А. Осьмак, А. М. Вербицкий и др.

Киевский метрополитен. Станция Святошин

Украинскими архитекторами было разработано шесть проектных предложений по созданию в городе центральной площади. Из шести вариантов был принят проект создания площади на месте ансамбля бывшего Михайловского монастыря. Проект разрабатывался архитектором И. Г. Лангбардом. Осуществление проекта выявило градостроительный просчёт архитектора, после чего строительство было прекращено. В результате непродуманного градостроительного решения был снесён комплекс основных сооружений Михайловского монастыря, а правительственный центр Киева был построен лишь частично. В 1950-е годы продолжилась разработка проекта по завершению правительственного центра на месте бывшего Михайловского монастыря.

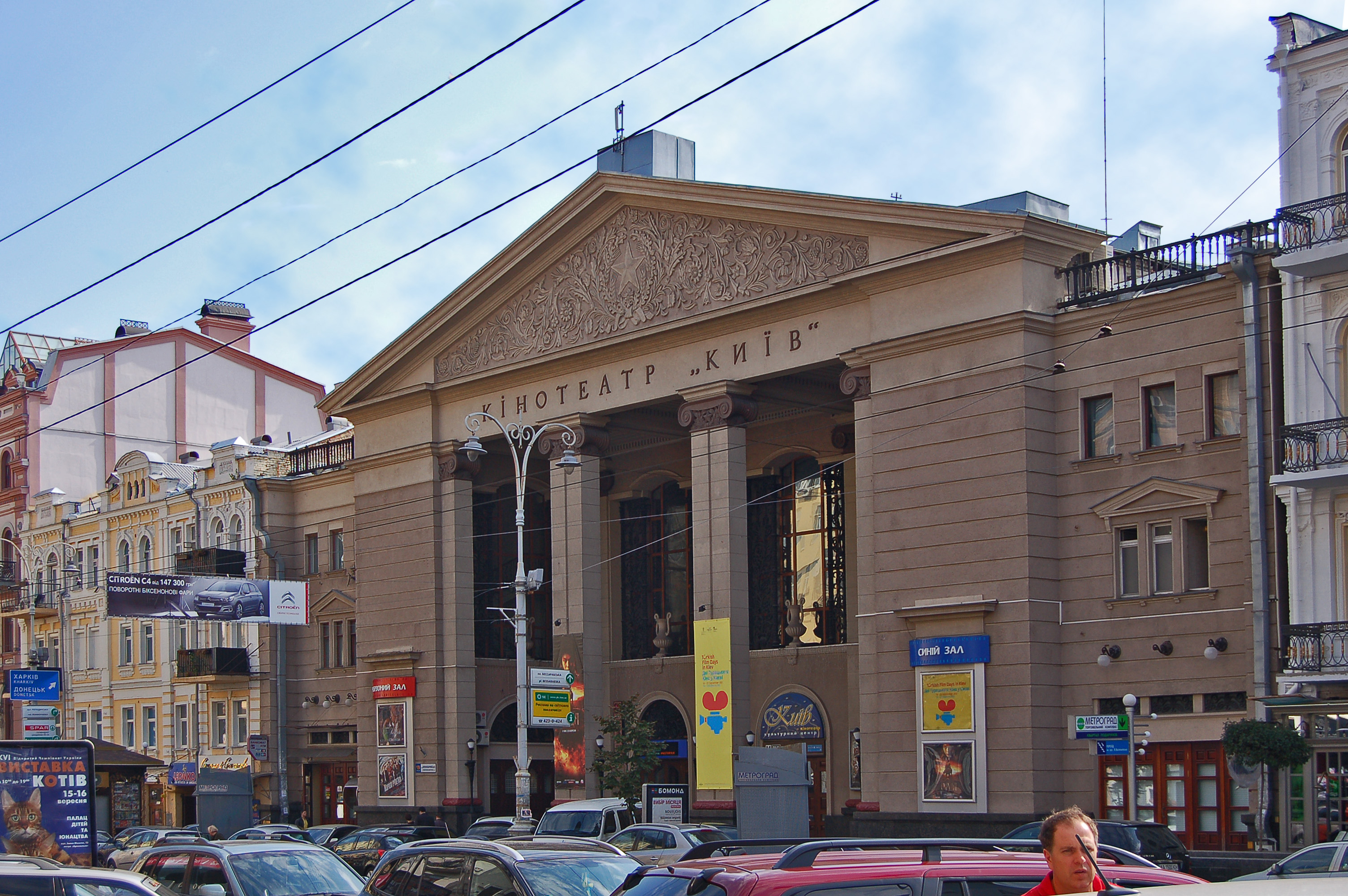
Кинотеатр «Киев»

В целом, с началом Великой Отечественной войны, Генплан 1936 года не был реализован. Тем не менее, Киев принял вид современного к тому времени города.
- Генплан 1949 года предусматривал восстановление разрушенного хозяйства. К 1945 году в городе было уничтожено 42 % жилого фонда, прежде миллионное население уменьшилось до 180 тыс. жителей. В годы войны в Киеве многие здания были сильно разрушены и не подлежали реставрации. Были утеряны: Успенский собор Киево-Печерского монастыря[38], Собор Архангела Михаила Михайловского Златоверхого монастыря[39][40][41], Васильевская (Трёхсвятительская) церковь[42]. Некоторые храмы были снесены ещё до войны. Среди них Церковь Успения Богородицы Пирогощи, снесённая в 1935 году. В 1997—1998 годах церковь была возведена заново в стиле древнерусского (византийского) зодчества.

В 1944—1946 годах был проведён Всесоюзный конкурс из трёх туров на восстановление Крещатика. Работы, отобранные в конкурсе, легли в основу проекта восстановления (1948—1958, архитекторы А. Власов, А. Добровольский, В. Елизаров, Б. Приймак, А. Заваров, А. Малиновский).
В соответствии с проектом в городе в короткий срок был восстановлен и заново отстроен Крещатик и прилегающие к нему улицы, построены жилые массивы Первомайский и Отрадный, началась застройка района Дарницы. Одновременно с этим Генплан 1949 года накладывал на строительство ряд ограничений: от высоты строений до длины платформ в метрополитене. От этого времени остались короткие перроны киевского метро, рассчитанные на пять вагонных секций и др. Для улучшения санитарного состояния городов республики специальным постановлением правительства УССР было запрещено восстанавливать в зонах жилой застройки разрушенные промышленные предприятия и сооружения.

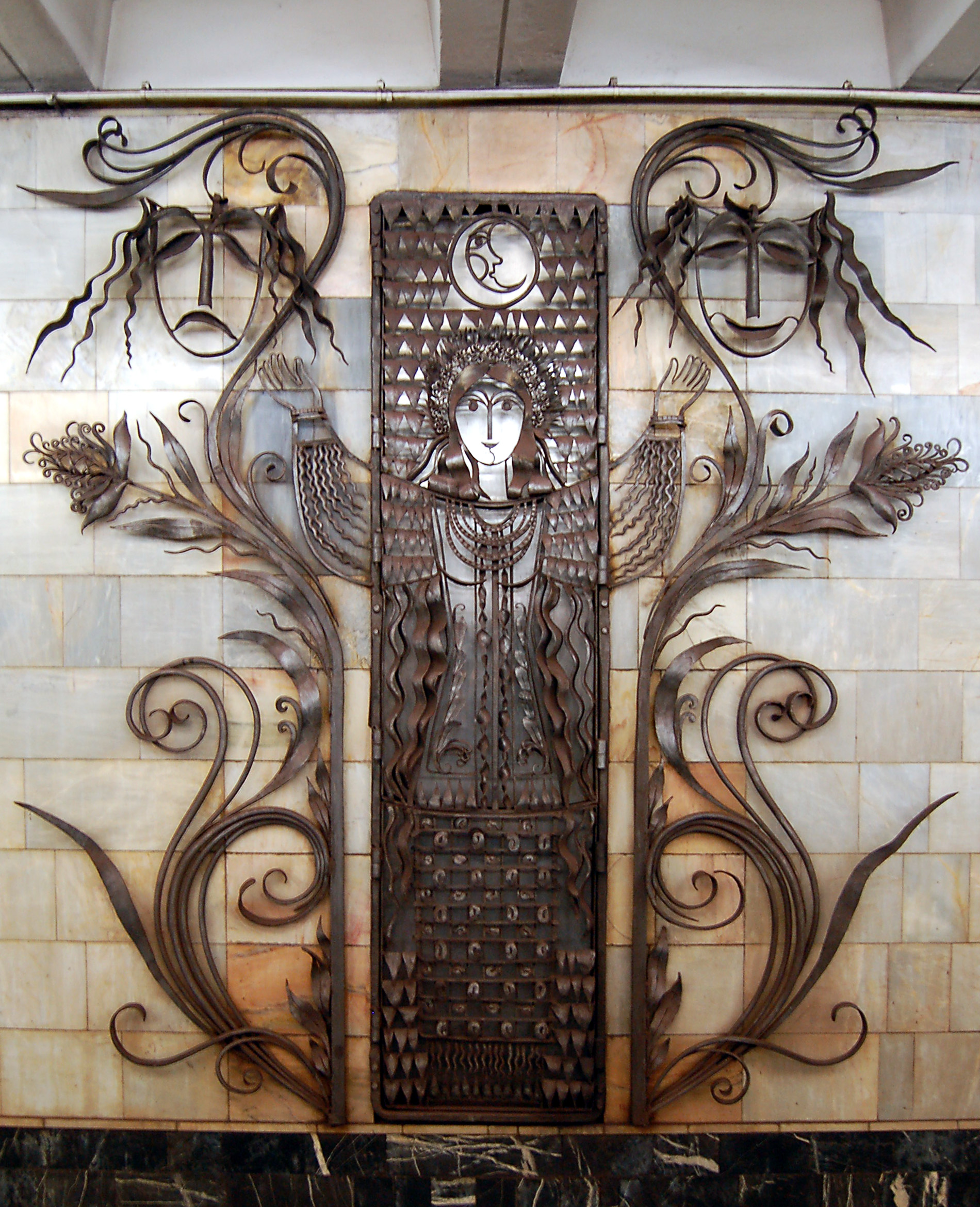
Киевский метрополитен. Оформление станции Оболонь

В 1952 году в Киеве в стиле советского неоклассицизма с использованием элементов украинского декоративного искусства построен кинотеатр «Киев». Выступающая центральная часть здания кинотеатра с колоннами завершена треугольным фронтоном, боковые плоскости — парапетом в виде балюстрады. Во второй половине 1950-х годов по проекту архитектора В. Жукова построено здание цирка на 2000 мест. Железобетонный купол цирка имеет диаметр более 42 метров. Это была самая большая купольная постройка города того времени.
В эти годы в городе много строили в стиле ампир, который казался единственно достойным средством для триумфа победы.

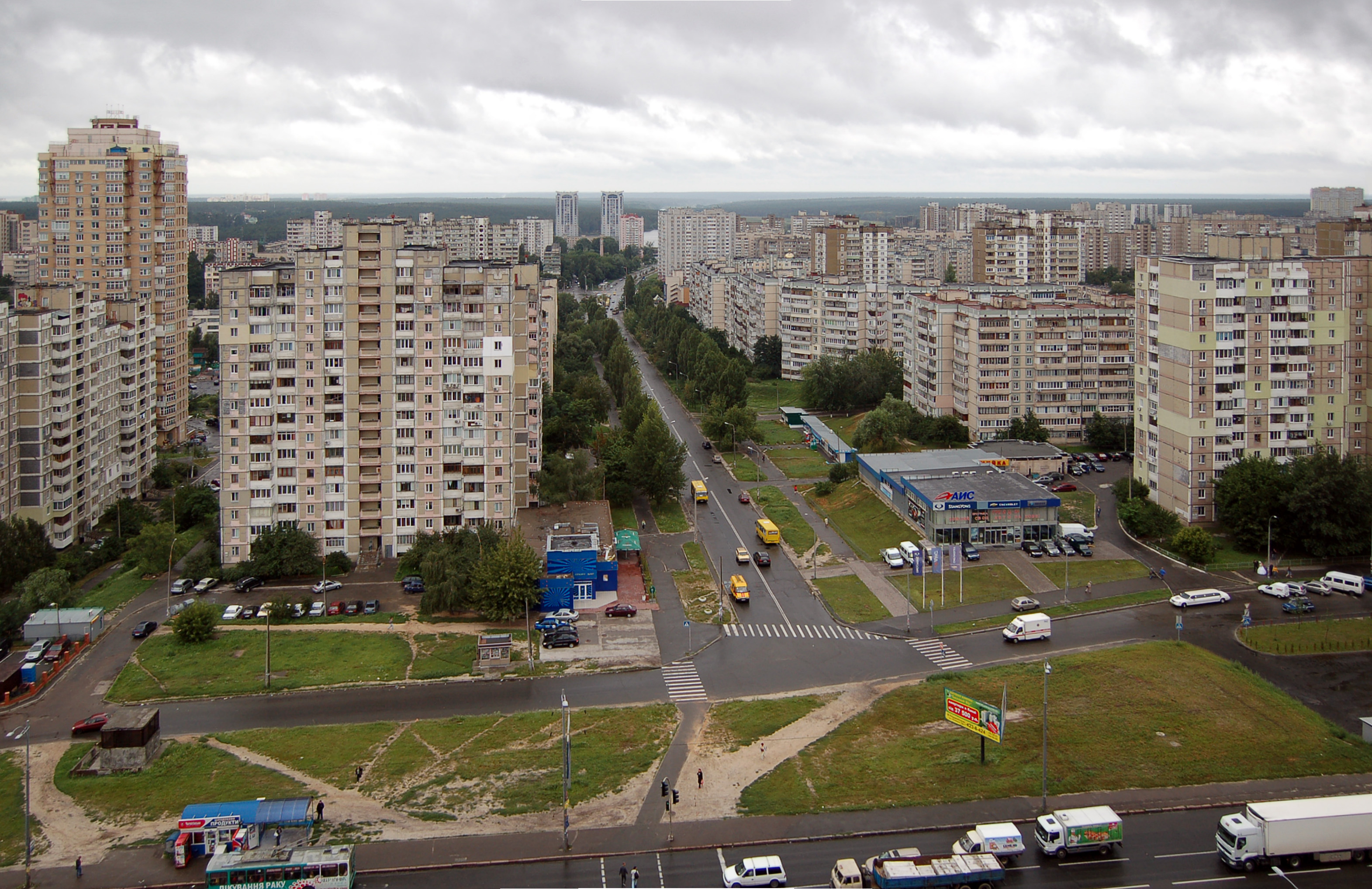
Академгородок, ул. Ирпенская

В 1955 году вышло Постановление ЦК КПСС и Совета Министров СССР «Об устранении излишеств в проектировании и строительстве», а с 1956 года в Киеве началось массовое строительство жилья. В строительстве применялись максимально дешёвые проекты квартир и современные технологии застройки.
Жилые дома строились жилыми массивами и микрорайонами. Поблизости от жилья планировалось размещать школы, детские сады, магазины, поликлиники. В эти годы застраивались Первомайский, Батыево-Александровский (Железнодорожный) массивы, микрорайон Отрадный и др. В 1962 году началась застройка Академгородка. В Академгородке были построены здания институтов геофизики, геохимии, физики минералов, общей и неорганической химии, металлофизики, коллоидной химии и химии воды.
6 ноября 1960 года в Киеве вошёл в строй метрополитен, ставший третьим по счёту в Союзе ССР после Московского и Ленинградского. Первые станции метро в Киеве были красочно оформлены и декорированы в стиле послевоенной советской архитектуры с традиционными украинскими мотивами. В последующем станции имели более строгое оформление.

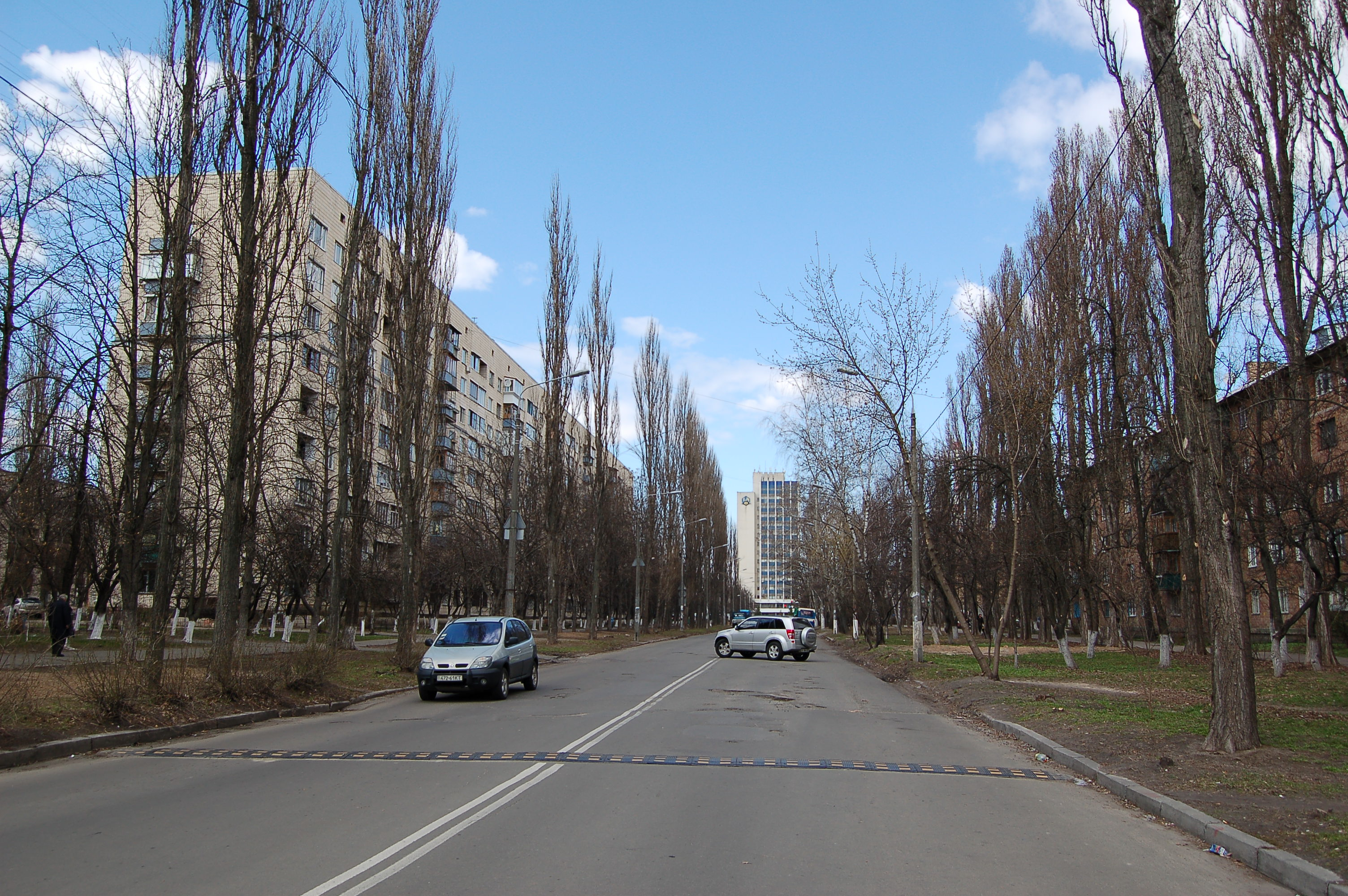
Академгородок, ул. Семашко

- Генплан 1967 года был разработан Институтом Киевпроект (архитекторы Б. Приймак, Г. Слуцкий, В. Гречина и Н. Мусатова, инженеры И. Казимиров, Я. Левитан и др.). Следуя Постановлению 1955 года, в городе, как и повсюду в стране, развивались экономные методы освоения жилого пространства. Началась эра малогабаритных пятиэтажек.

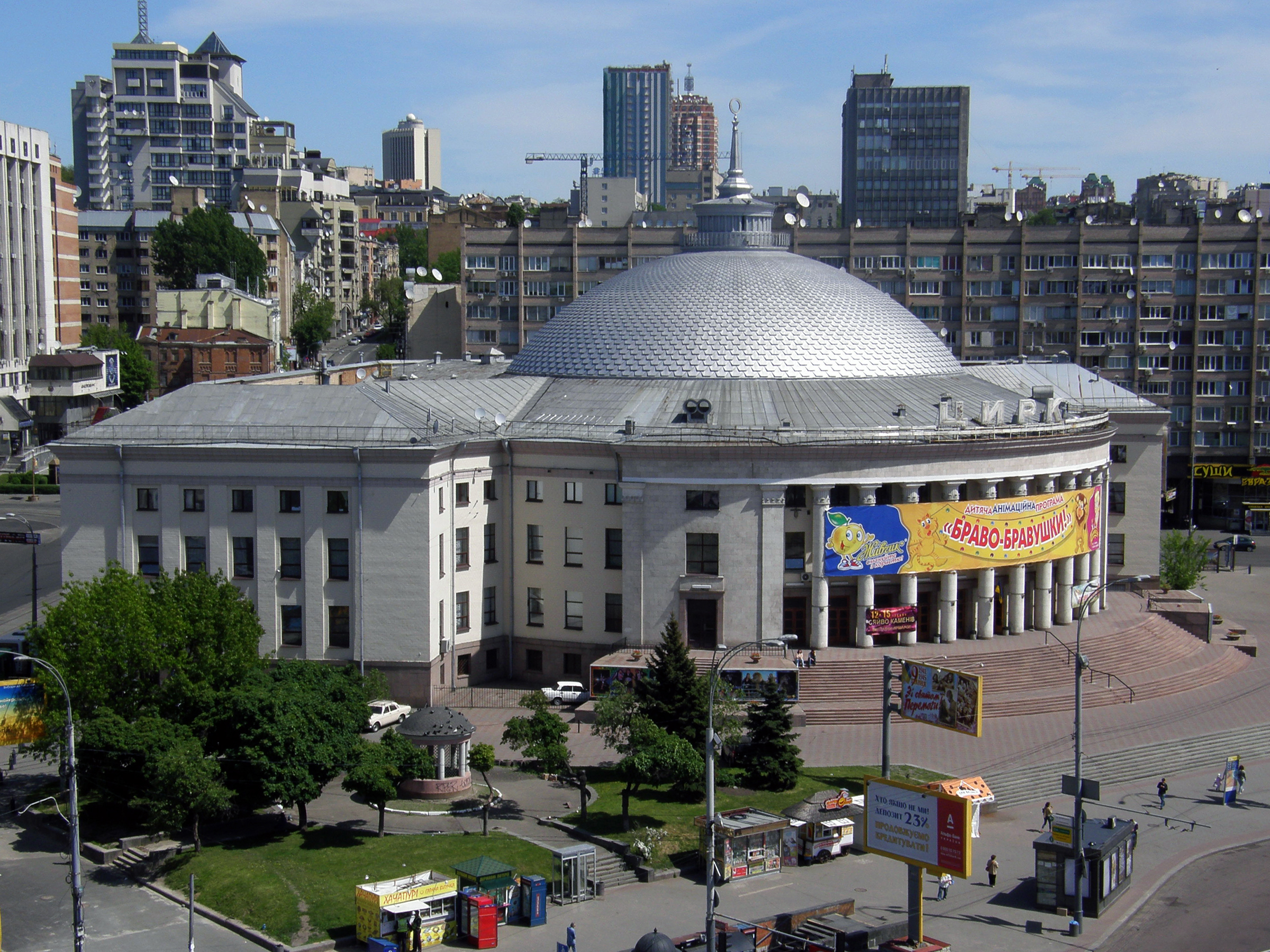
Киевский цирк

Особенностью третьего генплана было то, что архитектурно-планировочная структура Киева должна была осуществляться в комплексе с всей пригородной зоной. Киев рассматривался, как крупный мегаполис. Была принята радиально-кольцевая структура города, предусматривалось строительство опоясывающей Киев окружной дороги. На берегах Днепра были запланированы семь типовых жилых массивов.
- Генплан 1986 года разрабатывался специалистами Киевпроекта под руководством Николая Дёмина. Основной задачей было решение архитектурно-планировочной структуры города. В эти годы быстрыми темпами росло население города, из-за чего возникли проблемы в обеспечении людей жильём.

Генеральный план развития города принимался в 1998 году. В 2016 году в Киевсовете был представлен новый Генеральный план Киева до 2025 года. В новом Генплане предусматривается запрёт строительства около Киево-Печерской лавры и Софии Киевской, в центре города будет разрешено строительство зданий не выше 16 этажей. В исторической части города застройка ограничивается 5-ю этажными зданиями.

## Современная архитектура
Язык современной архитектуры становится все более интернациональным, одновременно все большую роль играют творческие поиски новых направлений, принципов и приёмов решения формы и содержания в архитектуре. В творчестве украинских архитекторов все чаще встречаются проявления постмодерна и хай-тека, как отражение глобализации мировой архитектуры. В новых строениях используются новые конструктивные и художественно-пластические возможности, современные материалы (гостиница «Крещатик», арх. Л. Филенко; деловой комплекс «Внешэкспосервис», архитектор В. Донец и др.; банк «Украина», архитектор С. Бабушкин и др.; офисный центр «Киев-Донбасс», архитектор В. Жежерин и др.; гостинично-офисный центр «Восточный горизонт», арх. А. Комаровский, комплекс «Эксимбанк», архитектор И. Скважина и др.).
Высотное строительство на Украине проводилось ещё в XIV веке. Первыми высотными сооружениями в городе были колокольни. В 1745 году в Киеве была остроена 97-метровая Большая Лаврская колокольня. Построенный Софийский собор имел колокольню высотой 76 метров.
Первый светский небоскрёб Украины был сооружён в Киеве в 1912 году — 12-этажный небоскрёб Гинзбурга. Здание было взорвано 24 сентября 1941 года и полностью снесено в 1950-х годах после разборки фундамента дома. Владельцем дома был купец первой гильдии Лев Борисович Гинзбург. Дом Гинзбурга был построен в стиле «модерн». В годы советской власти небоскрёб был национализирован и отдан стал под коммунальные квартиры.

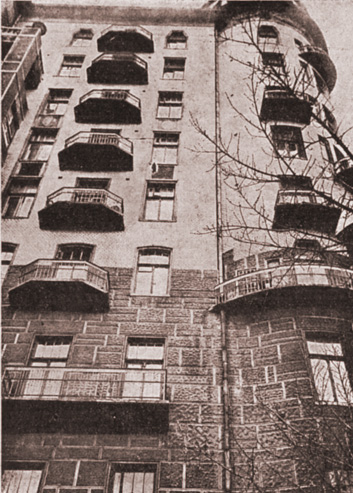
Небоскрёб Гинзбурга
Бизнес-центр «101 Tower»
Мин. инфраструктуры Украины
Бизнес-центр «Парус»
Киевская телебашня

В настоящее время в Киеве продолжается строительство высотных зданий. Одним из первых небоскрёбов современной Украины было здание Министерства инфраструктуры Украины. Здание было построено в 1986 году для «Вычислительного центра Аэрофлота». Небоскрёб высотой 120 метров стал одним из самых высоких в стране. В 2003 году здание было практически сооружено заново (от старого здания оставили только несущий каркас). Бизнес-центр «101 Tower» высотой 116 метров был построен в 2009 году. Здание построено в стиле архитектурного модернизма. К высотным зданиям Киева относятся многофункциональный бизнес-центр Гулливер (160 м.), Дом торговли (93,7 м.), Миракс Плаза (192 м.), бизнес-центр «Парус» (156 м.) и др.
С 2005 года из-за банкротства застройщика в Киеве было заморожено строительство высотного жилого комплекса «Днепровские башни» для сотрудников МВД. Было построено пять домов высотой в 34 этажа. В 2008 году из-за ошибок в проектировании некоторые высотки стали отклоняться от вертикального положения.
В 1973 году в городе была сооружена Киевская телебашня, которая к 2013 году была самым высоким строением Украины и самым высоким решётчатым сооружением мира. Её высота со шпилем составила 385 метров. Башня строилась на месте старого еврейского кладбища по проекту института «УкрНИИпроектстальконструкция» имени В. Н. Шимановского.

## Архитектурные стили

### Неоготика
К зданиям, содержащим в себе характерные готические элементы, но построенными с середины XIX века и позднее, применяется термин «неоготика». К готическим элементам относятся: округлые арки, массивные стены с маленькими окнами, узкие и высокие башни и колонны, богато украшенный фасад с резными деталями (вимперги, тимпаны, архивольты) и многоцветные витражные стрельчатые окна. В этом стиле в Киеве в разное время построены дома: Дом Подгорского; здание НИИ травматологии и ортопедии (Особняк барона Штейнгеля, ул. Воровского 27); здание по ул. Пушкинской, 34; Дом с котами; костел Св. Николая; здание детской музыкальной школы; дом на ул. О. Гончара, 60; Дом Икскюль-Гильденбанда и др.

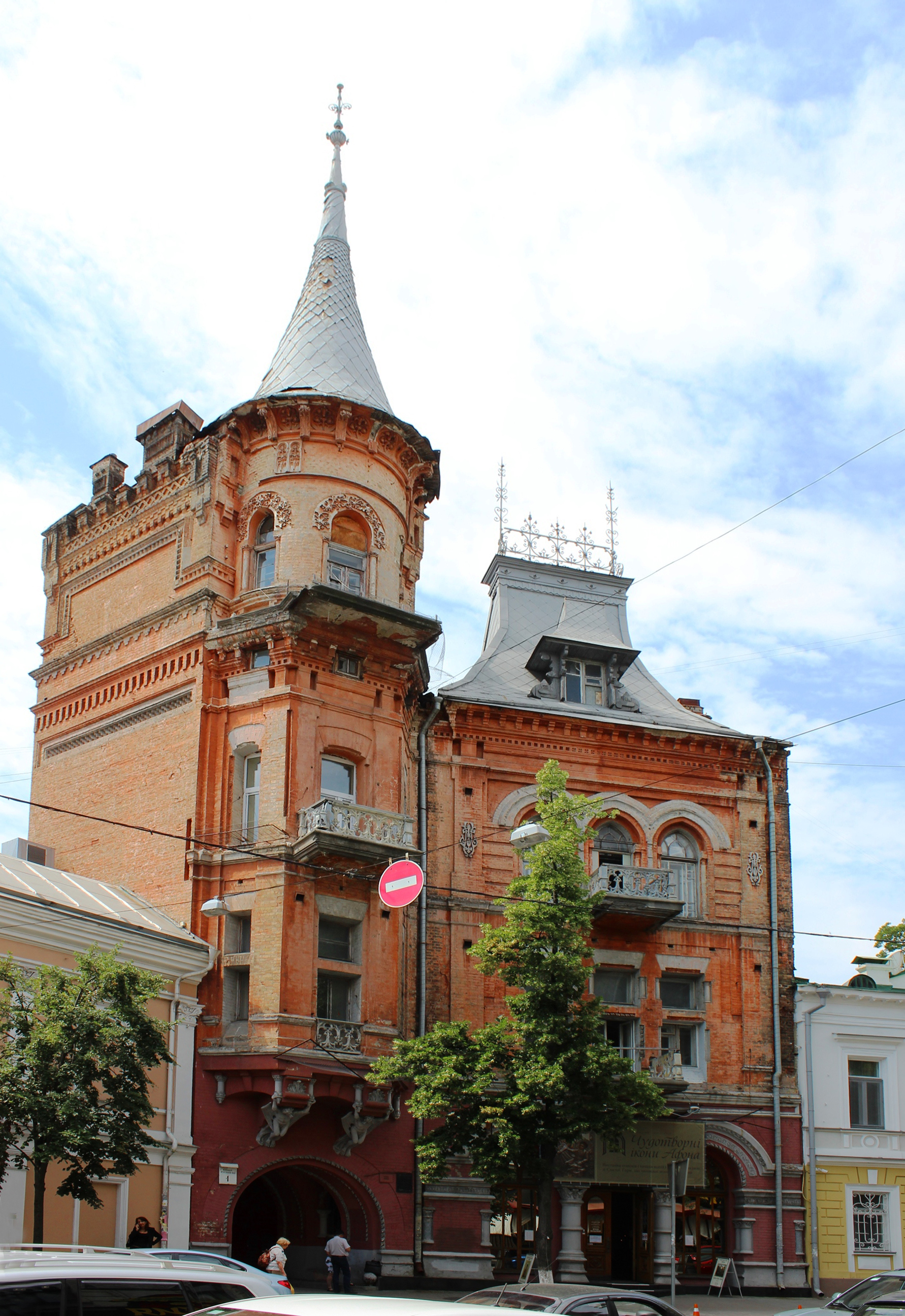
Дом Подгорского
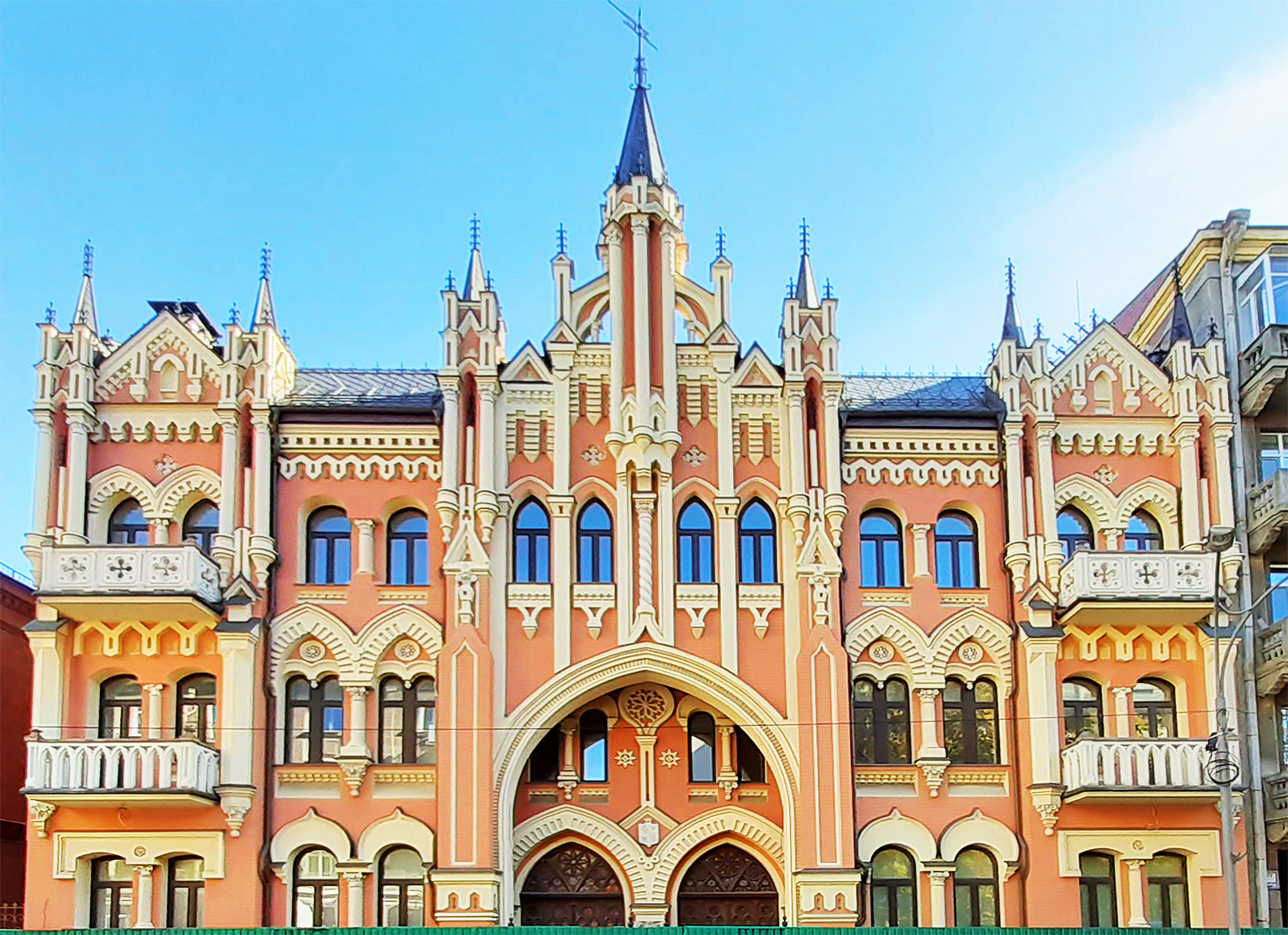
Дом Икскюль-Гильденбанда
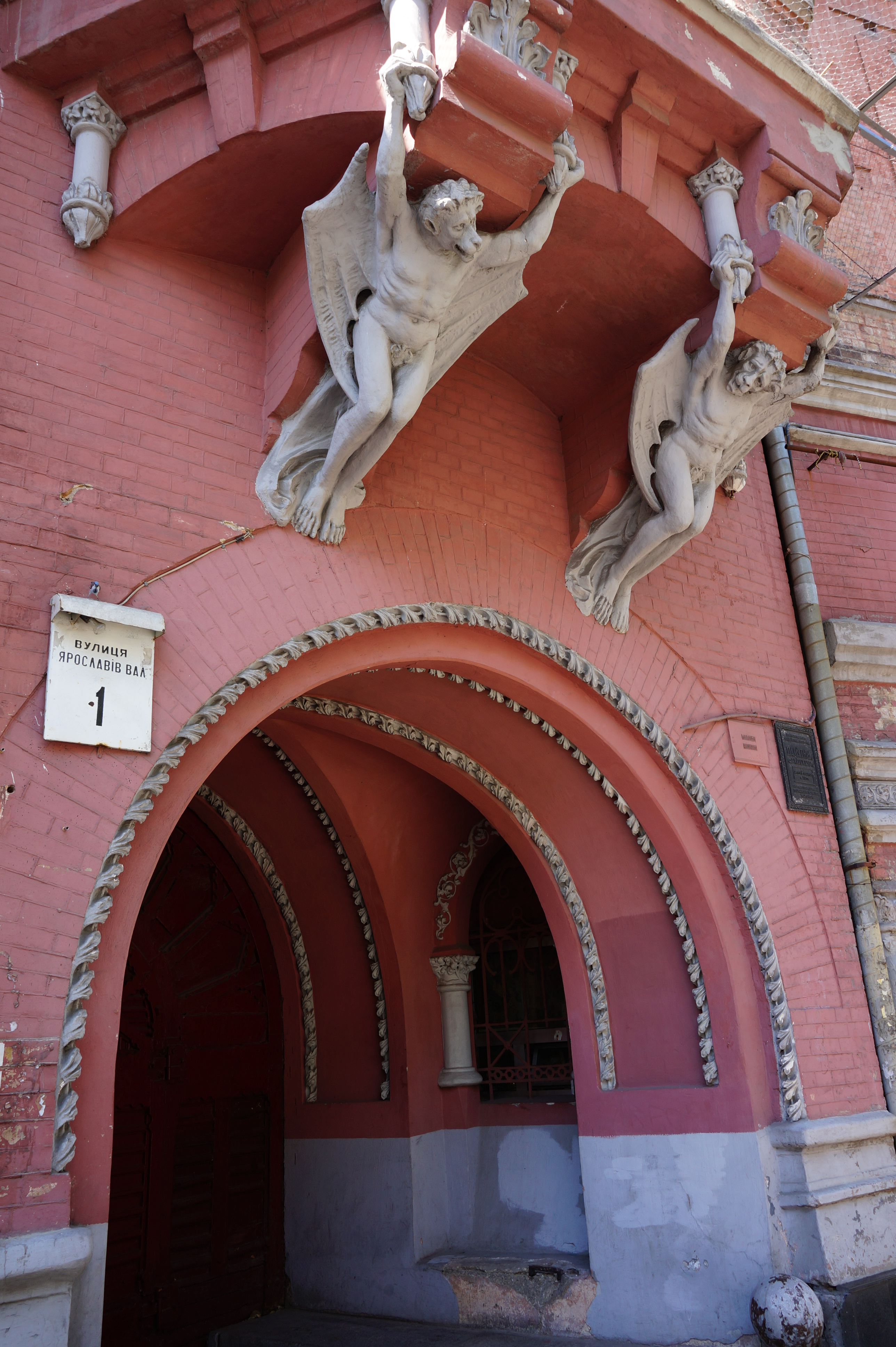
Арх. элементы дома
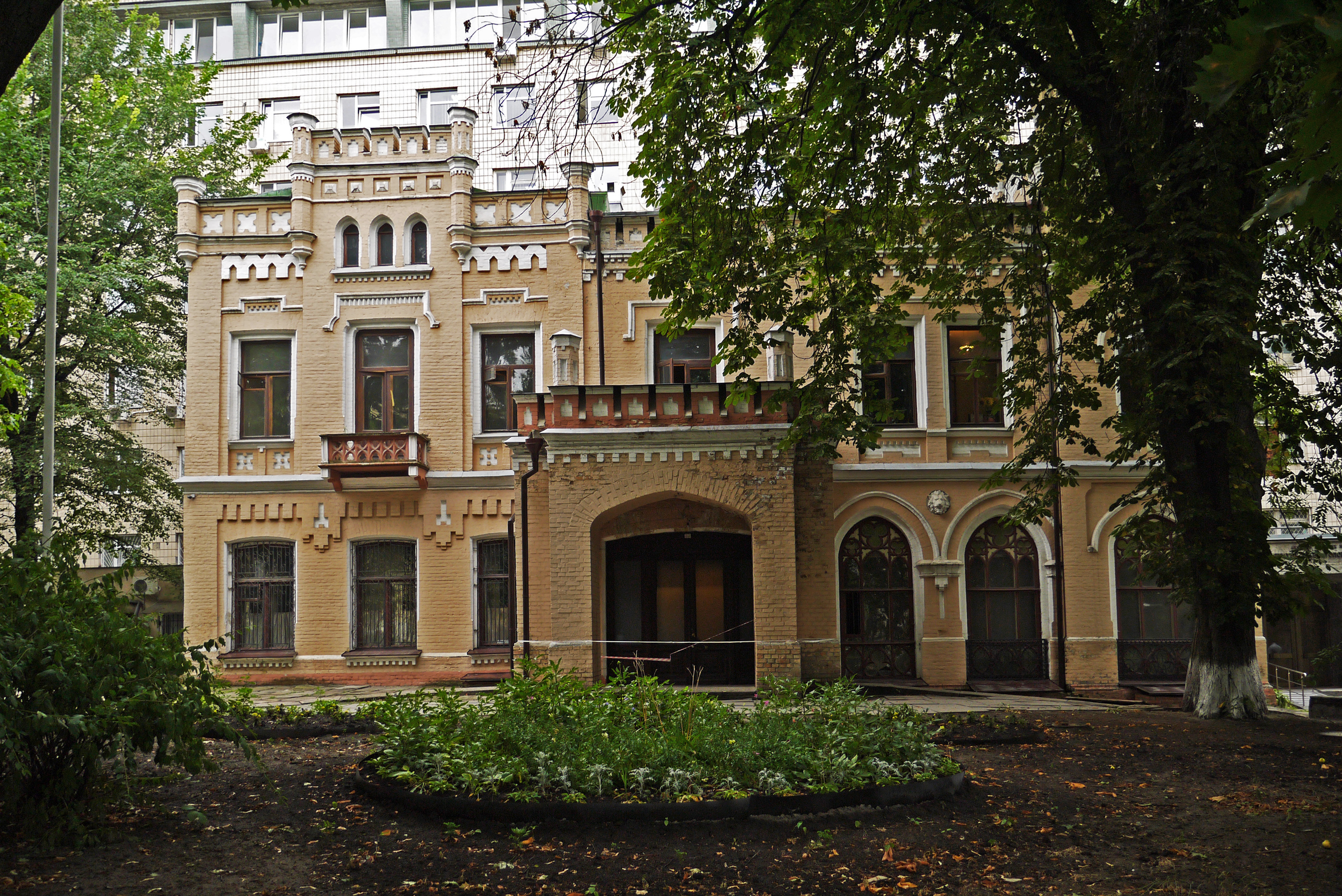
Особняк барона Штейнгеля
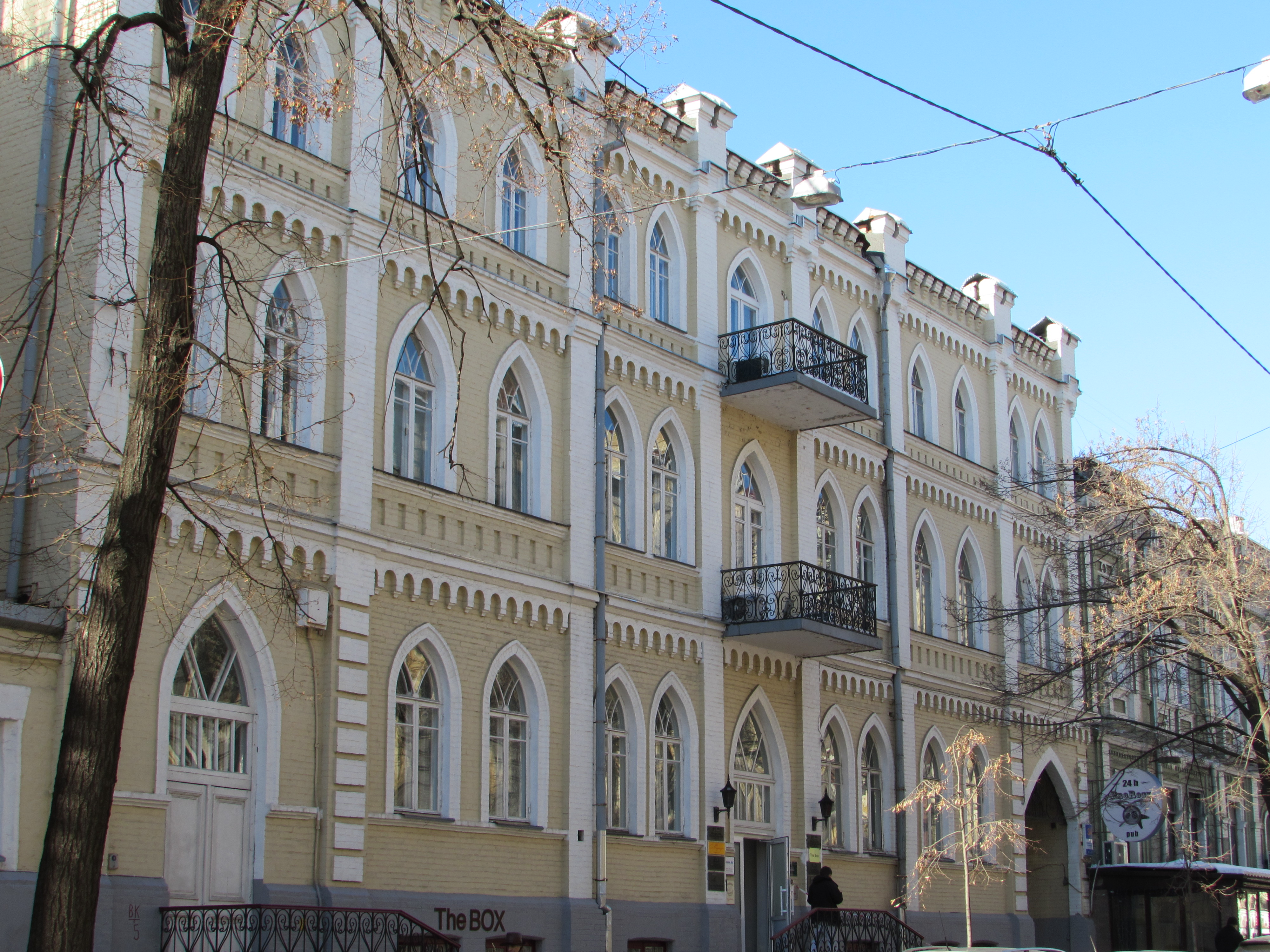
ул. Пушкинская, 34
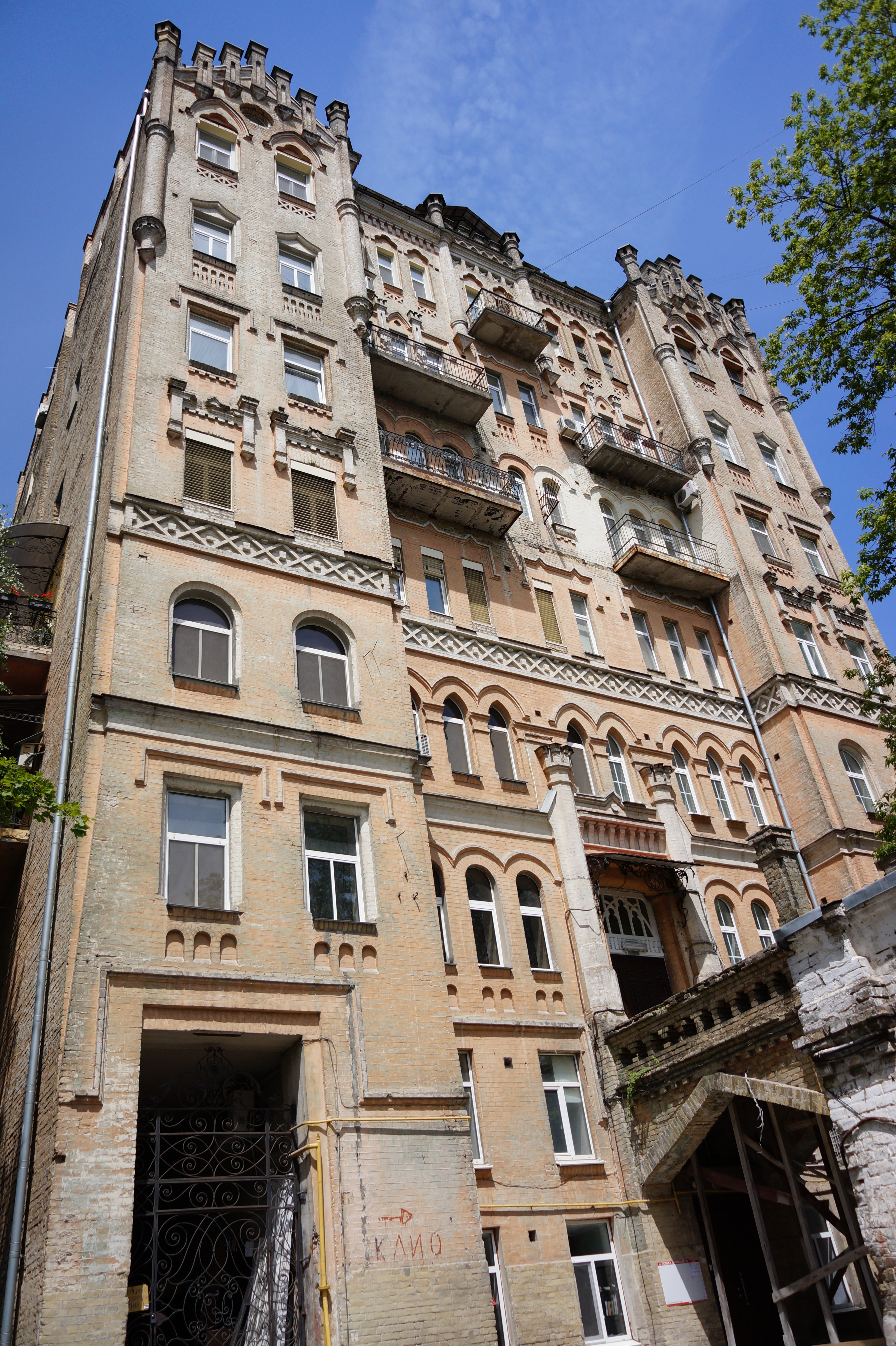
ул. О. Гончара, 60

Двухэтажный памятник архитектуры — дом Подгорского, спроектировал архитектор Ф. Голованов. В доме использованы готические элементы: высокая башня со шпилем, орнаменты и ограждения балконов, стрельчатые готические окна и тяжеловесные ворота проезда. В готические мотивы вплетёны мотивы ренессанса — драконы на виноградной лозе, химеры над въездом во двор дома и др.

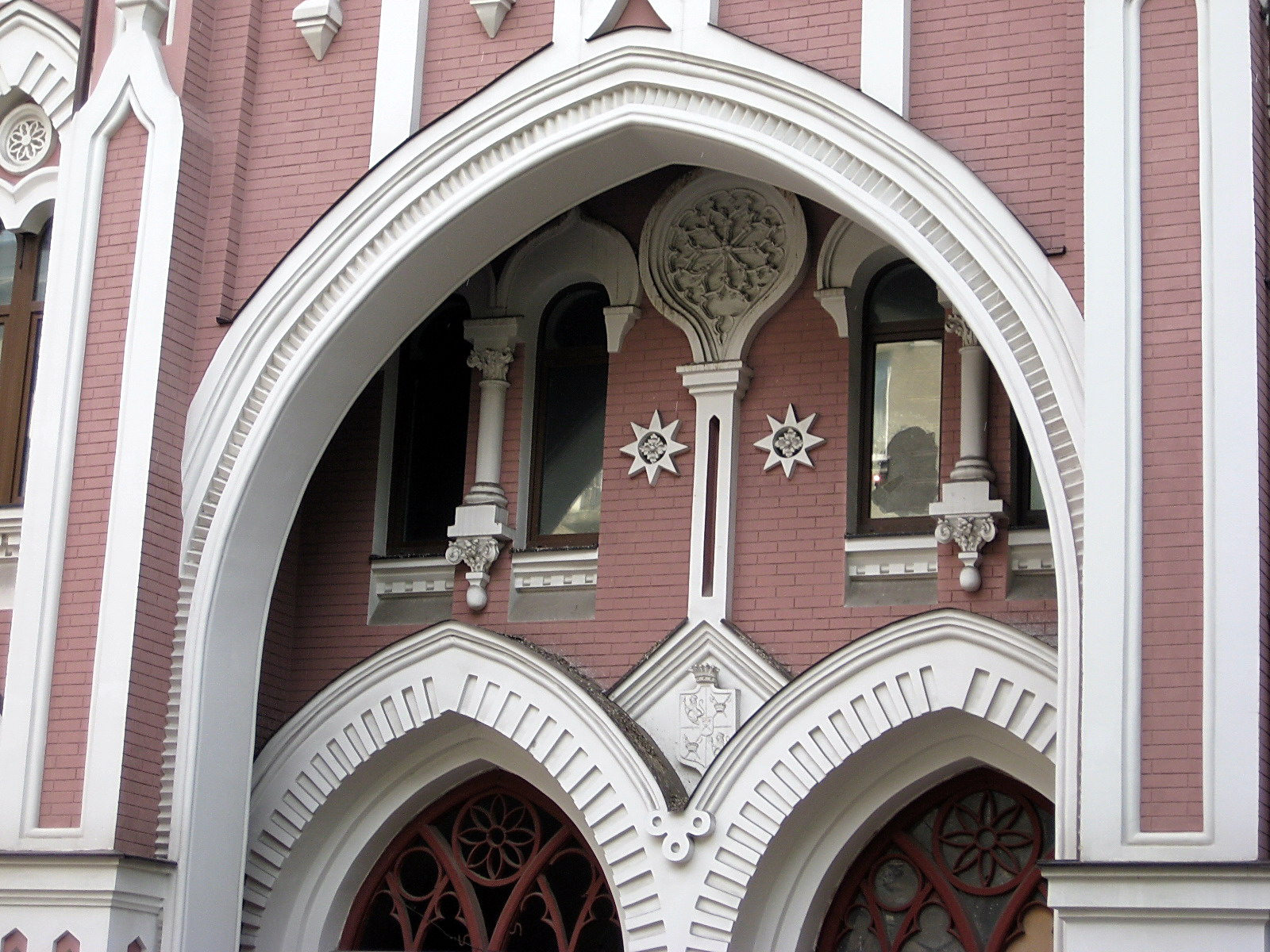
Элементы дома Икскюль-Гильденбанда

Трёхэтажный Дом Икскюль-Гильденбанда построен в 1902 году в неоготическом стиле по проекту инженера Николая Вишневского. Его фасад покрыт разнообразными характерными для готического стиля элементами: остроконечные башенки, подвесные колонны с цветочными капителями, аркбутаны, стрельчатые и полукруглые окна и портал парадного подъезда. Декоративные элементы выделены белой краской.
Дом с котами построен в 1909 году по проекту инженера-архитектора Владимира Бессмертного. На фасаде архитектор разместил изображения котов, сов, маскаронов с разными выражениями лиц и др.
Николаевский костёл построен в 1909 году под руководством киевского архитектора В. В. Городецкого в готических формах с высокими стрельчатыми башнями и шпилями. С 1980 года Николаевский костёл служит концертным залом киевского Дома органной и камерной музыки.

### Конструктивизм
В этом стиле в Киеве построены дома: Центральный железнодорожный вокзал, ЦУМ, Дом врача на Большой Житомирской (архитектор Алешиным), Кинотеатр «Жовтень» и клуб «Пищевик» (1933, арх. М. Шехонин, Музыкальный театр на Подоле), Дом-самолёт (Мазепы, 3 и 5) и др.

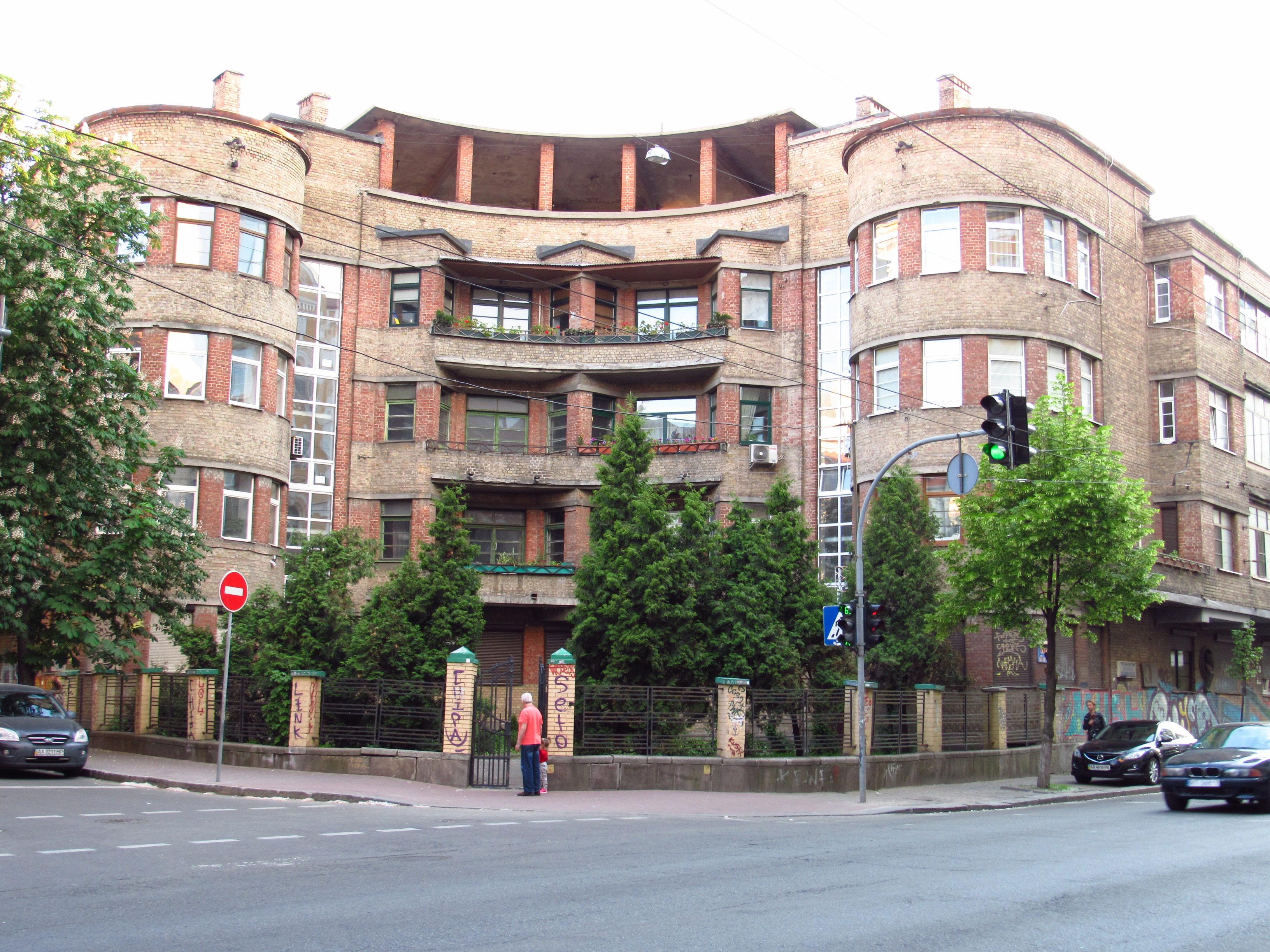
Дом врача
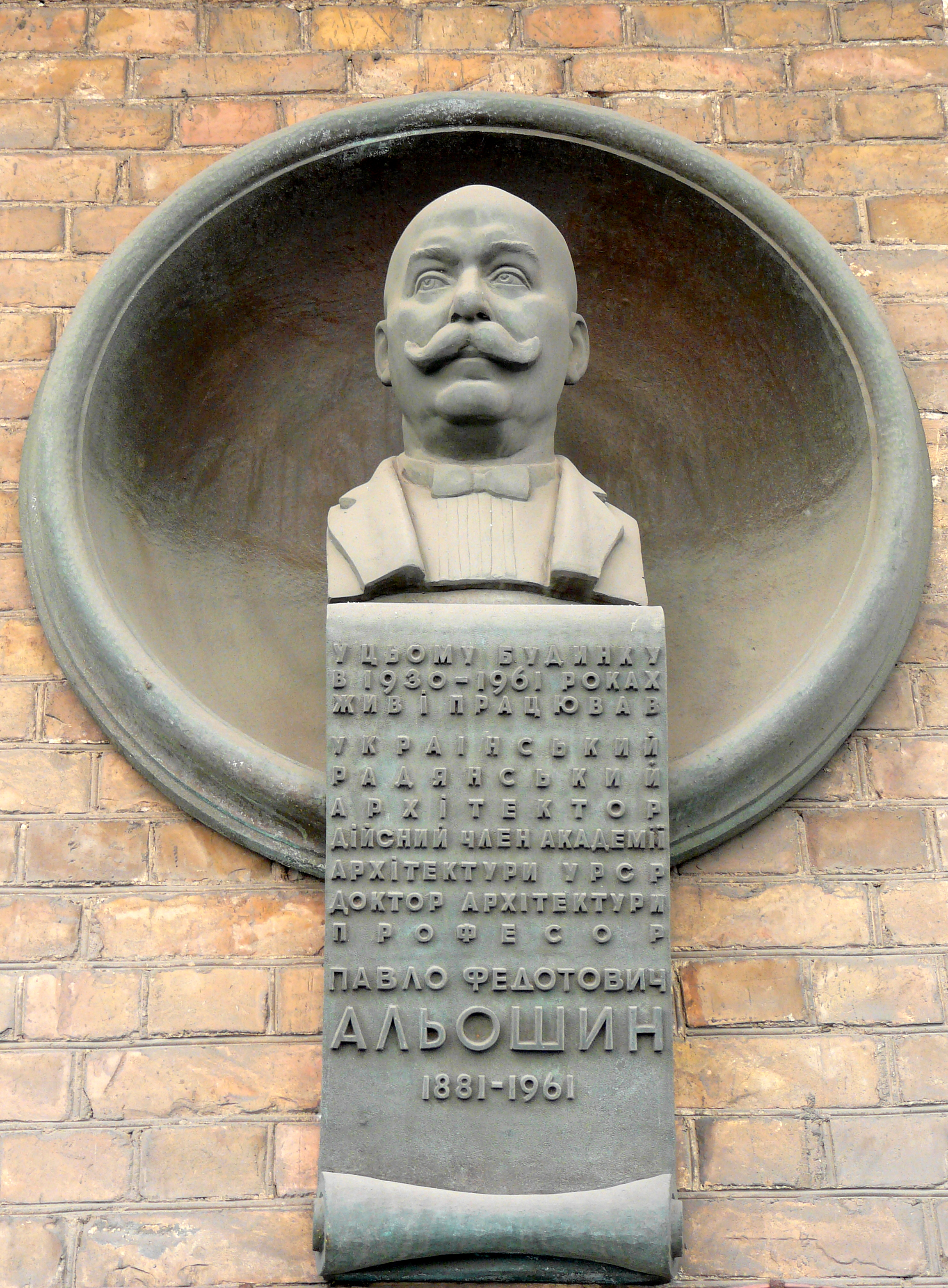
Дом врача. Барельеф архитектору
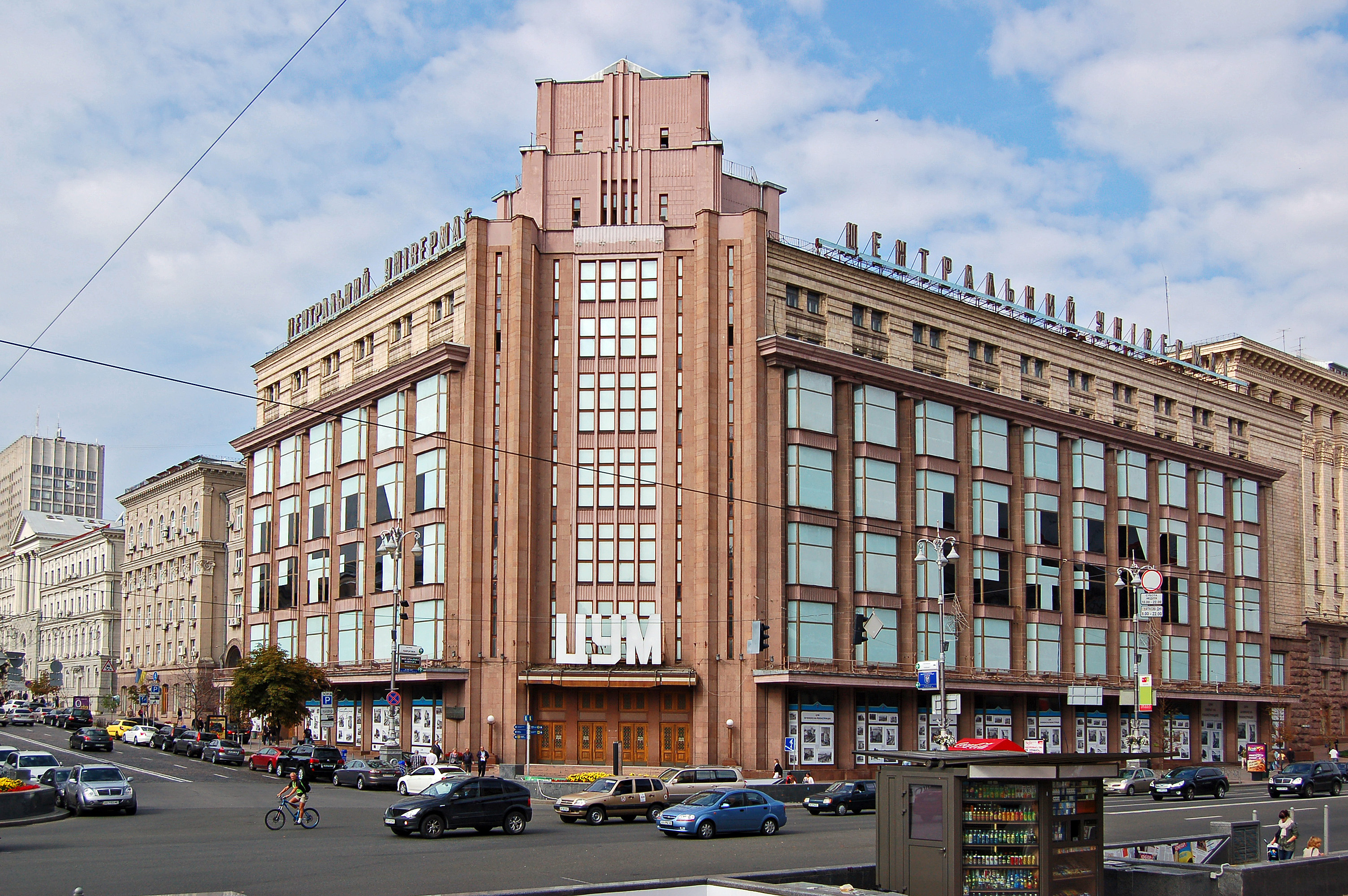
Киевский ЦУМ
Дом-самолёт

Дом врача относится к лучшим образцом конструктивистской жилой архитектуры. В этом четырёхэтажном кирпичном доме выполнен срезанный угол, устроен сад-курдонёр.
Киевский ЦУМ построен в 1939 году. Автор проекта — Щусев А. В.. Здания построено
с использованием семиярусной двухпролётной железобетонной рамы (6,0 и 12,0 м) с кирпичным заполнением. Здание облицовано красным полированным гранитом. Здание решено в конструктивистских формах с характерным для стиля лаконизмом и проявлением конструктивной схемы на фасадах. В 2016 году здание было реконструировано. «Дом-самолёт» получил название из того, что его очертания с высоты напоминают по форме самолёт с крыльями. Дом построен по проекту архитектора И. Каракиса в 1936 году для государственных и партийных чиновников, переезжавших Харькова в Киев после переноса столицы Украины. Фасад дома со стороны улицы разделён эркерами, на верхних этажах были устроены лоджии. Здание имеет несколько разноэтажных корпусов — от 4 до 10.

### Брутализм

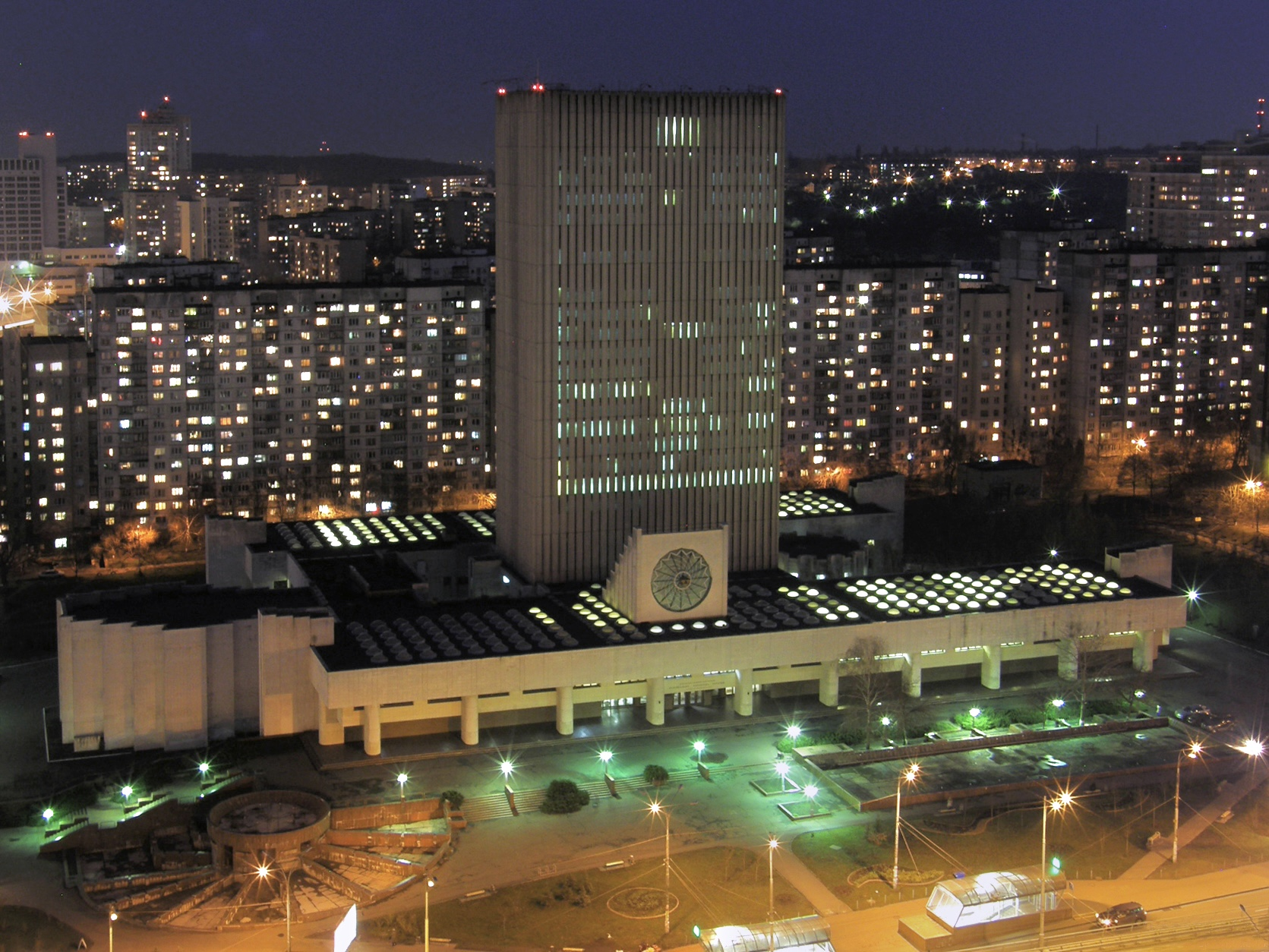
Национальная библиотека Украины имени В. И. Вернадского

Брутализм является одной из ветвей послевоенного архитектурного модернизма. Стиль характеризуется кажущейся мощью конструкций и объёмов, крупноразмерными композиционными решениями. Влияние брутализма заметно проявилось в киевской архитектуре 1970-х — начале 1980-х годов. В этом стиле здесь построены здания:
- Киевский крематорий (архитекторы: А. Милецкий, А. Рыбачук, В. Мельниченко, 1975 г.).
- Ледовый стадион. Недостроен[55].
- Национальный музей истории Великой Отечественной войны 1941—1945 годов (Е. Вучетич, Е. Стамо, Елизаров В., 1981 г.)
- Актовый зал Киевского медицинского института (1980-е гг.).
- Гостиница «Салют» (архитектор А. Милецкий, 1984 г.).
- Здание Министерства финансов Украины (станция метро «Левобережная»). Недостроено (1986 г.)[56].
- Национальная библиотека Украины имени В. И. Вернадского (архитекторы: Гопкало В., Гречина В., Песковский В. П., 1989 г.).

### Рационализм
Рационализм, как архитектурный стиль, характеризуется простотой форм, строгостью и подчёркнутым функционализмом, отказом от декора, предметы интерьера имели строгое функциональное назначение. Основы «рациональной архитектуры» в Украине разрабатывались архитектором А. В. Кобелевым. Рационалистические тенденции в украинской архитектуре прослеживаются с конца XIX века в творчестве архитекторов А. В. Беретти, М. С. Иконникова, В. Н. Николаева.
В рационалистическом стиле в Киеве построен крытый рынок (1908—1912, архитекторы Г. Ю. Гай, П. М. Бобрусов), здание по адресу ул. Крещатик, 6 (Дом Закса, архитекторы И. А. Зекцер и Д. Г. Торов).
Площадь крытого рынка составляет около 3000 м², высота — 30,6 м. Интерьер здания почти не декорировался. Определяющим фактором архитектуры дома Закса является конструктивная выразительность, что относит его к стилю рационалистической архитектуры. Главным украшением здания стала копия панно бельгийского скульптора Константина Менье «Индустрия».

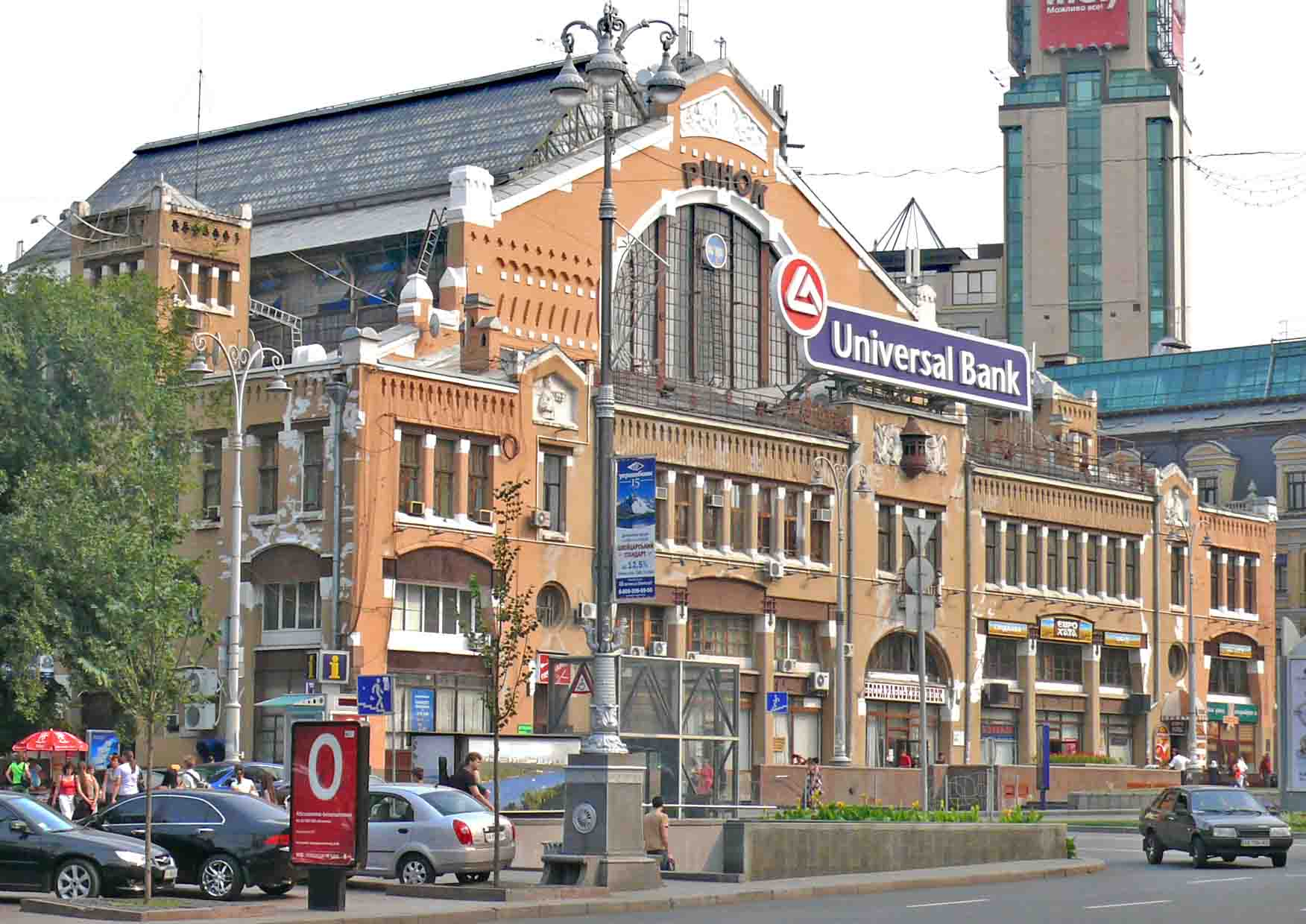
Бессарабский крытый рынок
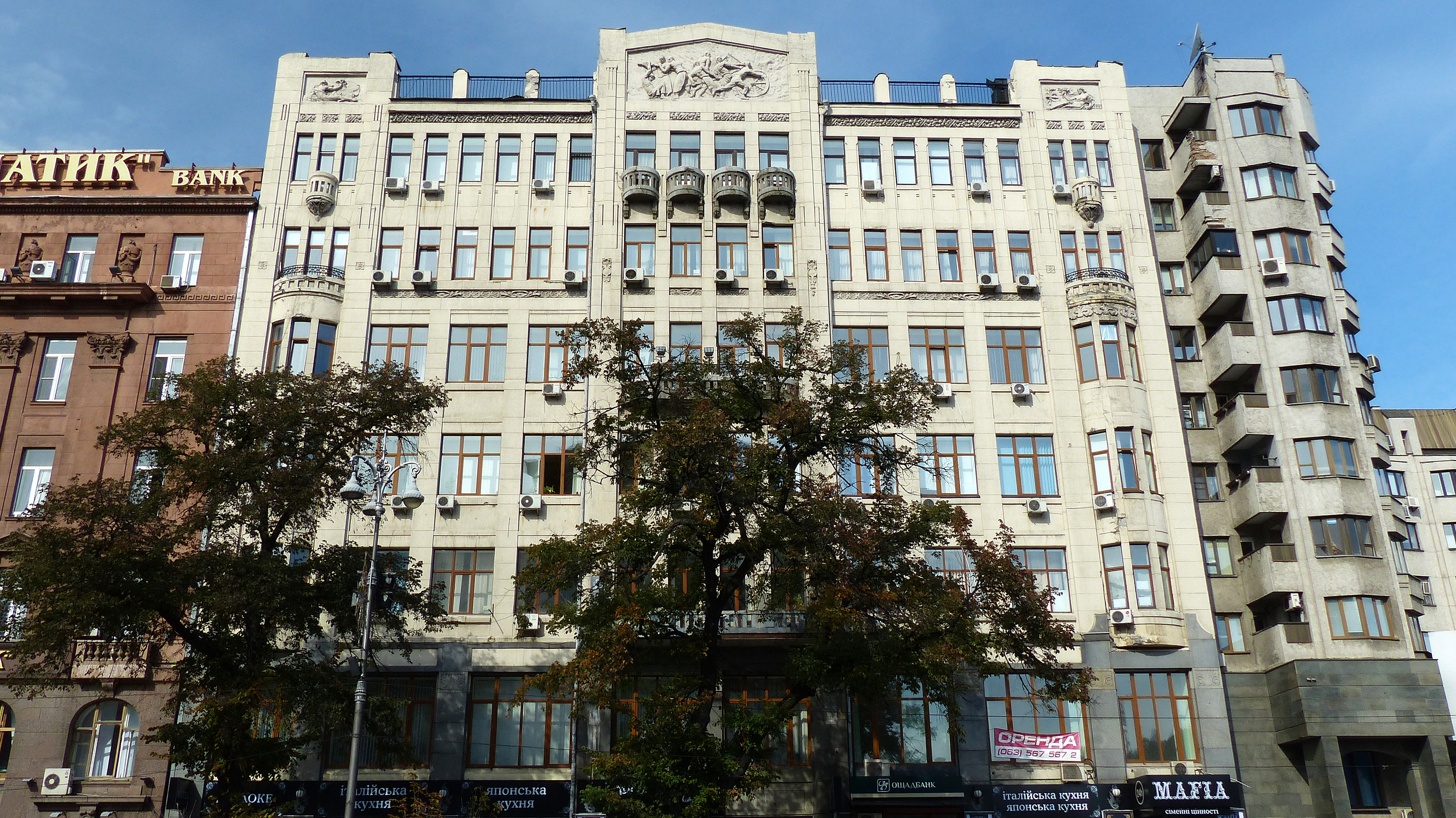
Дом Закса
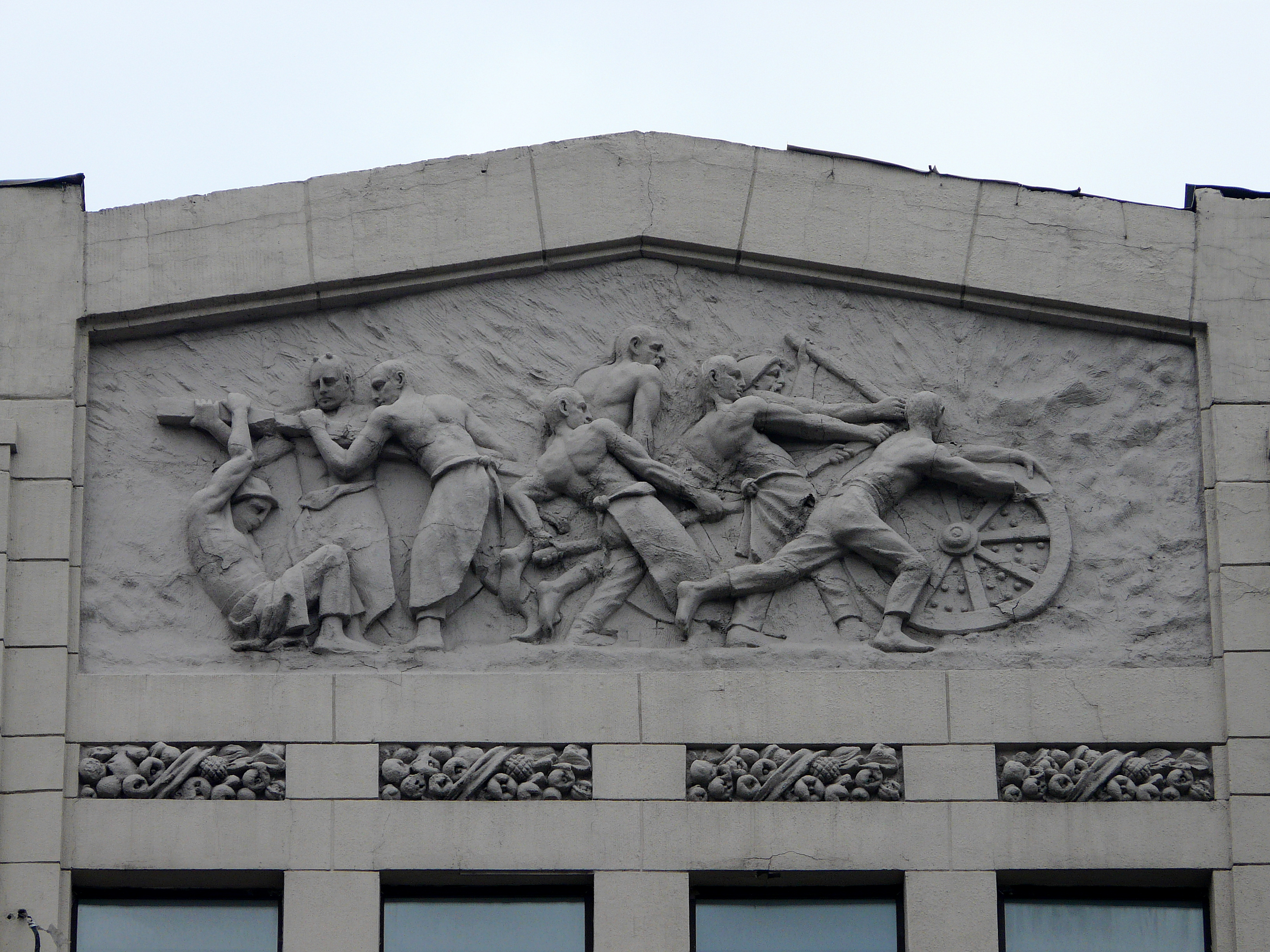
Панно «Индустрия»

### Советский монументальный классицизм
В годы, когда лидером Советского государства был И. В. Сталин, архитектурной политика в СССР способствовала становлению классического монументального стиля, близкого к ампиру, эклектике и ар-деко. В сталинской архитектуре находится сходство с неоклассическими архитектурными направлениями не связанными с тоталитарными государствами, например с североевропейским неоклассицизмом. После Второй мировой войны сталинская архитектура широко распространилась в СССР. В этом стиле в 1939 году в Киеве построено Здание Верховного Совета Украины (арх. В. Заболотный) с куполом и колоннами коринфского ордера. Классический монументальный стиль здания проявляется в его сочетании с окружающей средой, в трактовке фасадов и особенно в отделке интерьеров.

Здание Верховного Совета Украины
Зал заседаний Верховной Рады
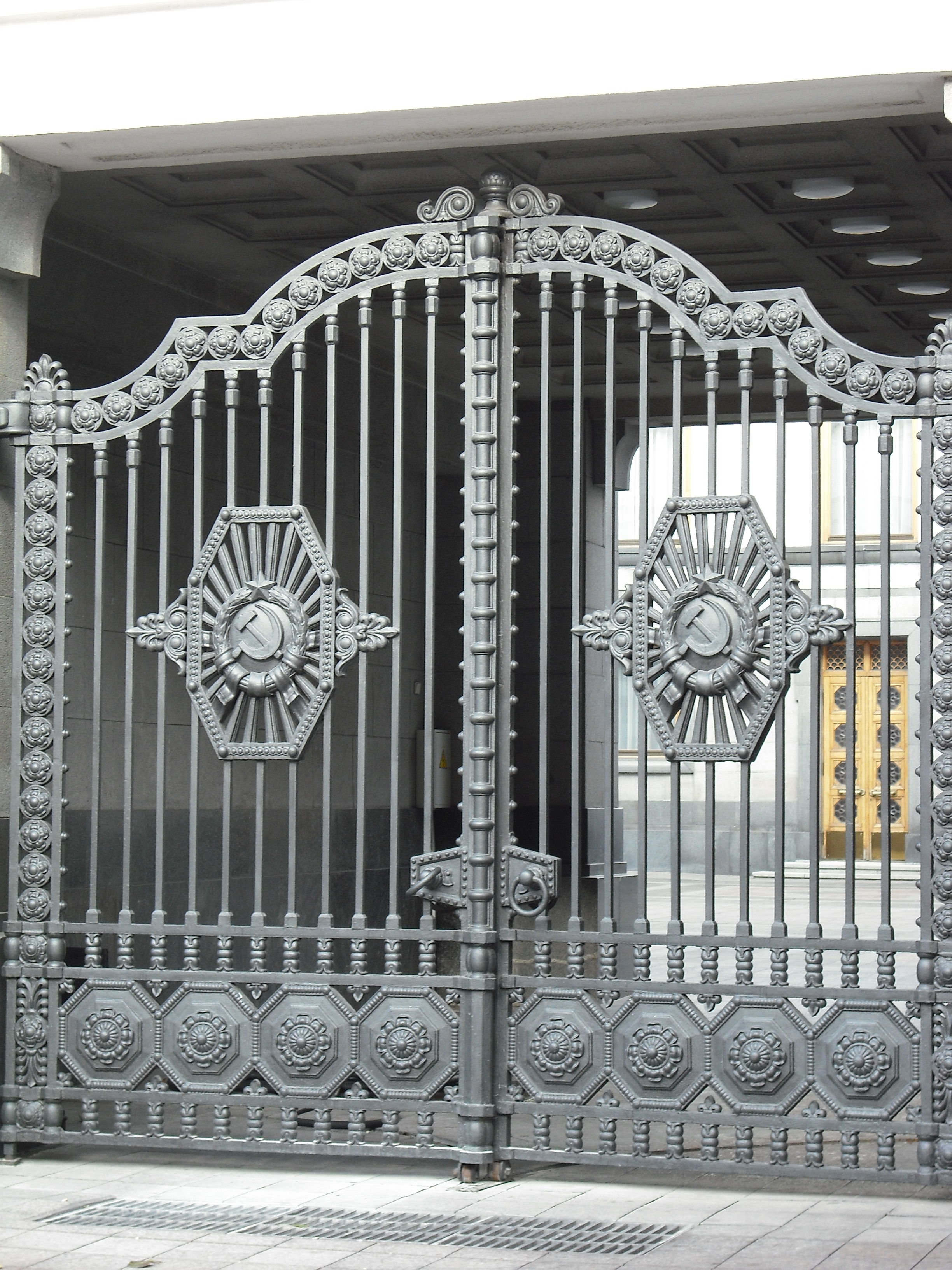
Решётка здания

## Мосты

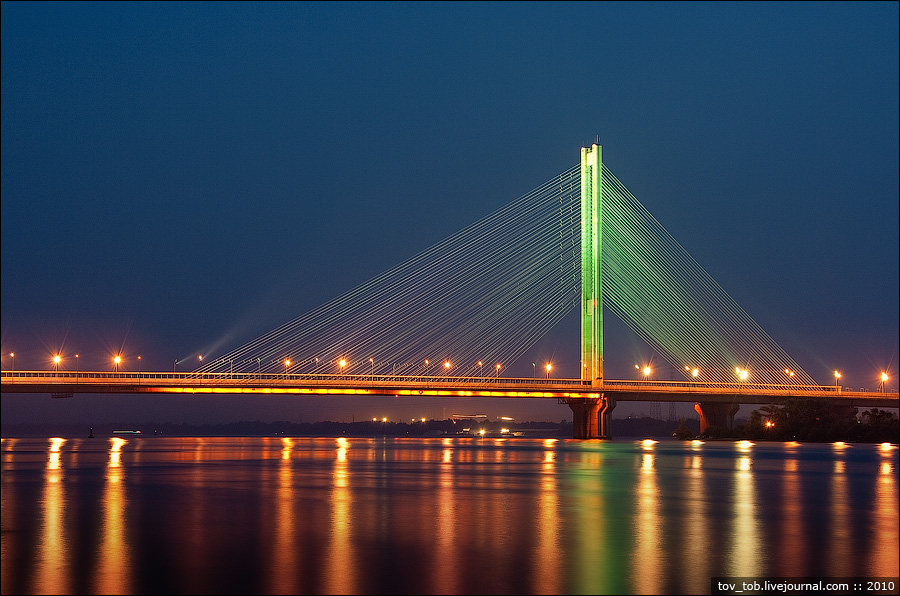
Южный мост

Первый капитальный шестиролетный мост через реку Днепр был построен в 1853 году — Николаевский цепной мост (автор проекта — англо-ирландский инженер Чарлз Виньоль. Железные конструкции для моста были изготовлены в Бирмингеме, Великобритания. Николаевский цепной мост длиной 776 метров был в своё время одним из самых больших в Европе. На облицованных гранитом опорах-«быках», были построены полукруглые арки с башнями в стиле английской готики. Проезжая часть была деревянная. Для прохода судом мост был оборудован разводной секцией, расположенной у правого берега. Секция двигалась поворотным кругом усилиями четырёх человек. 9 июня 1920 года мост был взорван по приказу генерала Э. Рыдз-Смиглы польскими войсками. В 1925 году на его месте был построен другой мост балочной конструкции, взорванный в 1941 году.

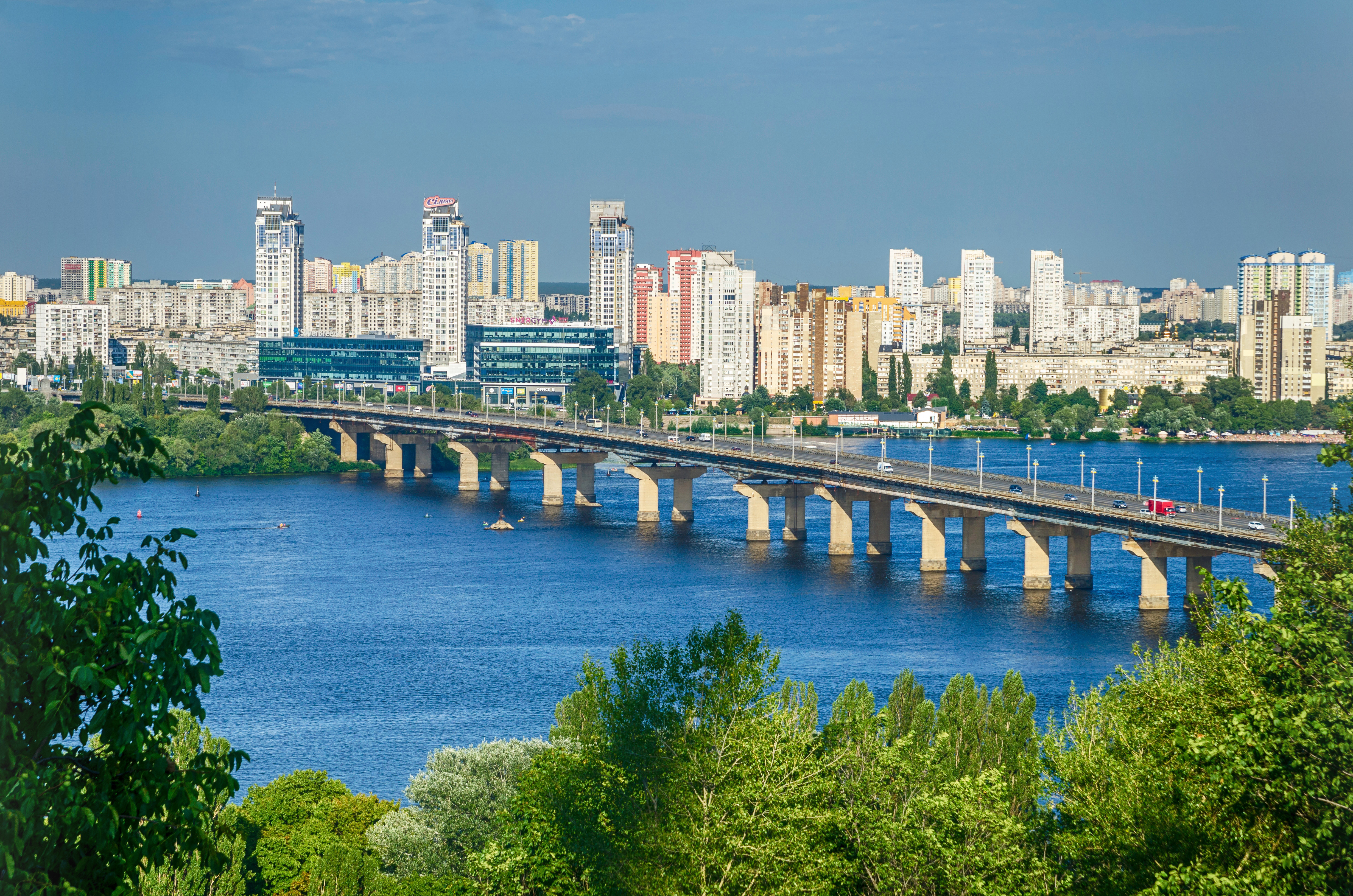
Мост Патона со стороны Киево-Печерской лавры

В 1870 году под руководством военного инженера А. Е. Струве был построен металлический железнодорожный мост в Дарнице, железнодорожный мост — Петровский — построен в 1917 году, но вскоре он был разрушен (восстановлен в 1929 году).
В районе нынешнего моста Патона существовал Наводницкий мост понтонной конструкции, давший название улицам Старонаводницкой и Новонаводницкий. В 1914 году на его месте находился стационарный деревянный мост, разрушенный в 1920 году. В 1921 году он был восстановлен и просуществовал до 1935 года, когда был заменён другим деревянным мостом. В годы Второй Мировой войны все мосты через реку Днепр были разрушены. После освобождения Киева 6 ноября 1943 года в городе строились временные деревянные мосты.
В настоящее время берега Днепра в Киеве соединяют 8 мостов, из которых 4 — автомобильные: Северный, метромост, мост Патона и Южный, два железнодорожных моста — Дарницкий и Петровский, один железнодорожно-автомобильный, а также пешеходный мост. Продолжается строительство Подольского моста.
Через Киевскую реку Лыбедь (приток Днепра) протянут путепровод, соединяющий бульвар Дружбы Народов с Московской площадью. В 1966 году был открыт Венецианский мост, соединяющий два острова киевского Гидропарка.

## Спортивные сооружения
Первый киевский стадион был построен в 1912 году и получил название «Спортивное поле». Деревянные трибуны стадиона на пять тысяч зрителей строились на земляной насыпи. В эти годы в городе была своя футбольная лига, проводившая на стадионе свои матчи. В 1913 году в Киеве прошла 1-я Всероссийская олимпиада. В годы Первой мировой войны трибуны сгорели, а стадион не восстанавливался.
В XX веке городе в городе были построены крупные стадионы, ипподром, Киевский велотрек, Дворец спорта, Олимпийский стадион, Стадион Локомотив и др.
Стадион «Локомотив» (укр. Стадіон «Локомотив») — футбольный стадион в Киеве, домашняя арена одноимённого футбольного клуба. Открытый 2 августа 1925 на месте стадиона для игр работников железнодорожного вокзала, он получил современное название в октябре 1935 года. Стадион рассчитан на 1500 зрителей, имеет искусственное покрытие газона.

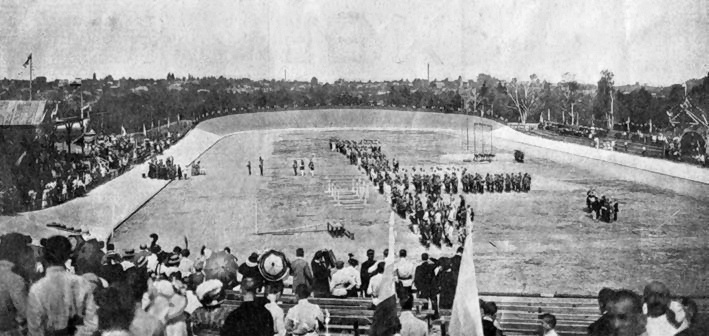
Киев. Стадион «Спортивное поле»
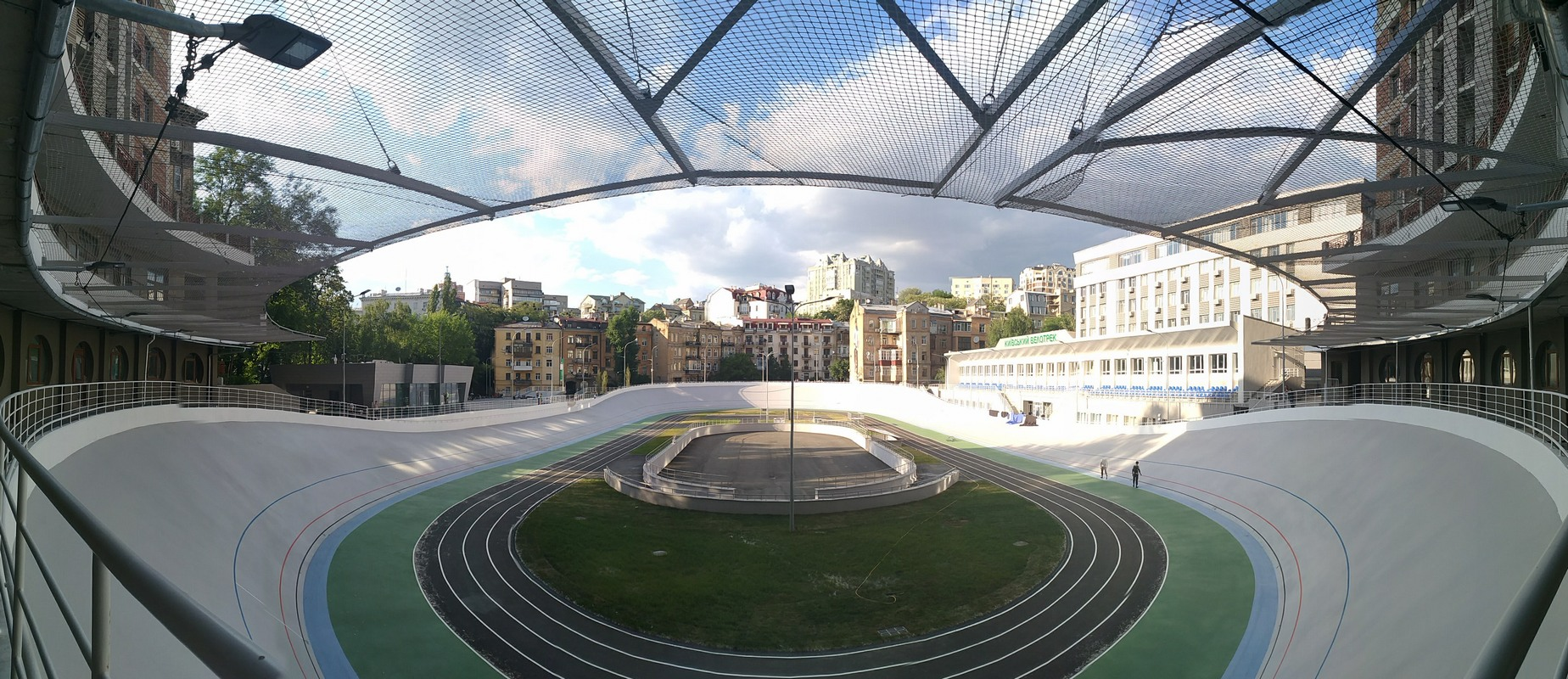
Велотрек
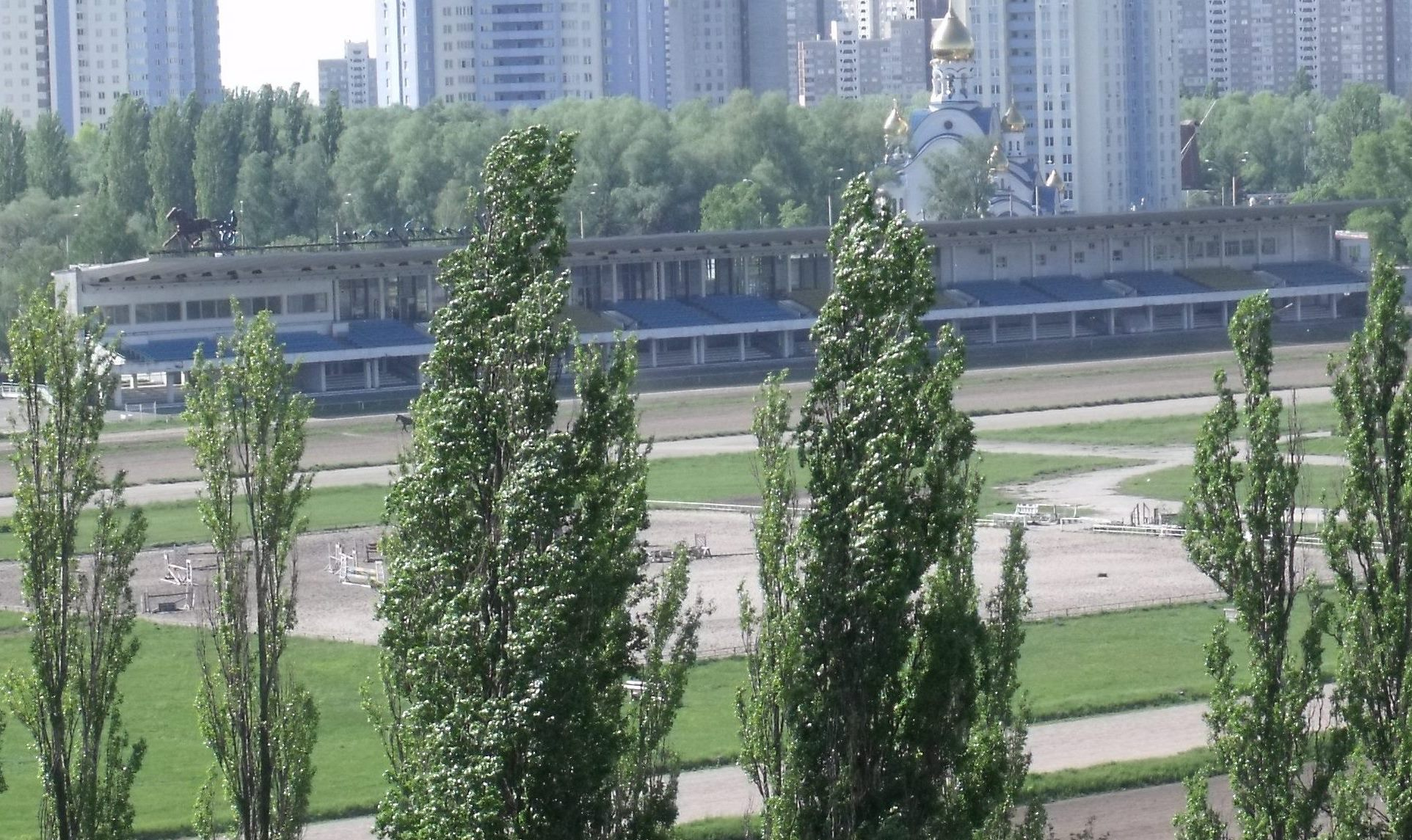
Ипподром
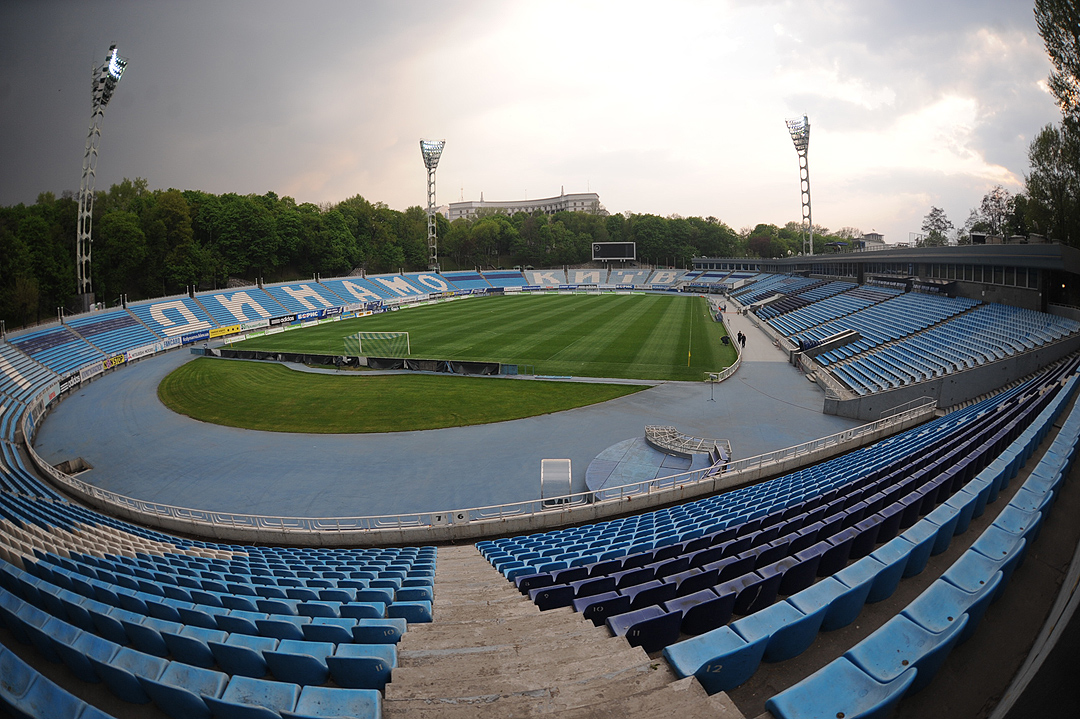
Стадион Динамо
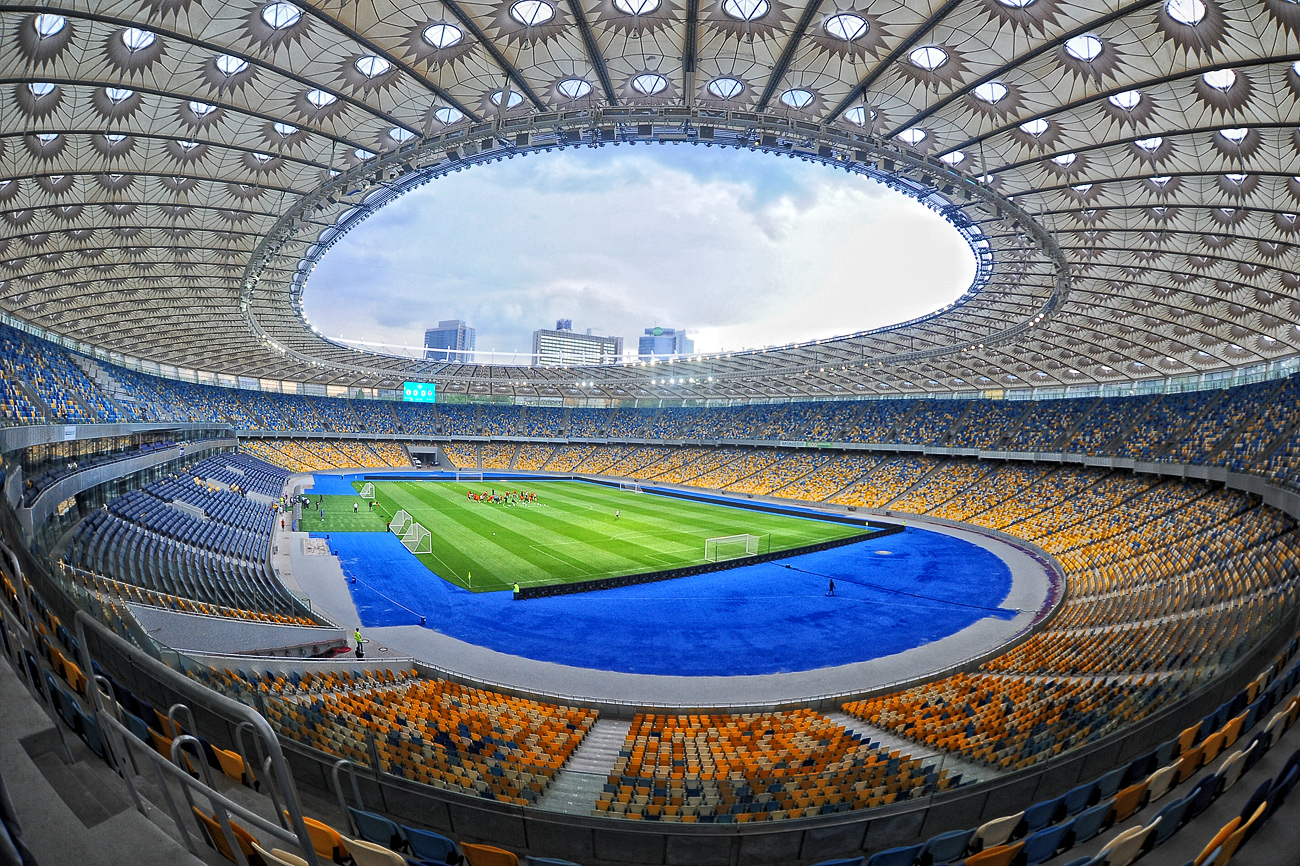
Олимпийский стадион
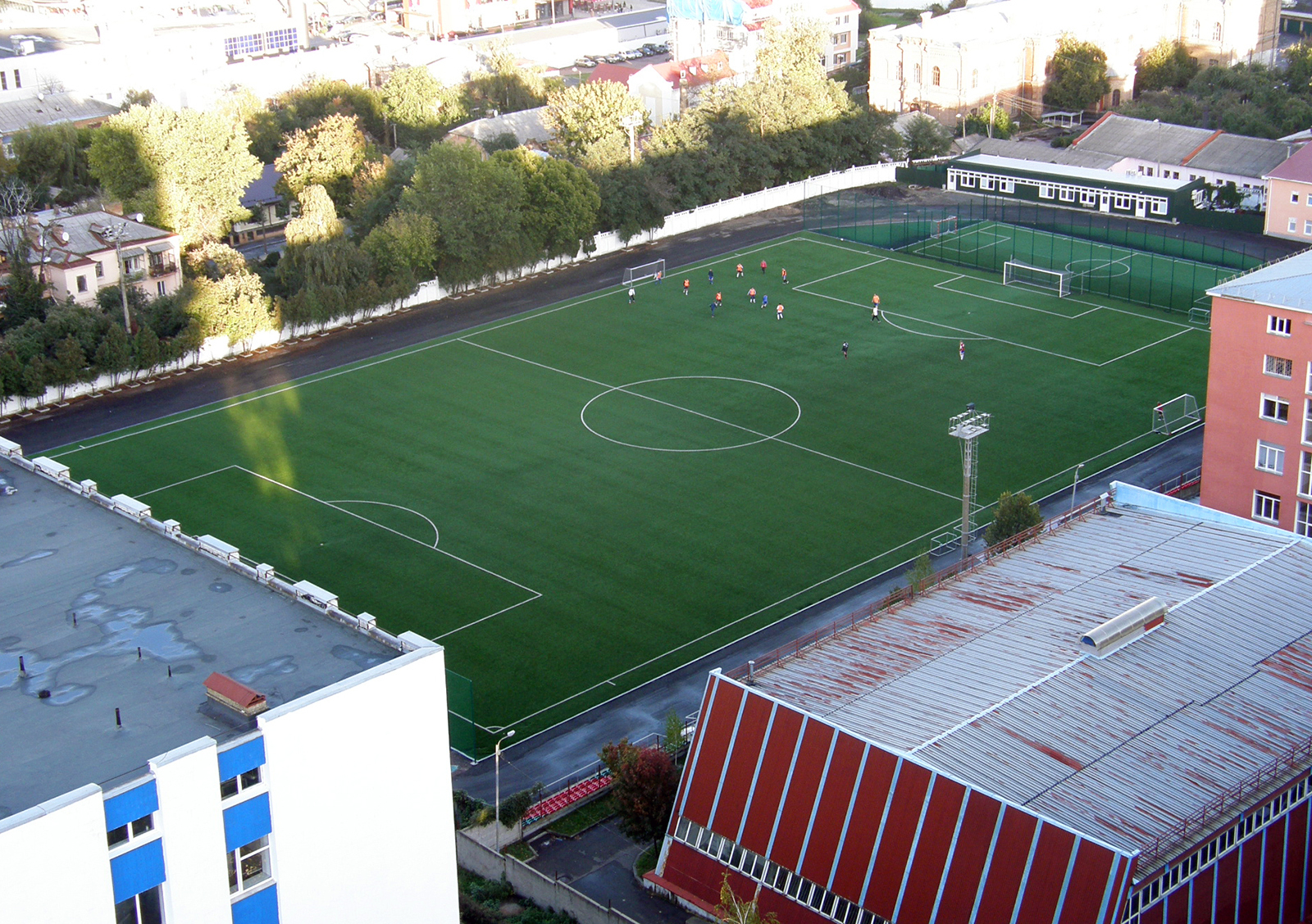
Стадион Локомотив

Олимпийский стадион был построен в 1923 году, реконструирован в 2011 году. Стадион расположен в центре города на склонах Черепановой горы, является главной спортивной ареной Украины и одним из крупнейших в Европе. Арена стадиона имеет вместимость 70 050 мест. На Летних Олимпийских играх 1980 года здесь проходили футбольные матчи команд Алжира, Ирака, Испании, Коста-Рики, ГДР, Сирии и Финляндии. Позднее стадион был реконструирован для проведения чемпионата Европы по футболу 2012 года. Над стадионом была сооружена полупрозрачная крыша.
В городе с 1867 года строились ипподромы — Лукьяновский, Печерский, Сырецкий. Современный Киевский ипподром был построен в 1962—1969 годах по проекту архитекторов В. Н. Шермана, Г. П. Маркитяна, Ю. Н. Пискуненко и И. С. Телюк. В 2014 году в городе был восстановлен ранее разрушенный велотрек.

## Аэропорты

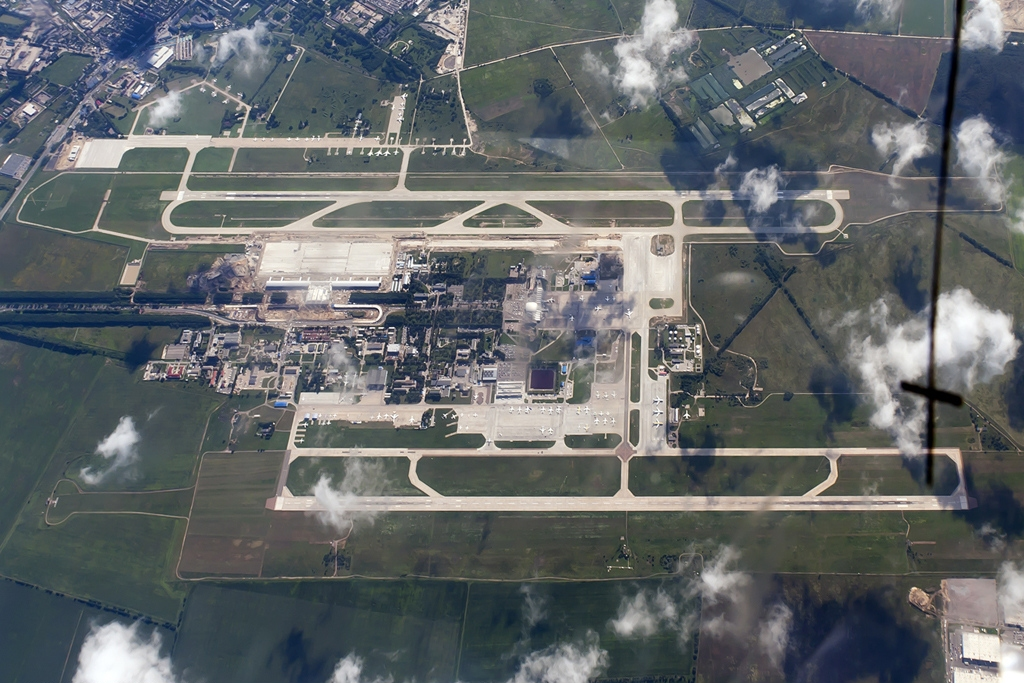
Аэропорт Борисполь и терминалы

В Киеве функционируют пять аэропортов: Антонов, Борисполь, Бровары, Киев и служебный аэропорт Святошин.

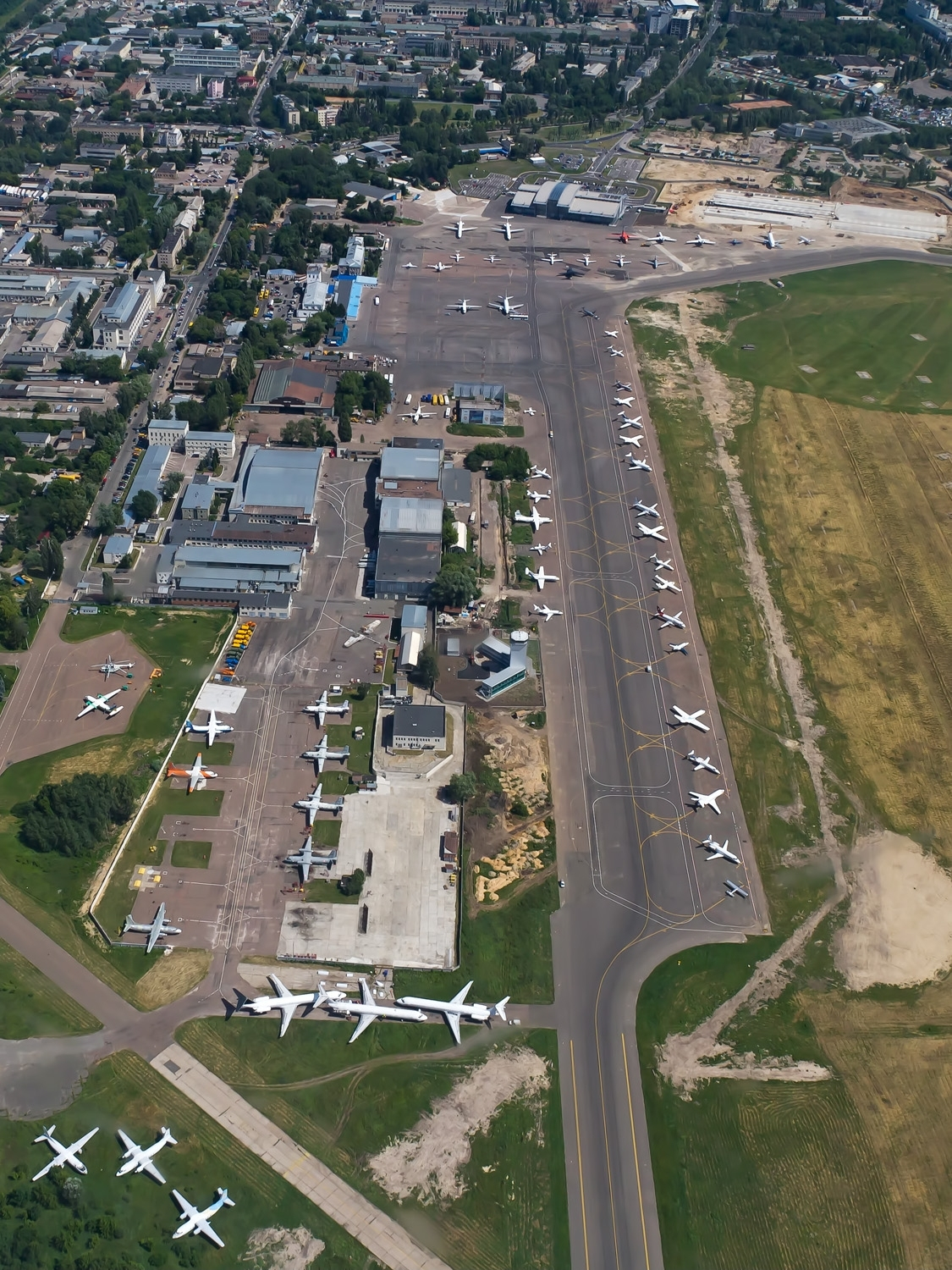
Киевский аэродром Жуляны и терминалы

Киевский аэропорт Жуляны был построен в 1924 году. В 2009 году проводилась реконструкция взлётно-посадочной полосы, после чего аэропорт стал принимать тяжелые самолёты Боинг 737 и Аэробус А320.
В аэропорту функционирует Украинский авиационный музей, где выставлены образцы гражданской и военной авиационной техники.
Для обслуживания болельщиков чемпионата ЕВРО-2012 здесь был построен Международный терминал «А», обслуживающий все международные рейсы. В 1920-х годах аэропорт носил неофициальное название «аэродром в Посту-Волынском», потом — «аэропорт на Чоколовке» или «Киевский аэропорт». Официально название «аэропорт Жуляны» было введено после строительства нового аэропорта в Борисполе.

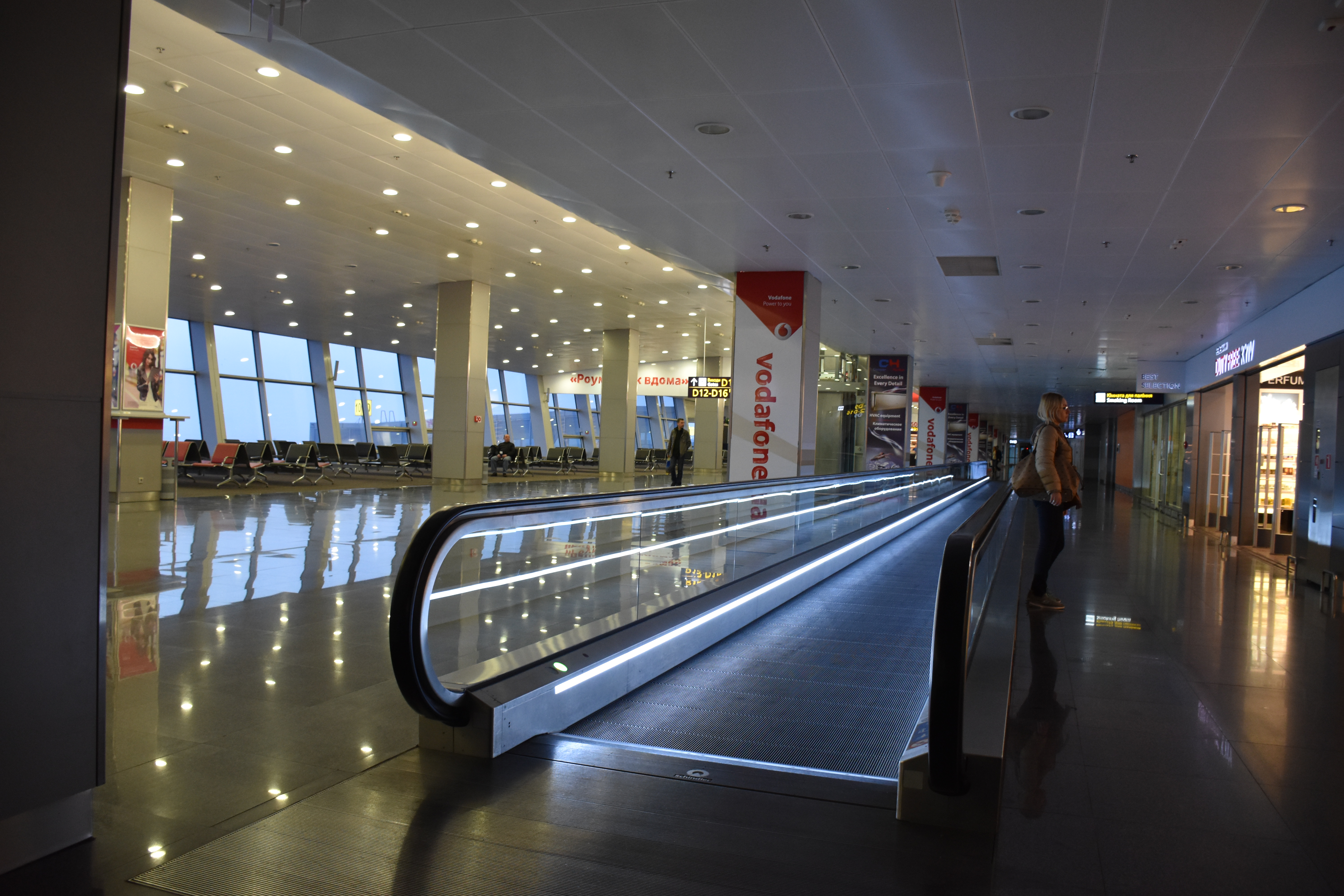
Пассажирский конвейер в аэропорту Борисполь

Международный аэропорт Борисполь является крупнейшим в стране по объёмам перевозок. Аэропорт был построен в 1959 году архитекторами А. В. Добровольским, А. И. Малиновским, Д. П. Попенко. В 2007 году был реконструирован терминал «В» аэропорта.
В международном аэропорте Антонов базируются крупнейшие транспортные самолёты Ан-225 и АН-124-100 авиакомпании «Antonov Airlines».
Аэропорт Бровары до войны был главным киевским аэропортом. Здесь проводились учения военной авиации, самолёты летали рейсы в Москву, Ленинград, Минеральные Воды и по Украинской ССР. В 1936 году по проекту архитекторов И. Я. Михайловского и Н. В. Сдобнева было построено трёхэтажное здание аэровокзала.
25 июня 1941 года, после налёта на аэропорт немецкой авиации, аэропорт Бровары был уничтожен.

## Народная архитектура

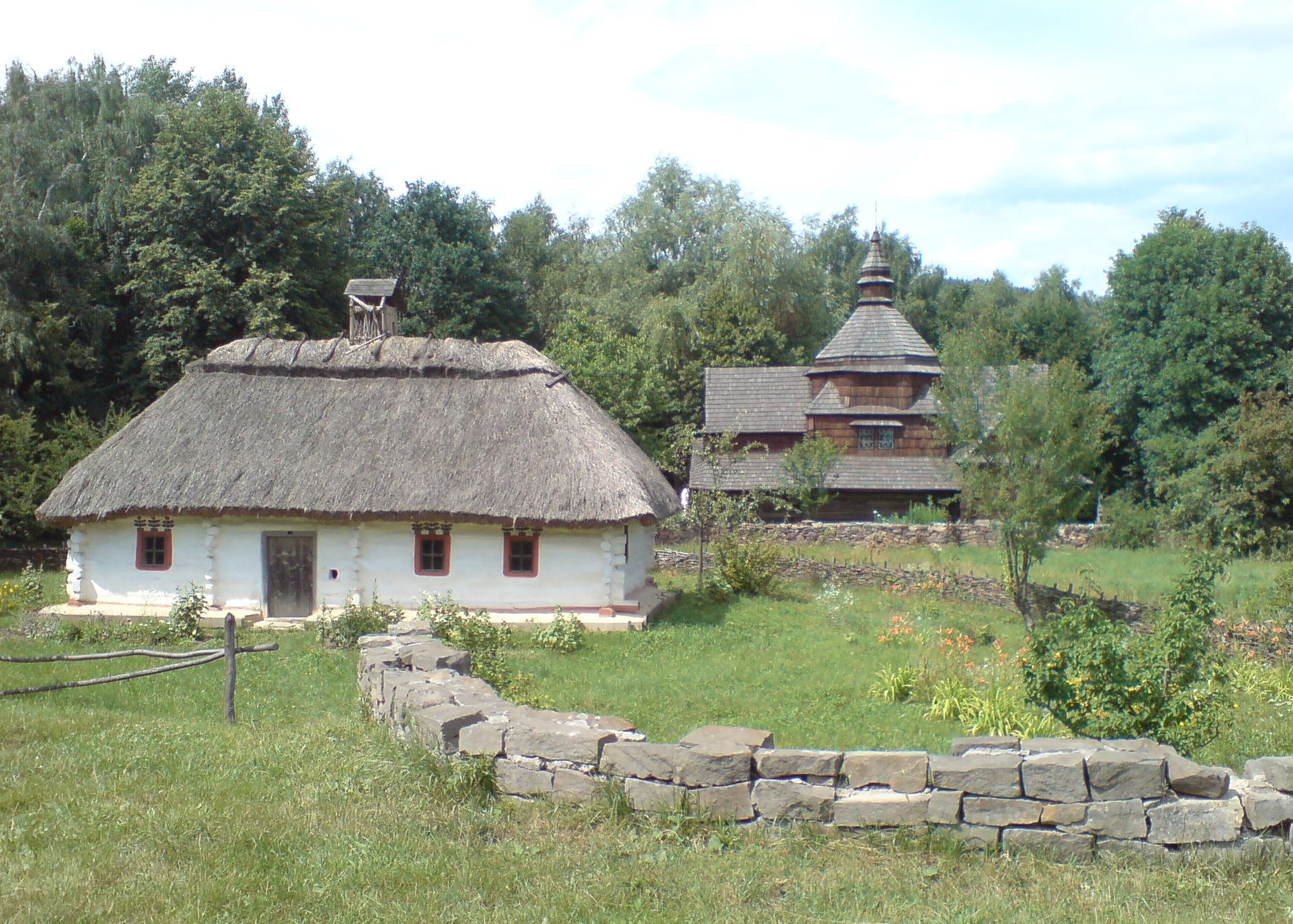
Музей народной архитектуры и быта Украины

Отдельной страницей украинской архитектуры является народная архитектура. К распространённым образцам украинской архитектуры, сохранившимся до наших дней, относятся деревянные храмы и жилые дома. Поскольку деревянные памятники зодчества требуют особого ухода, эти образцы архитектуры часто разбираются и перевозятся в специальные заповедники.
Отреставрированные памятники деревянной архитектуры XVIII—XIX веков можно увидеть в Музее народной архитектуры и быта Украины, расположенном у поселка Пирогов в Киеве, в Этнографическом музее «Хутор Савки» вблизи Киева и др.

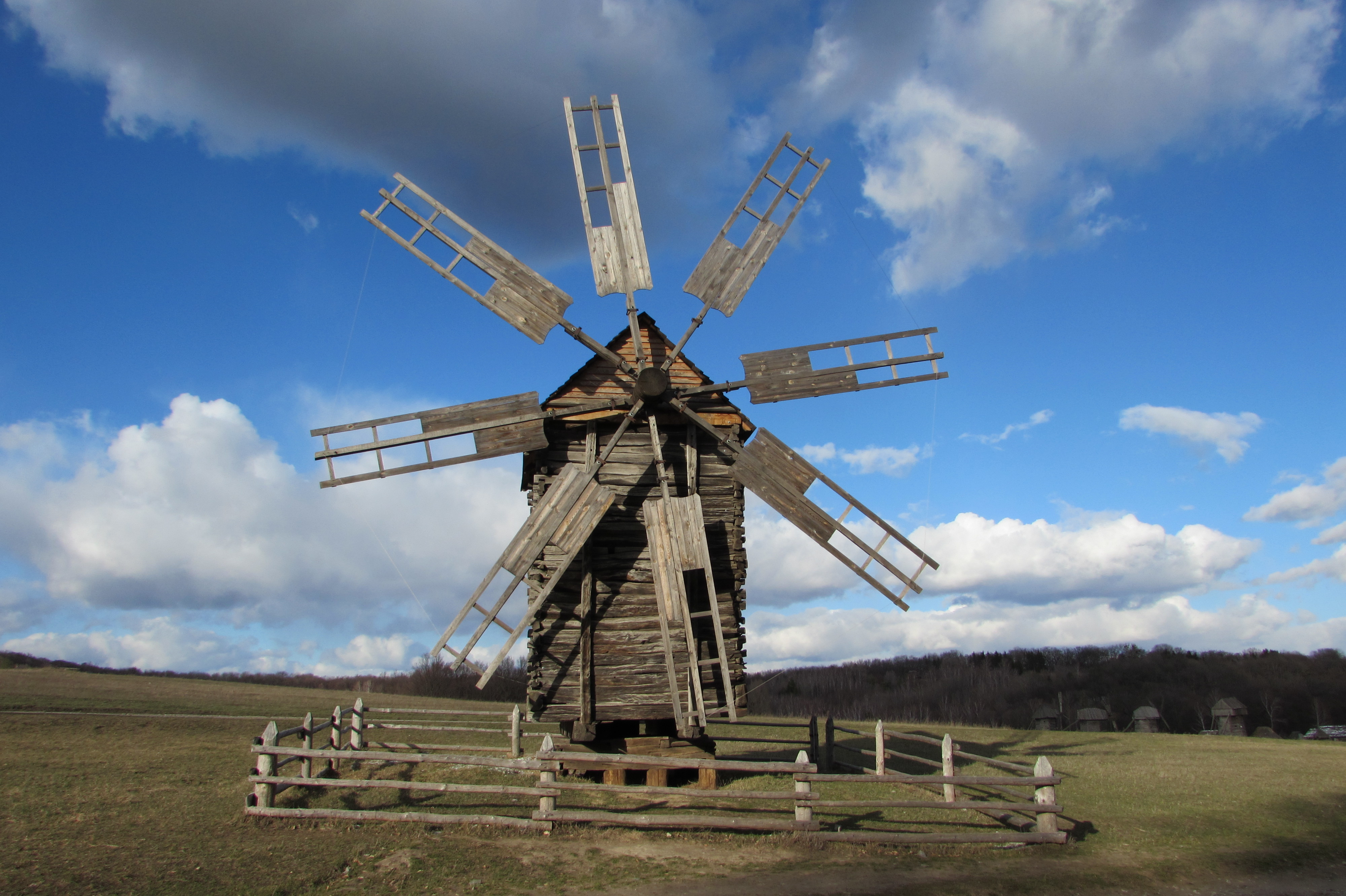
Музей народной архитектуры. Ветряная мельница

На территории Музея народной архитектуры размещено 275 архитектурных экспонатов народного строительства XVI—XX веков. Среди них усадьбы с сельскими домами и хозяйственными постройками, деревянные церкви, ветряки и другие памятники архитектуры и быта.
На Украине жилые дома называются хатами, а дома для сезонного проживания — колыбами, куренями. Важными были и хозяйственные постройки, которые формировали комплекс крестьянского двора: кладовая для хранения всего ценного, погреб, конюшня, сарай, где хранили телегу и розвальни (сани), хлев для скота, курятник, нередко — колодец с «журавлём», а также рига для хранения необмолоченого хлеба, которая строилась отдельно. Крестьянское подворье делилось на «чистый двор» и хозяйственный.

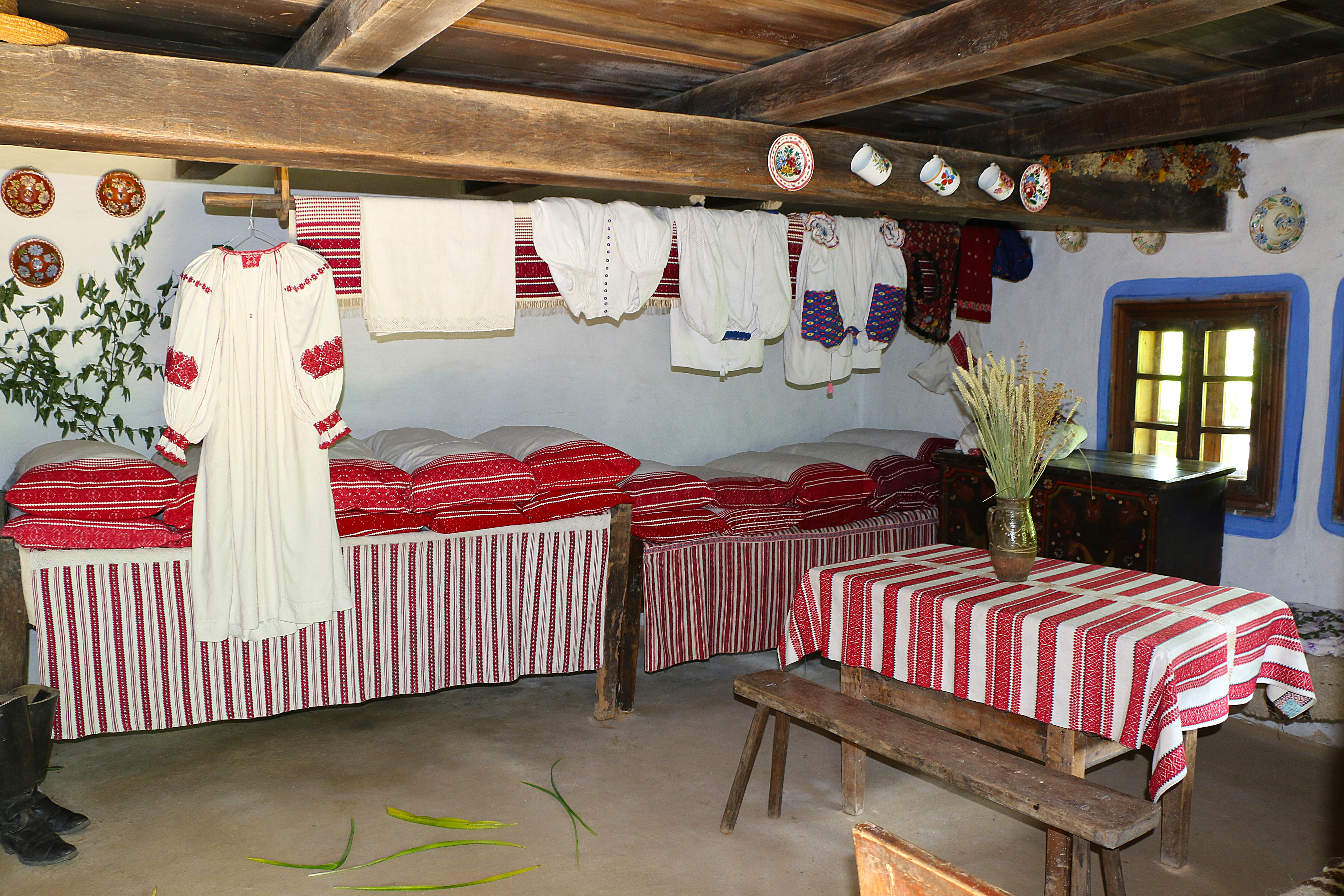
Внутреннее устройство хат

Исторические условия привели к появлению в Украине окружного двора, в котором все здания и сооружения группировались вокруг внутреннего двора, образуя небольшую крепость с глухими внешними стенами.
Основным материалом для строительства хат было дерево. Из бревен выполнялся сруб, из брусьев делался каркас с заполнением стружками, хворостом, глиной с соломой и др. Стены мазанок возводили из переплетённых веток или кирпича — сырца. Потом полученная конструкция обмазывалось глиной, смесью глины с соломой, навозом и др. и красилась белой краской. Крыши у домов покрывались подручными материалами — сухим камышем, соломой, деревянными дощечками, дранкой и др.
Внутри хат находились печи с дымоходами, около печей устраивали парадный угол с иконами. Под иконами ставили стол или сундук. Украинская хата не менее трёх окон: два напротив печи и одно напротив стола. Пол был глиняным, дощатые полы даже у зажиточных крестьян в конце XIX — начале XX века были редкостью и встречались только в районах, богатых лесом. Потолок поддерживался балками.

## Театры

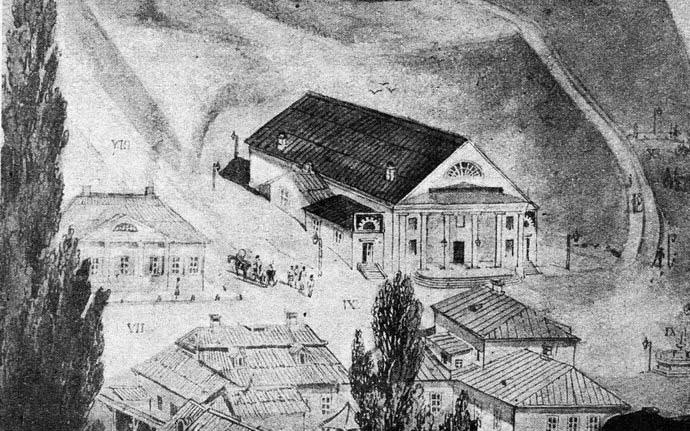
Первый Городской театр в Киеве. Рисунок неизвестного автора, ок. 1850

Первыми в Киеве артистами были скоморохи. Их выступления отражены на фресках Софийского собора XI века. Первый в Киеве стационарный театр появился в начале XIX века — Первый Городской театр. Инициатором строительства был городской магистрат, «одобрение» было получено от киевского военного губернатора Алексея Тормасова.
Первый Городской театр размещался в двухэтажном деревянном прямоугольном здании, торцом выходившее на площадь. Здание было построено из стройматериалом, взятых при разборке строений на Печерске. Вход в здание имел портик в стиле ампир. Зал театра вмещал 470 или 740 зрителей. На сцене театры выступали гастролировавшие Михаил Щепкин, Павел Мочалов и др. артисты. В театре шли драматические спектакли, оперы и балеты. К 1851 году здание обветшало и было снесено.
Второй Городской театр в Киеве был сооружён в 1856 году по проекту академика архитекторы И. В. Штрома. В зале театра было 4 яруса лож. Он вмещал до 970 зрителей. Здание театра сгорело в 1896 году, а на его месте в 1897—1901 годах было построено здание Национальной оперы Украины.

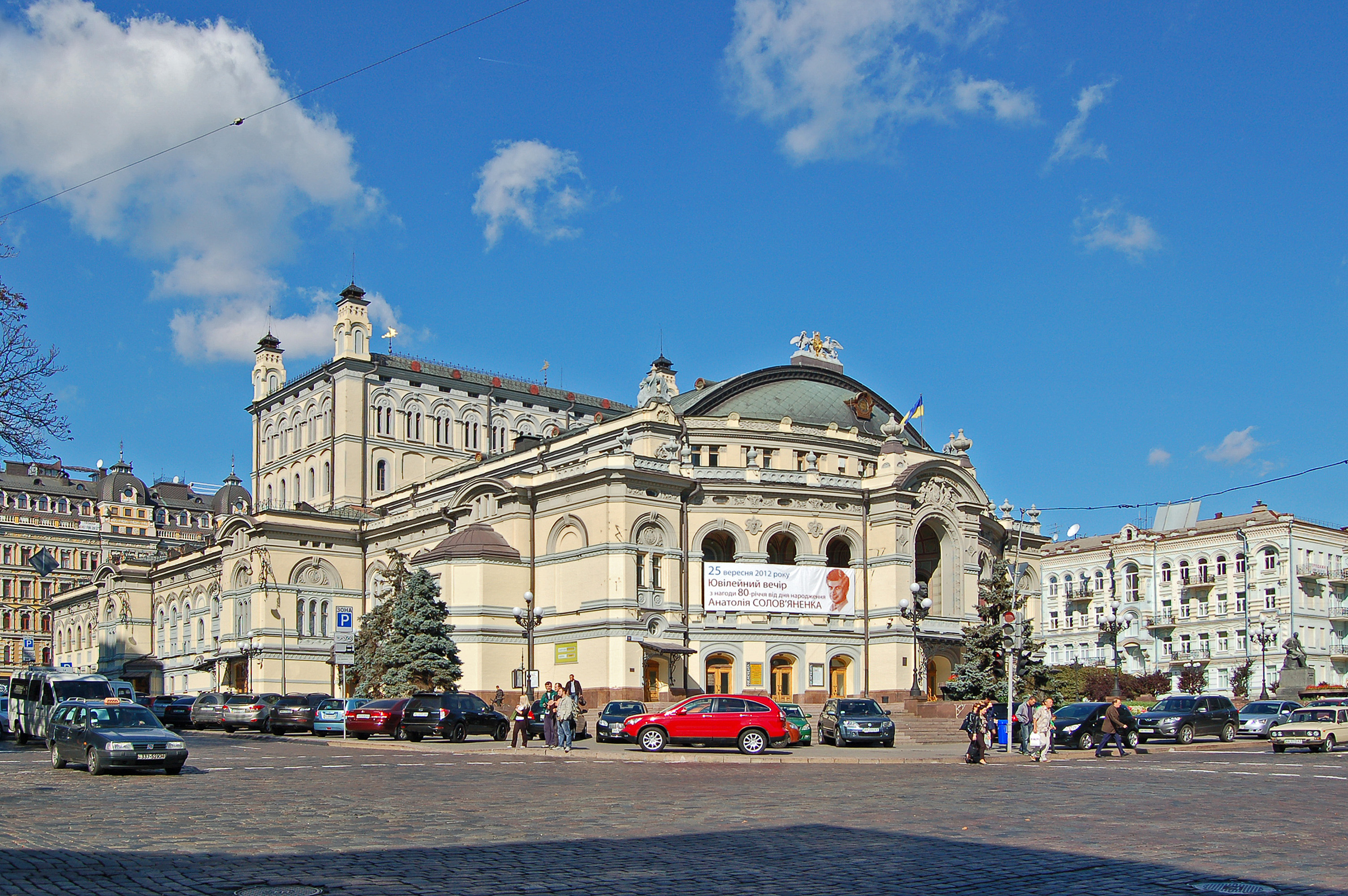
Национальная опера Украины
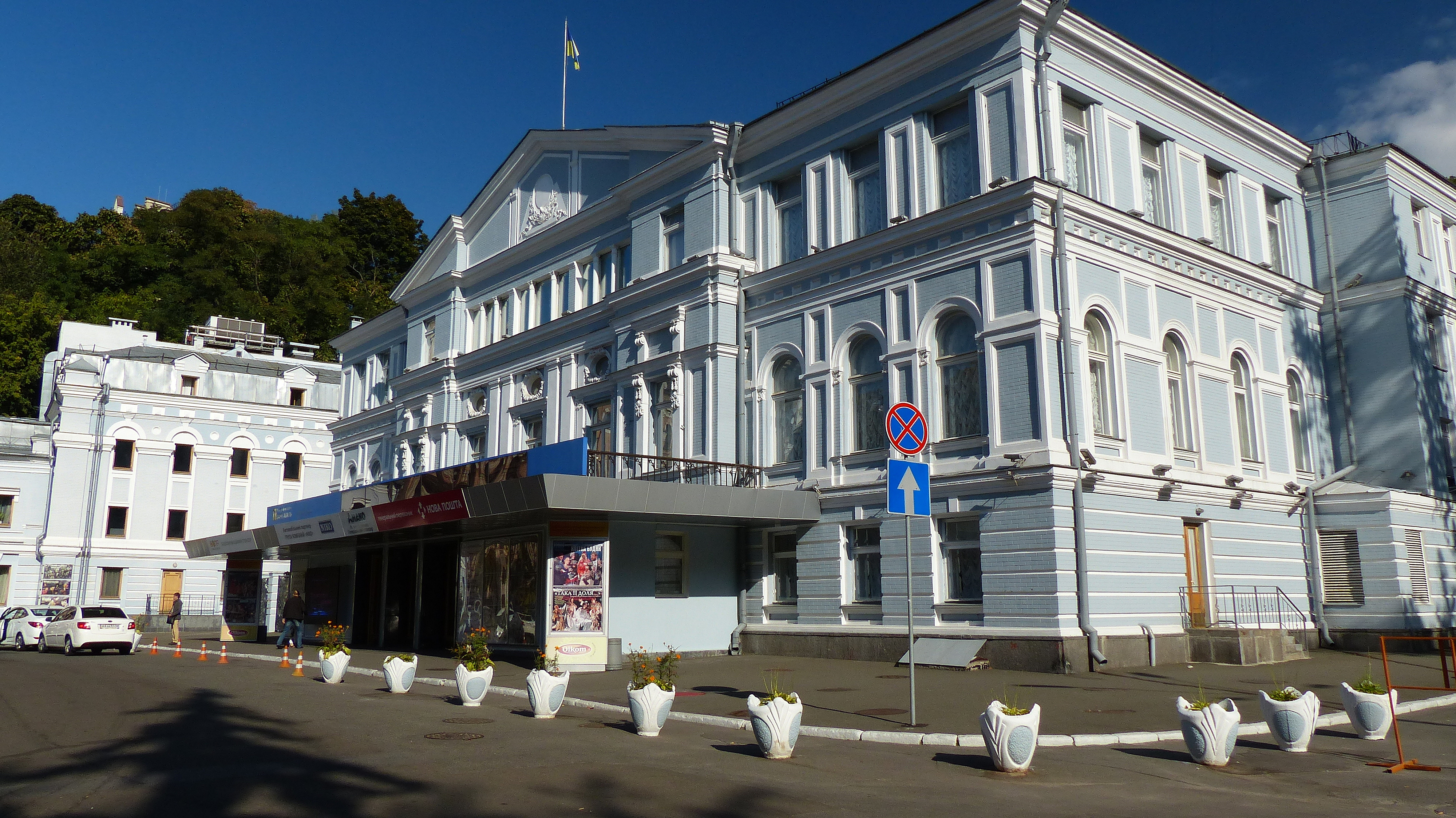
Драматический театр имени Ивана Франко
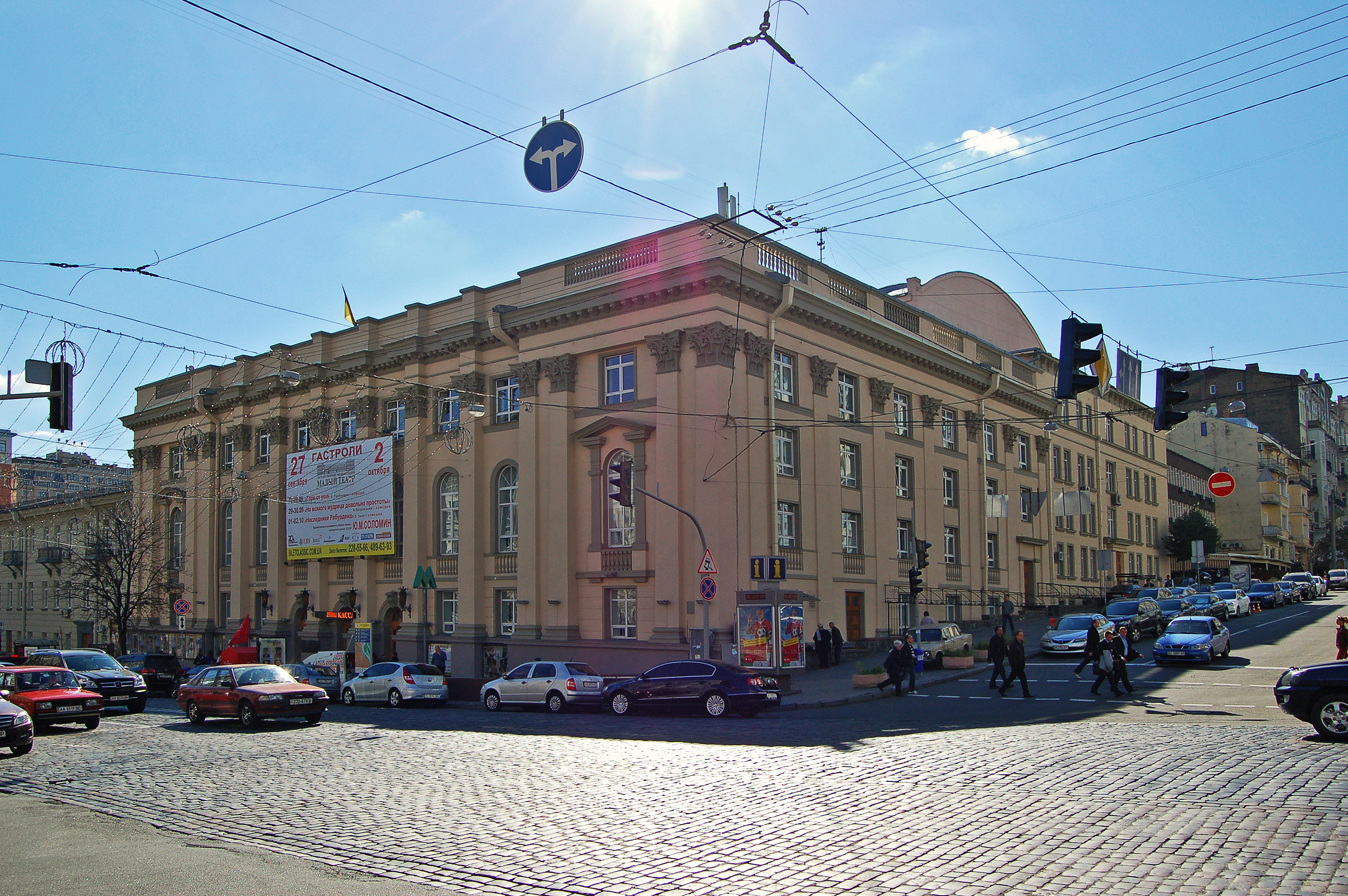
Театр русской драмы имени Леси Украинки
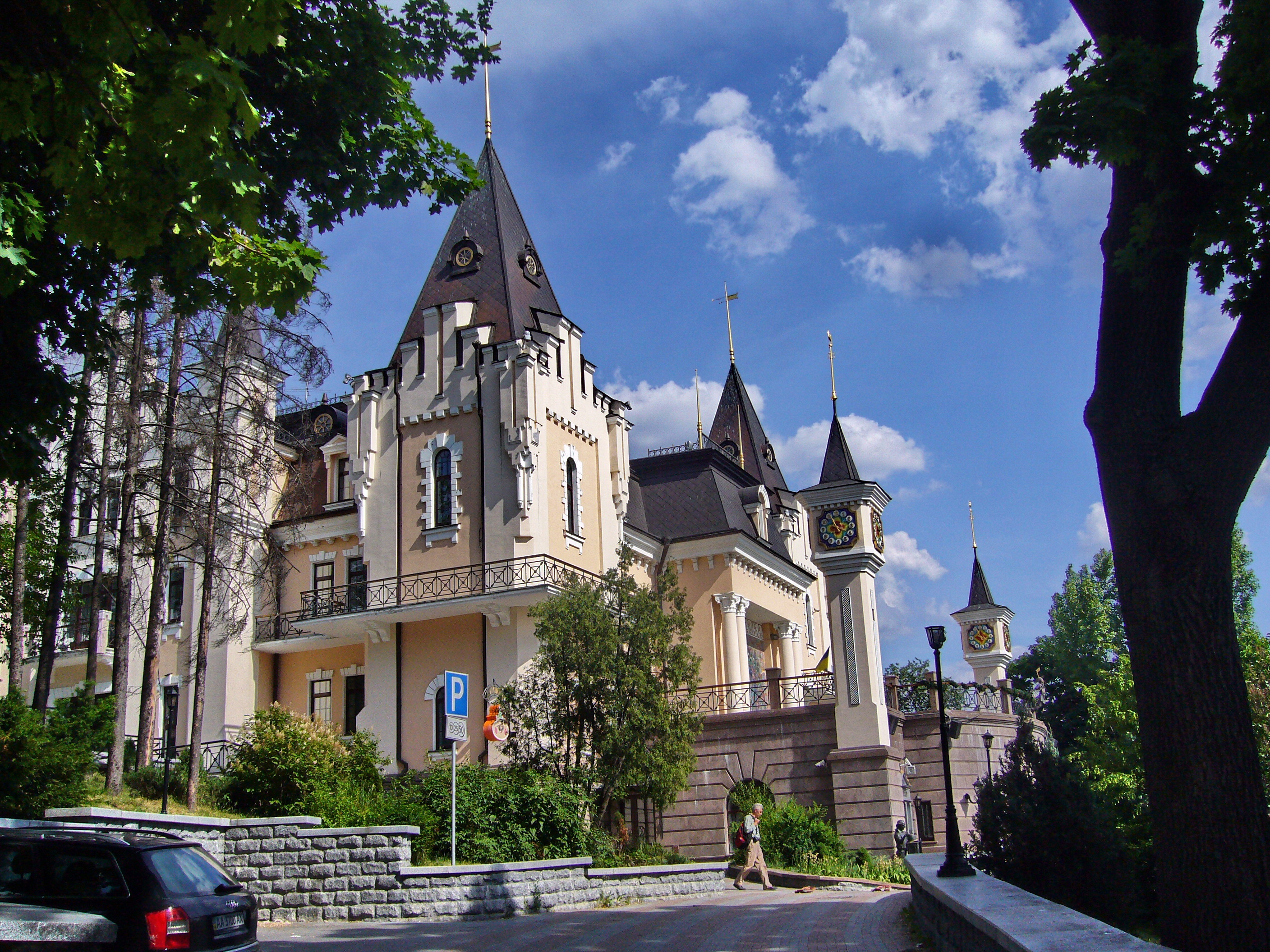
Кукольный театр

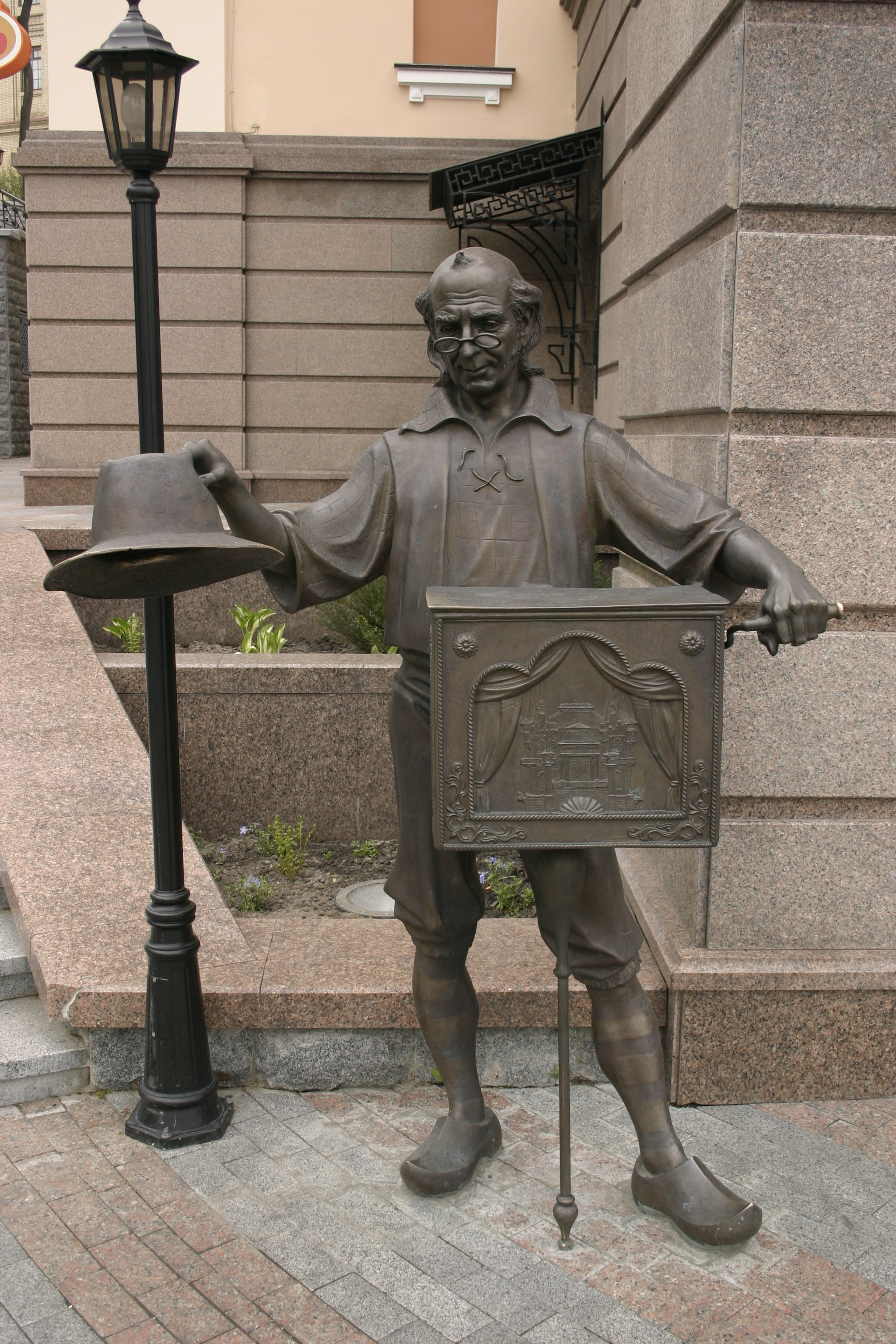
Скульптуры
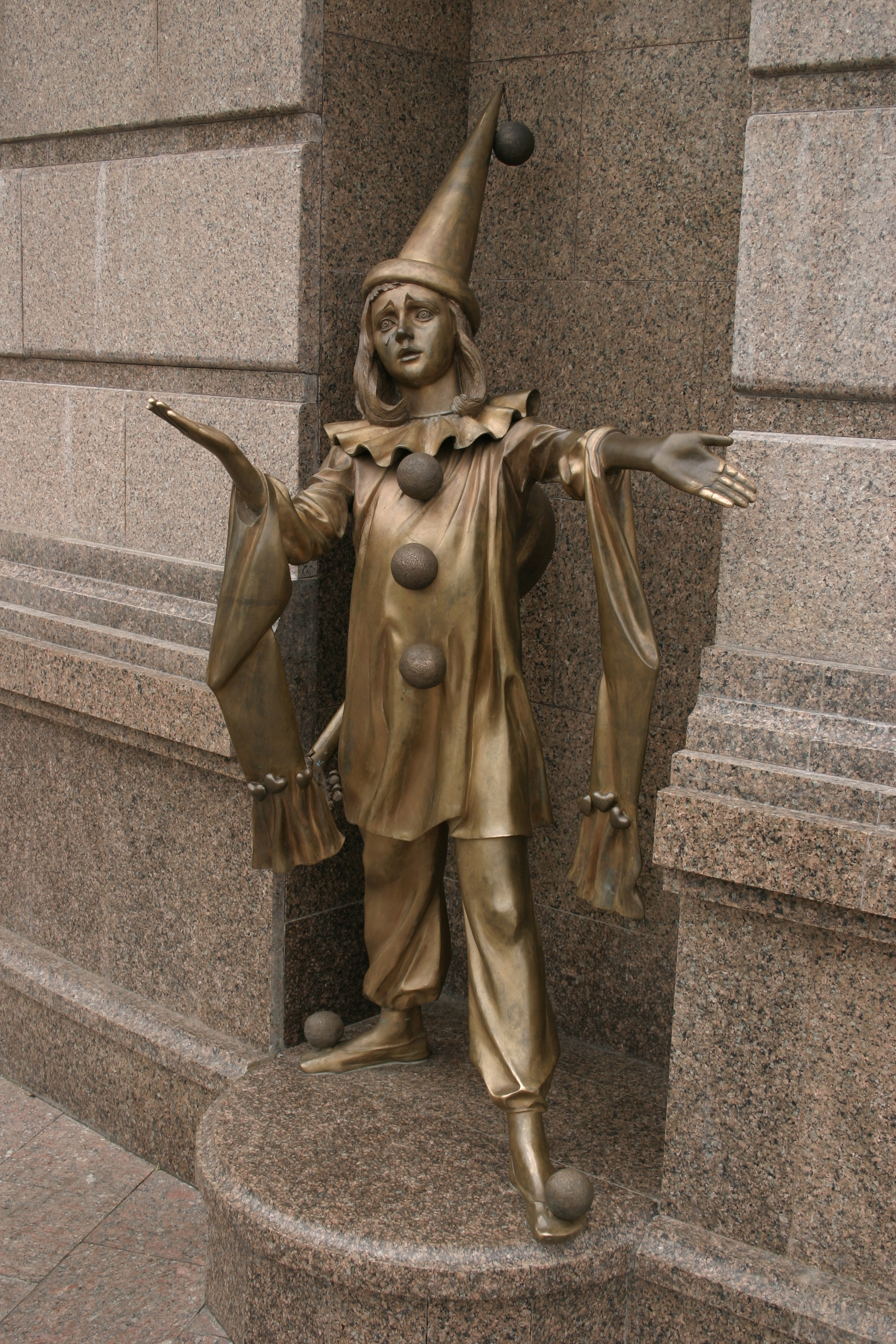
около
театра
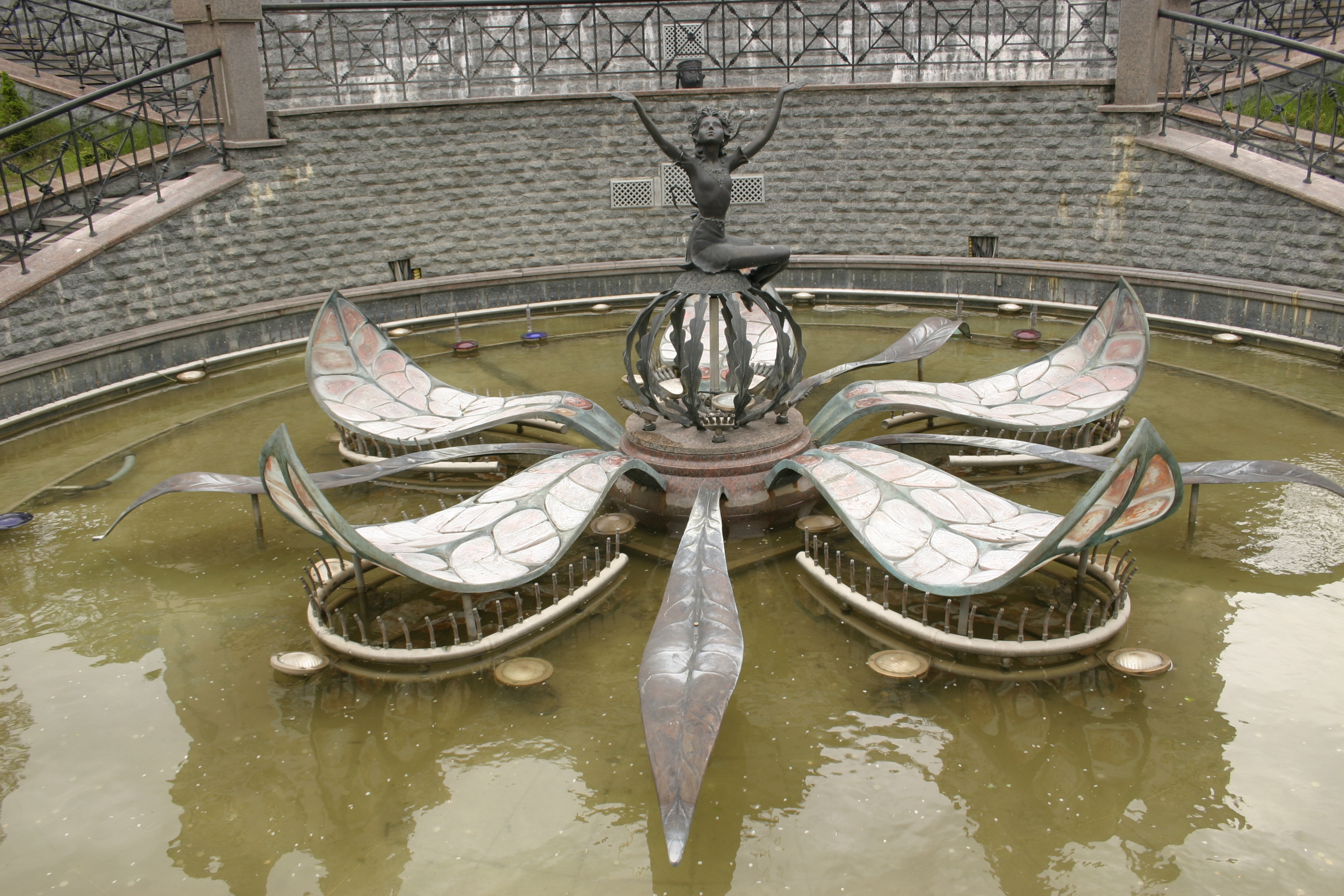
кукол
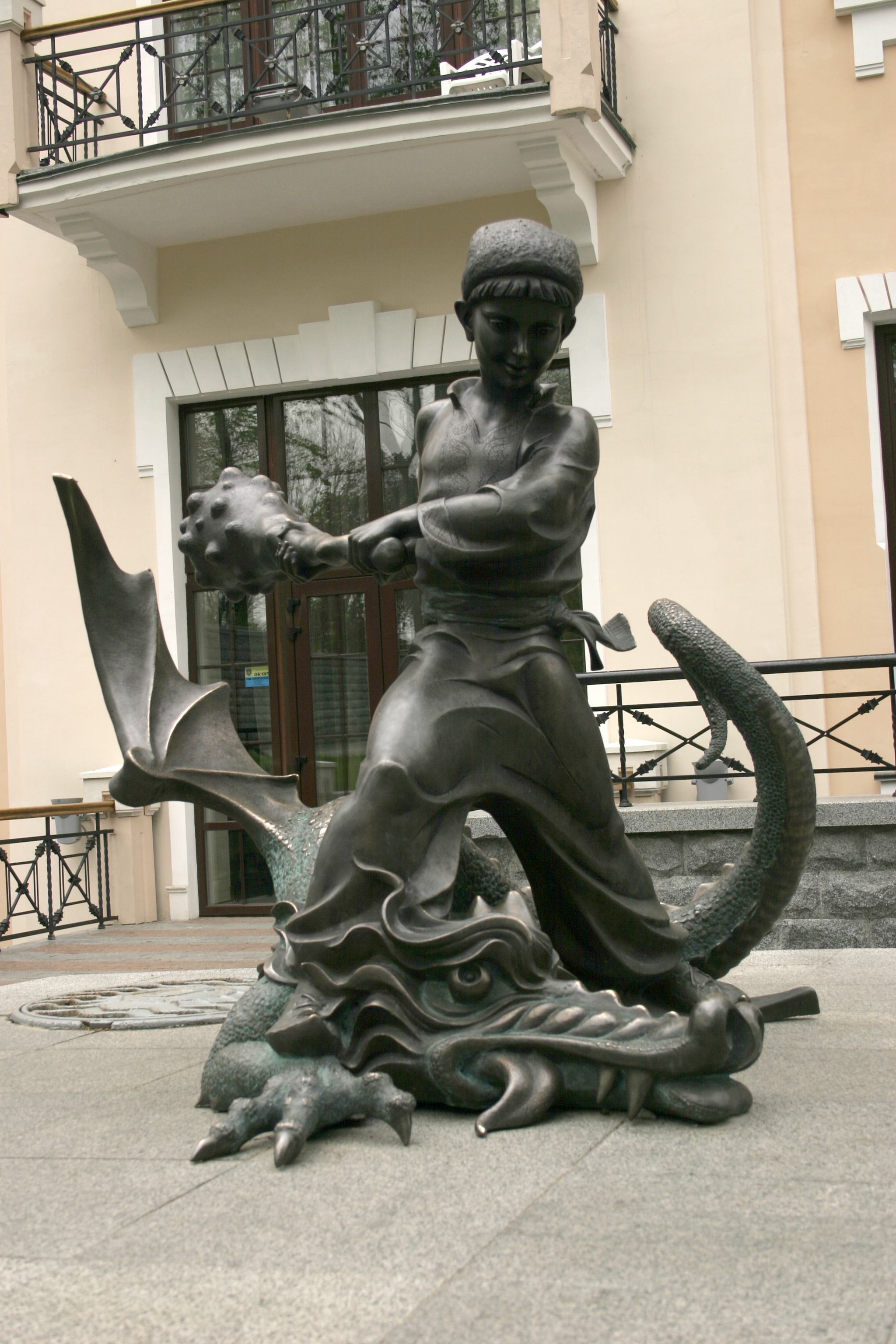
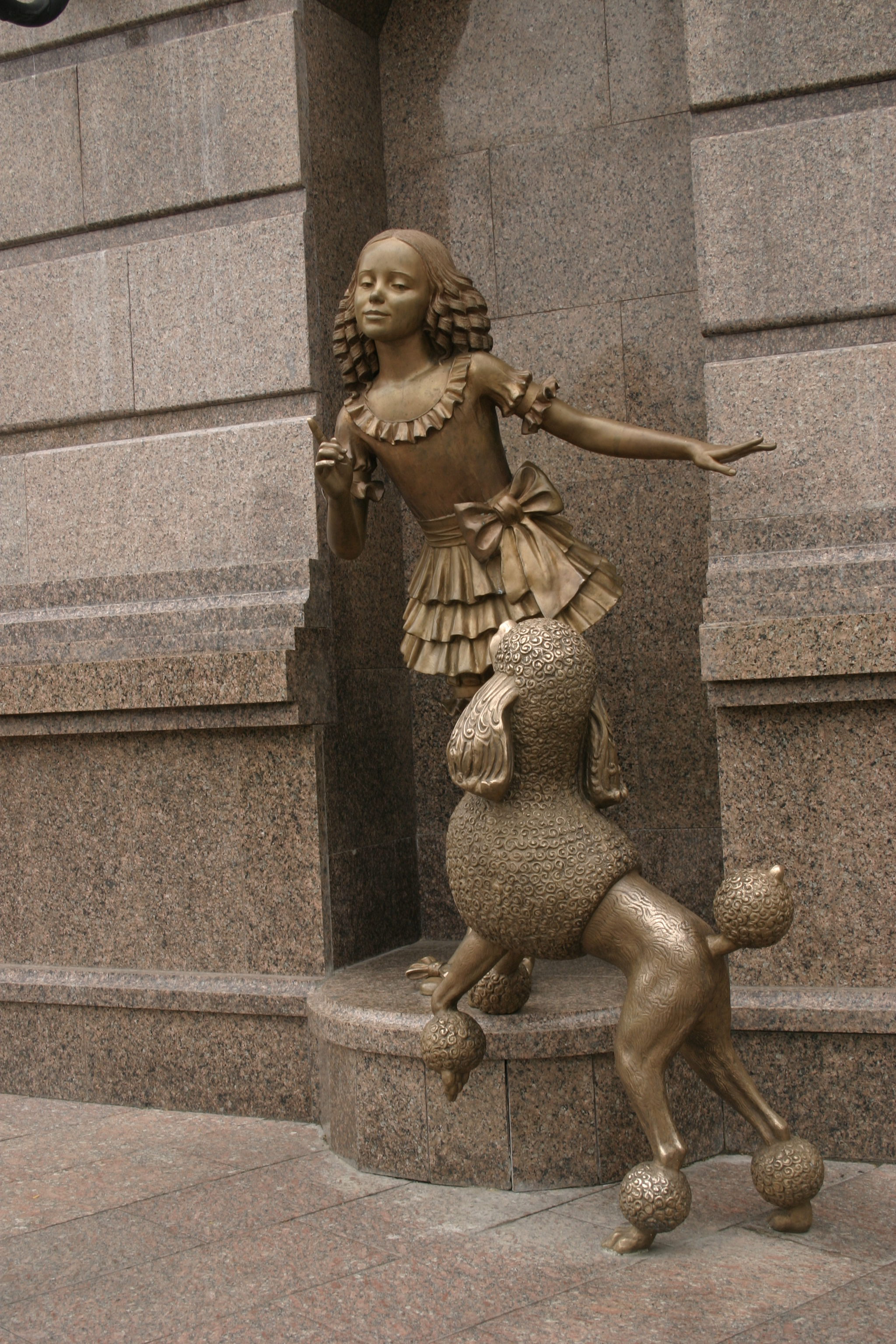

Киевский государственный театр кукол был основан 27 октября 1927 года. Здание театра (2005) на ул. Грушевского и прилегающая территория с фонтаном и скульптурами оформлены как детский сказочный городок.
Здание Национальной оперы Украины построено в 1901 году по проекту архитектора Виктора Шрётера. В своё время над главным входом здания установили герб Киева с изображением покровителя города — архангела Михаила. По просьбе Киевского митрополита Феогноста герб был заменён аллегоричной композицией: геральдические грифоны держат в лапах лиру как символ музыкального искусства.

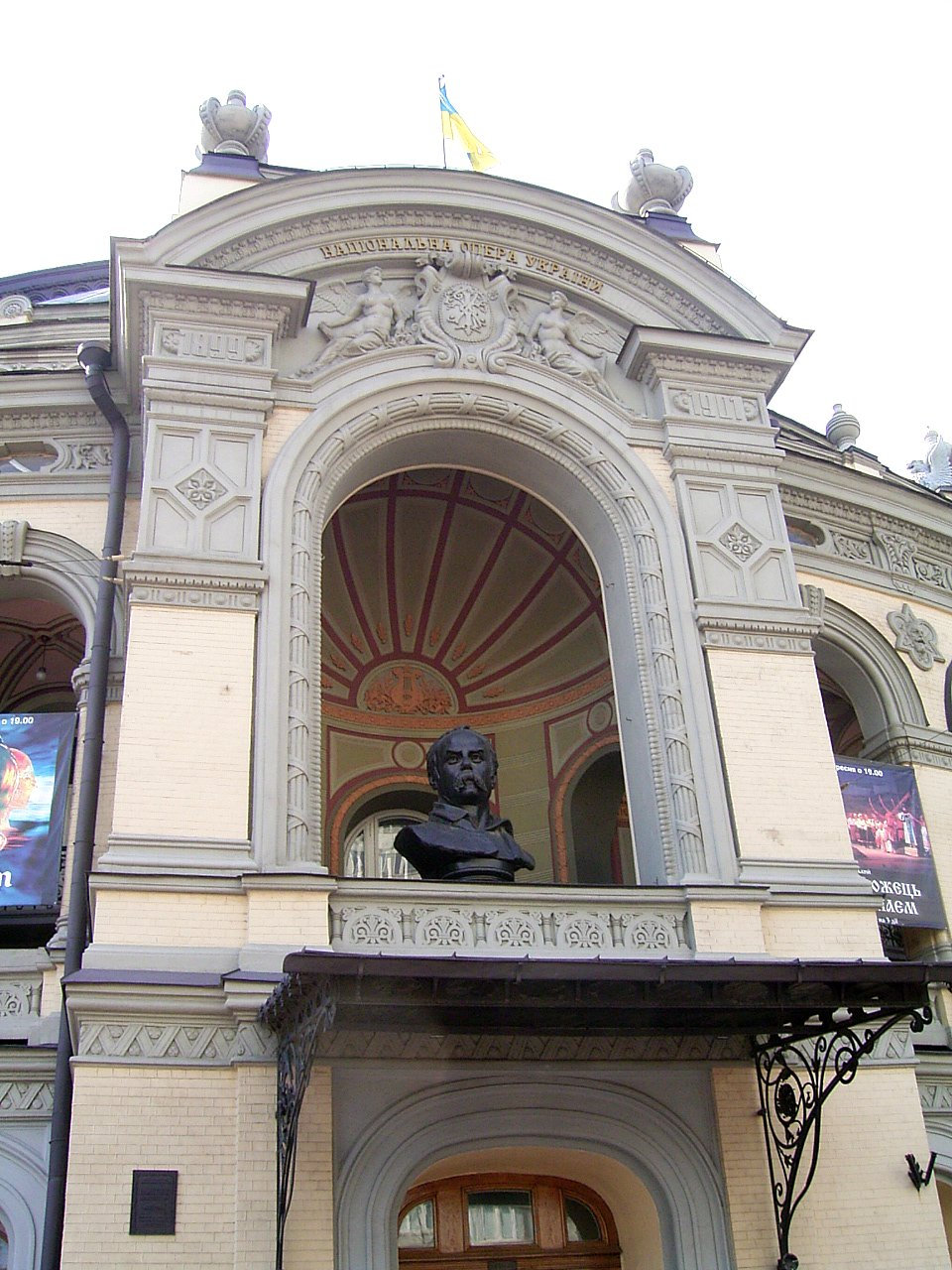
Элементы фасада здания Национальной оперы Украины

На фасаде здания были установлены бюсты композиторов М. Глинки и А. Серова, Т. Шевченко, подаренные Киеву петербургским Мариинским театром.
Национальный академический драматический театр имени Ивана Франко был создан в 1920 году в Виннице. Ныне он занимает здание, построенное по проекту архитекторов Е. П. Брадтмана и Г. П. Шлейфера для театра «Товарищество драматических артистов» Николая Соловцова, ставшего впоследствии основой труппы другого киевского театра — им. Леси Украинки. Зал театра был оформлен в стиле рококо.
Национальный академический театр русской драмы имени Леси Украинки занимает здание бывшего театра Бергонье (архитектор Н. Николаев). Фасад здания имеет на втором этаже большие полуциркульные окна, опоясано балюстрабой и пилястрами.
Всего в настоящее время в Киеве функционируют около 50 театров, представляющих разные жанры театрального искусства. Среди них: Киевский театр оперетты (находится в помещении бывшего Троицкого народного дома); Театр драмы и комедии на левом берегу; Киевский государственный театр юного зрителя в Липках; Киевский театр марионеток и др.

## Синагоги

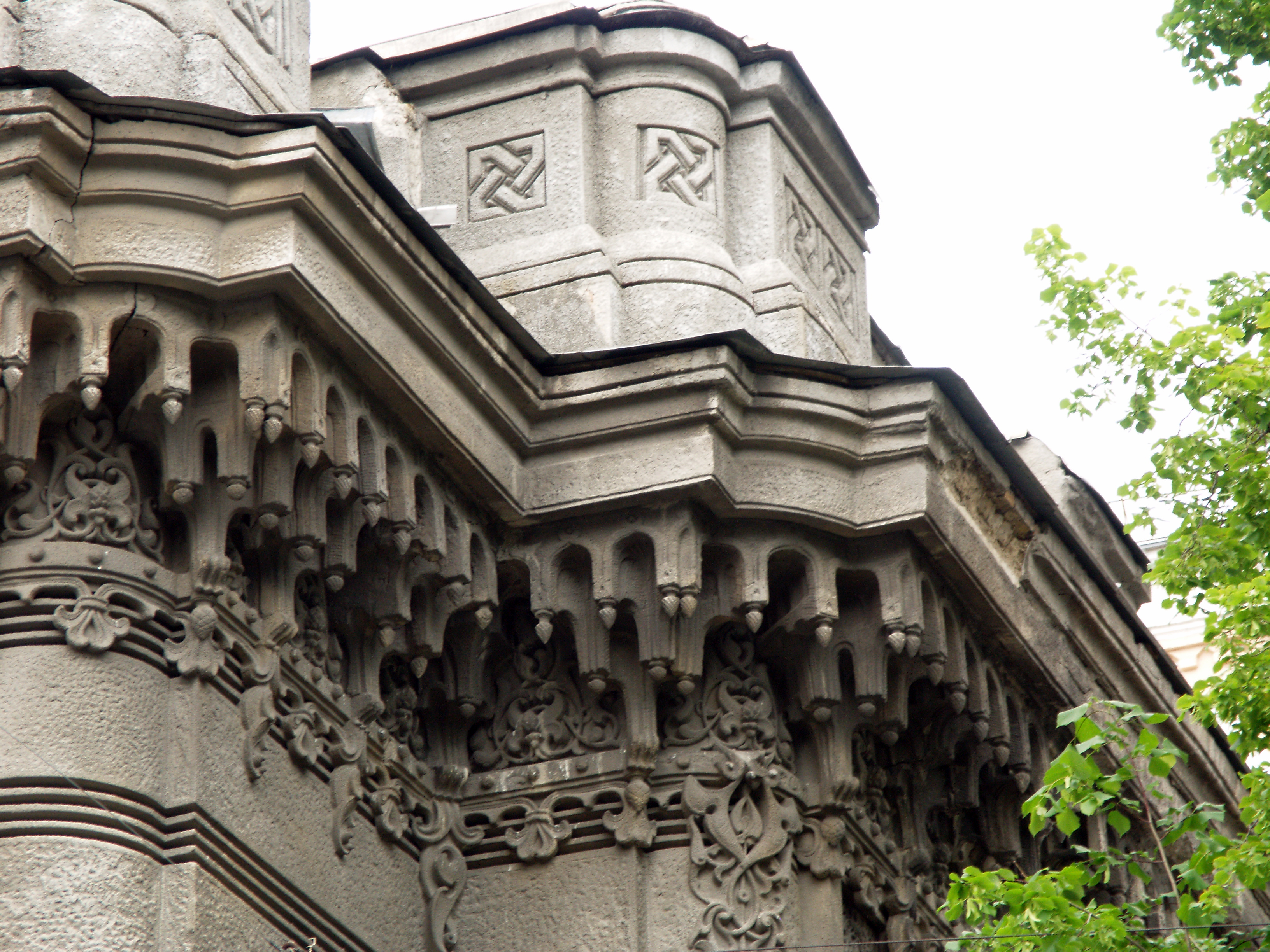
Фрагмент декора кенассы

Слово «синагога» происходит от греческого слова synagoge («собрание»), обозначающее то же, что и слово «кнесет» на иврите: «собрание». Для синагоги не предписывалось определённых архитектурных форм. Это могло быть скромное здание или комната в доме, или роскошное строение в любом архитектурном стиле.
Закон веры диктует, чтобы помещение синагоги было с окнами —  люди должны видеть небо. На входе в здание должен быть вестибюль, проходя через который, человек оставляет помыслы и заботы материального мира и настраивается на молитву. Здание ориентируют на Иерусалим (синагоги, находящиеся в Иерусалиме, ориентированы на Храмовую гору). Талмуд требует, чтобы молящиеся обращались лицом к Иерусалиму при чтении молитвы Амиды.
Киевская еврейская община известна с X века. Со временем община разрасталась и достигла в 1939 году 224 000 человек. Для духовного окормления верующих в городе строились синагоги. Главной синагогой города была Хоральная синагога Бродского.
Старейшей из действующих ныне киевских синагог является Синагога Киевской иудейской религиозной общины, возведённая в 1894—1895 годах на средства купца Габриеля-Якова Геселевич Розенберга. Долгое время она была единственной действующей синагогой Киева. Интересны детали оформления зала — синагогальный ковчег, живописные вставки, бронзовая скульптурная композиция «Иерусалимская сфера» (скульптор Франк Майслер). Галицкая синагога была построена в 1909—1910 годах по инициативе Галицкого еврейского молитвенного общества.

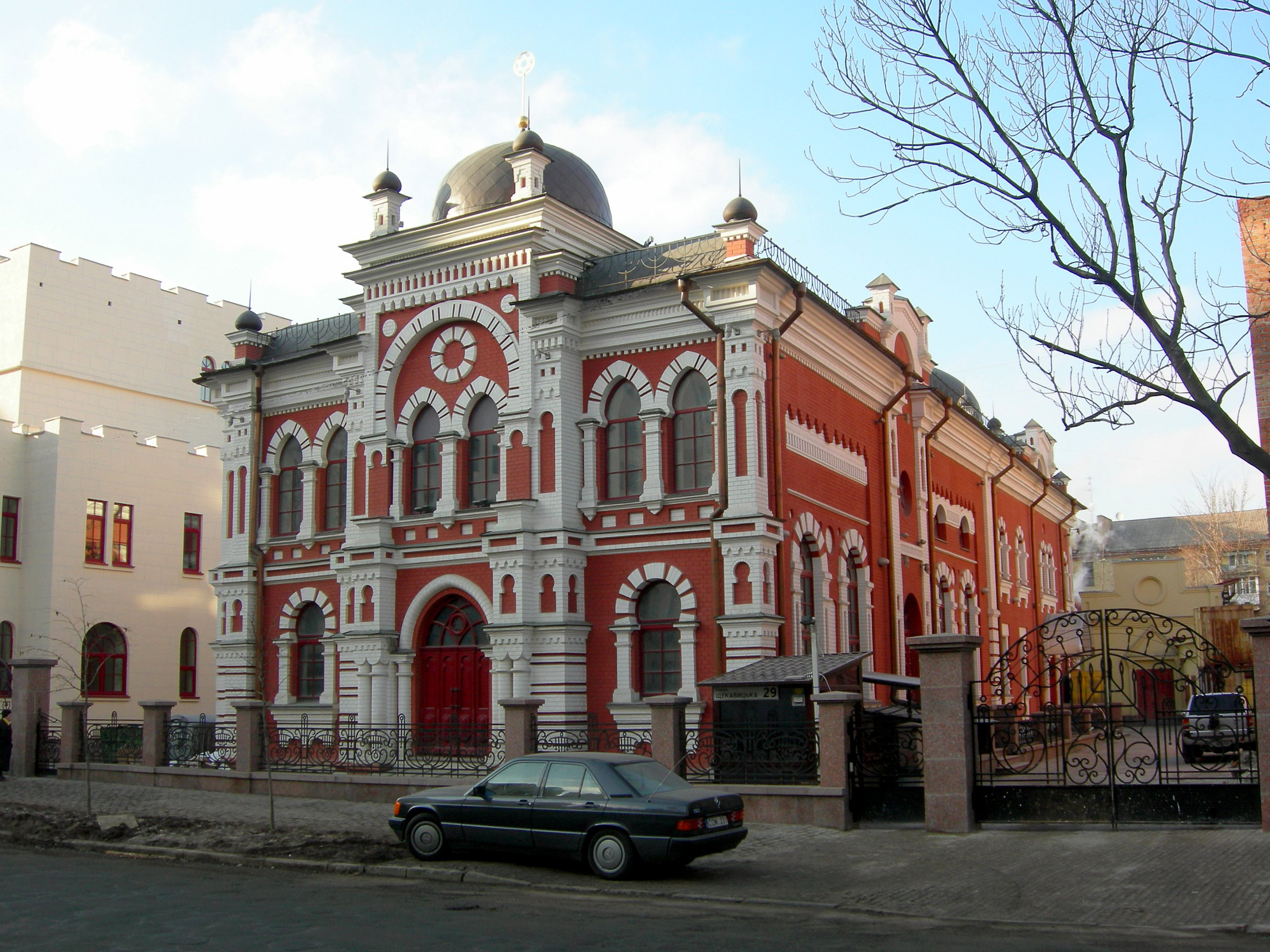
Большая хоральная синагога
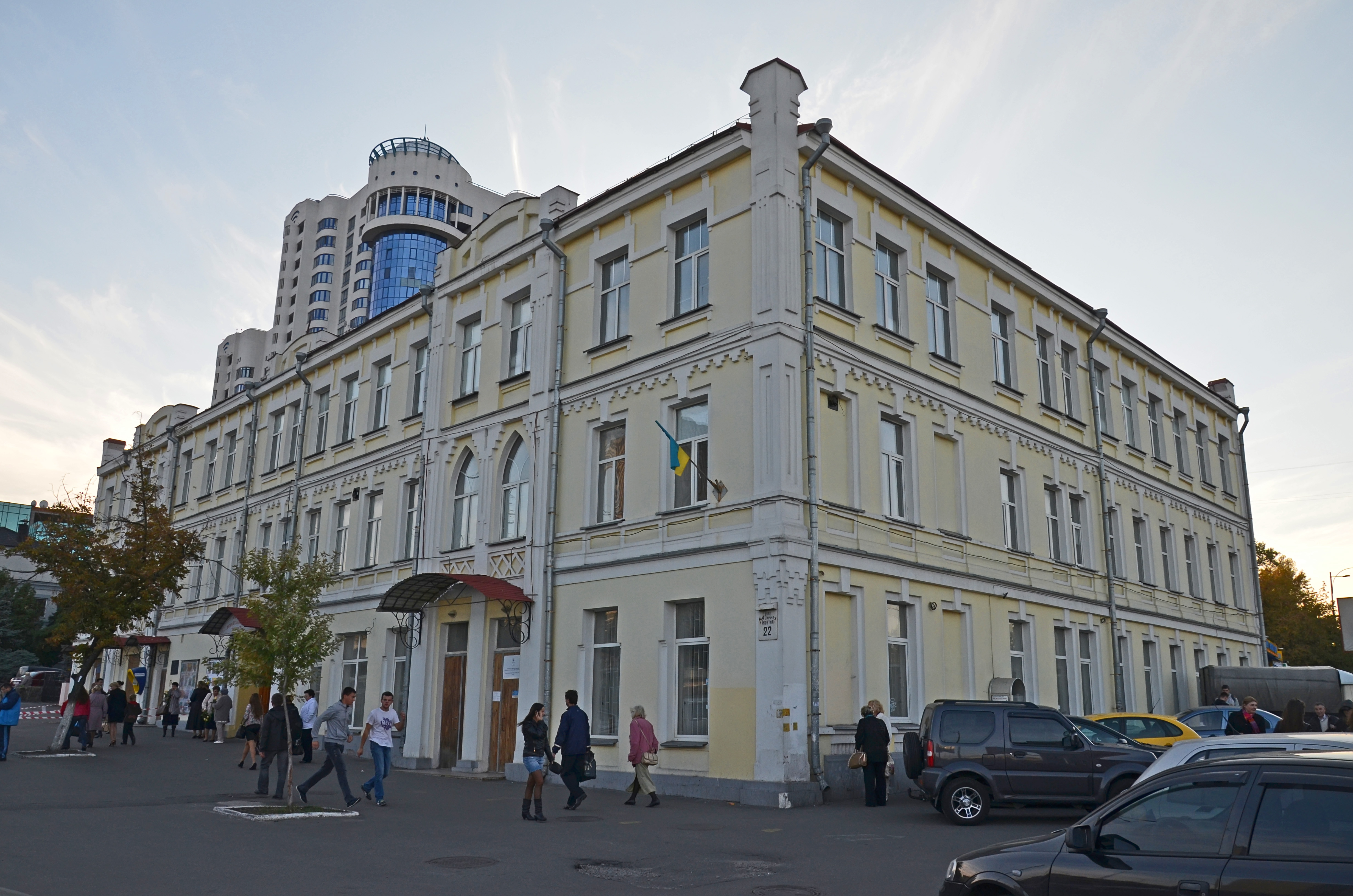
Синагога Баришпольского
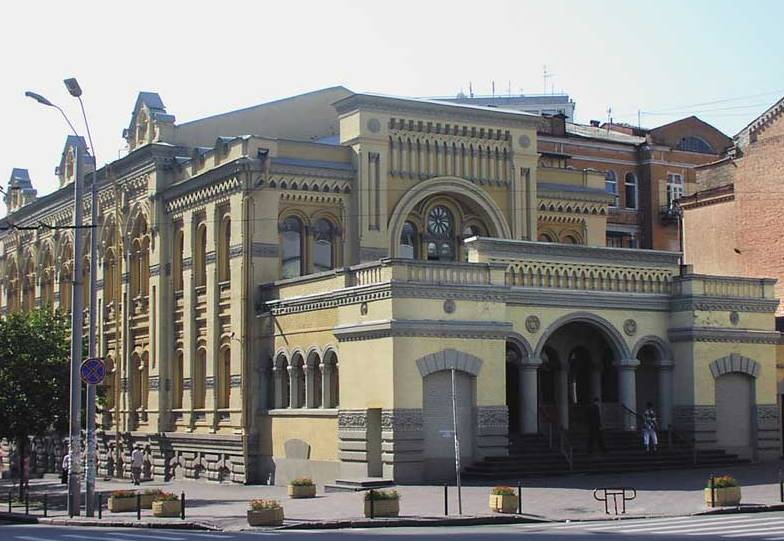
Синагога Бродского
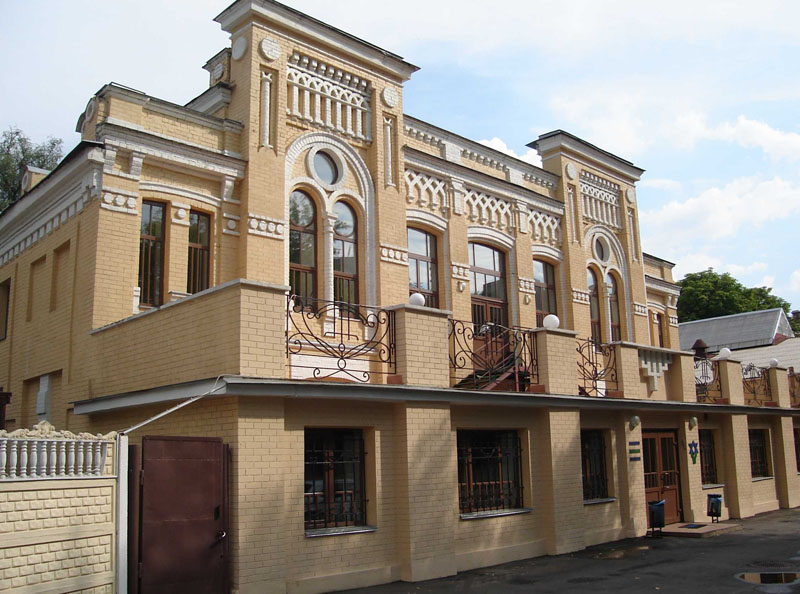
Галицкая синагога
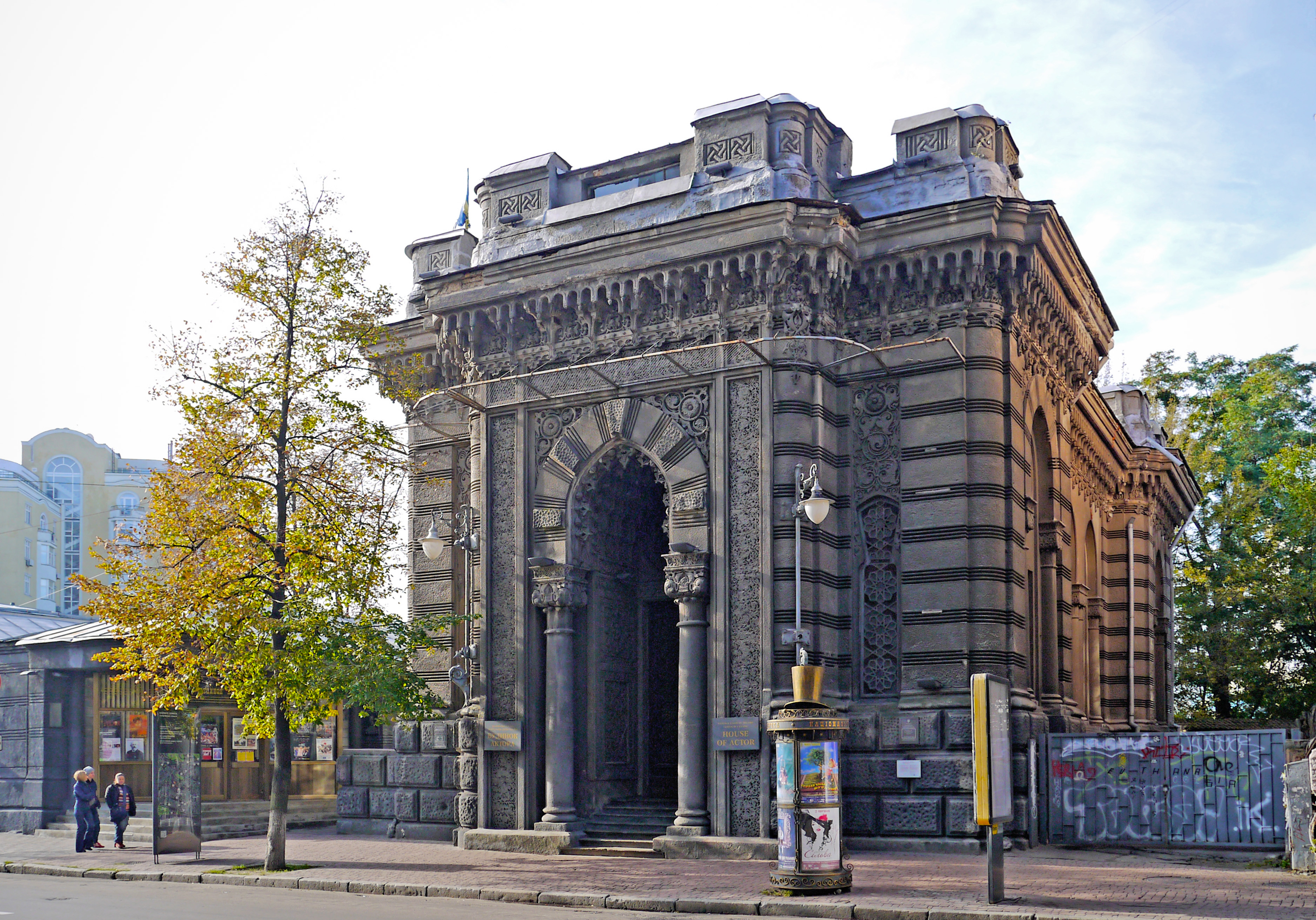
Караимская кенасса

Караимская кенаса — молитвенный дом караимов, приверженцев наиболее чистой формой иудаизма. Кенасса в Киеве была построена по инициативе Соломона Когена и по благословению киевского газзана Иосифа Султанского в 1898—1902 годах архитектором Владиславом Городецким и инженером Антоном Страусом. Здание имело купол и было украшено лепниной итальянца Элио Саля. На цоколе исчезнувшего к настоящему времени купола был выполнен лепной орнамент в виде бесконечной свастики. Здание относится к памятникам архитектуры.

## Садово-парковая архитектура

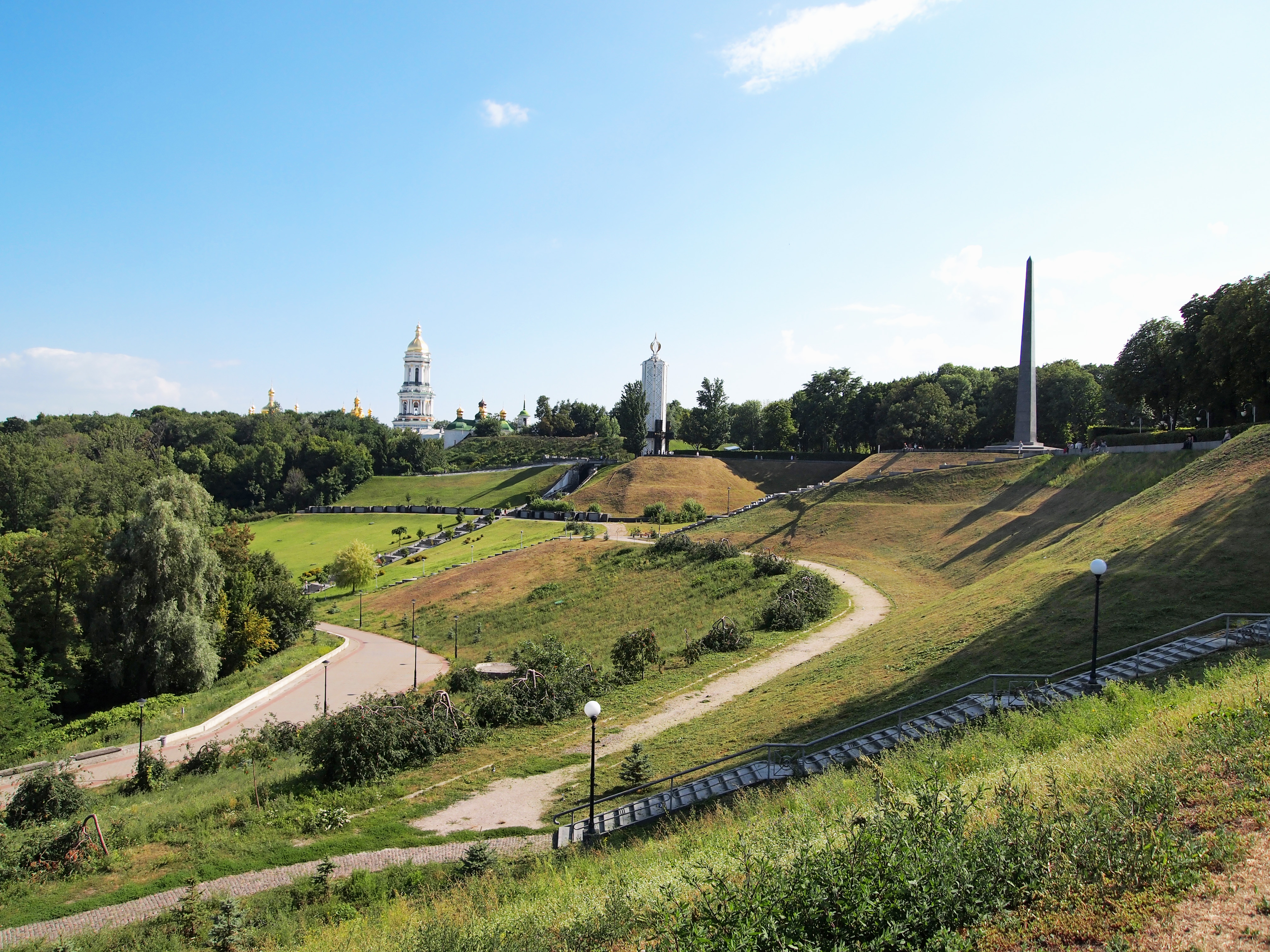
Парк Вечной славы

В разных районах Киева устроено немало парков и парковых зон. Среди них: Парк «Победа»,
Парк «Муромец», Парк имени генерала Потапова, Парк Шевченко, Парк Шота Руставели, Певческое поле, Печерский парк и др.

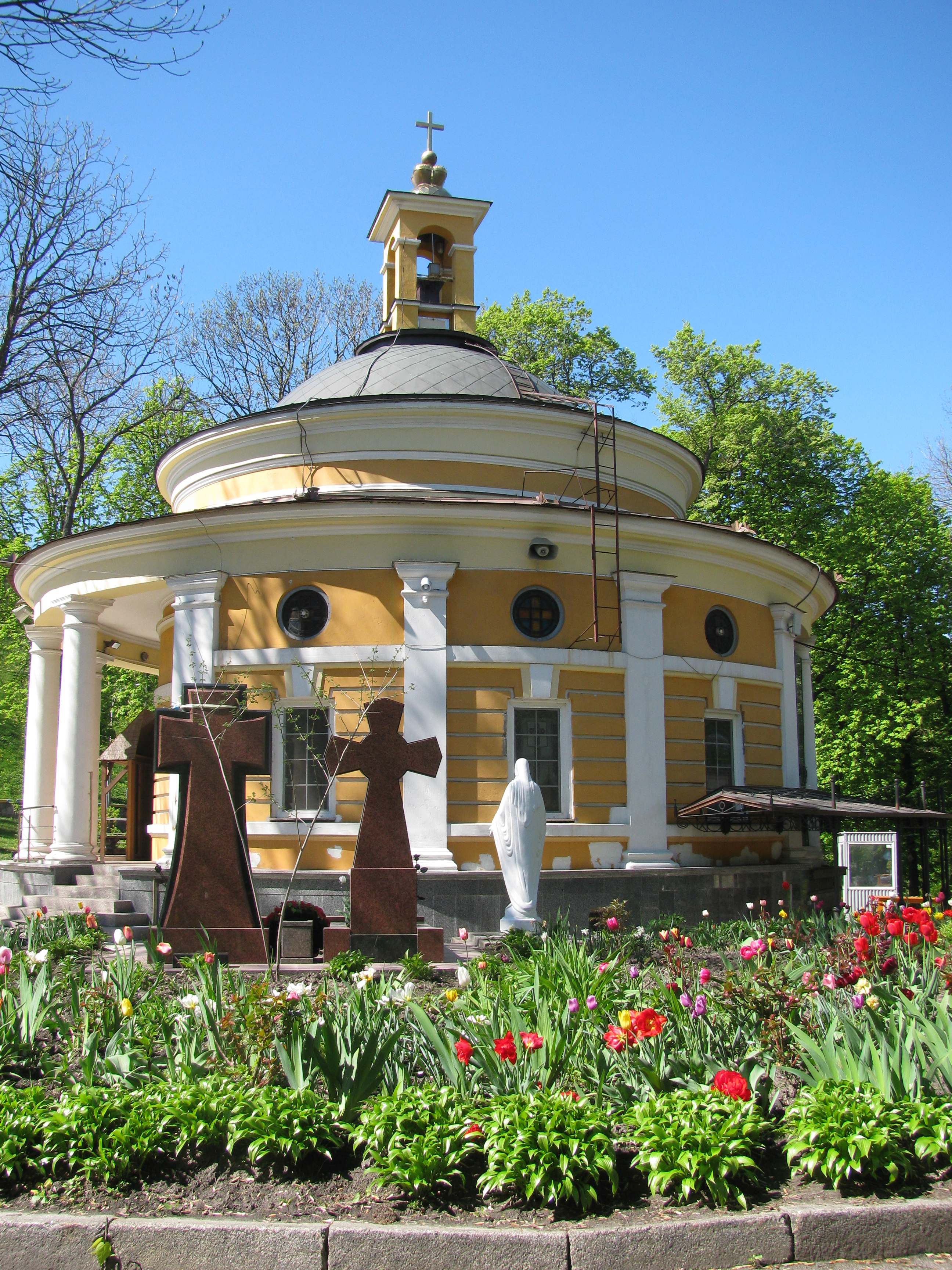
Аскольдова могила

Старейшим парком города является «Городской сад», основанный в 1793 году по проекту архитектора Растрелли. Площадь парка — 11,7 Га. В основу парка лег Регулярный сад, основанный Петром I.
В парке сооружена Долина роз с цветочными клумбами, установлены скульптуры Лесе Украинке (скульптор В. Бородай) и Марии Заньковецкой (скульптор Г. Кальченко), сооружена летняя эстрада.
Памятник природы Дендропарк имени А. А. Богомольца заложен в 1930-х годах по инициативе академика Александра Богомольца. В парке растут редкие растения: софора японская, бундук канадский, катальпа, орех чёрный, гинкго, чубушник и др.
Парк Вечной Славы расположен на надднепровских террасах города. Парк включает в себя Мемориал Вечной Славы с памятником на могиле Неизвестного солдата, Мемориал памяти жертв голода на Украине и др.
В урочище Аскольдова могила, расположенном на правом берегу Днепра в Киеве, по преданию, похоронен киевский правитель Аскольд. В 1809—1810 годах у Аскольдовой могилы возведена каменная церковь-ротонда (архитектор А. И. Меленский).
В 1930-е годы церковь была перестроена в павильон, в котором по проекту архитектора П. Г. Юрченко устроена колоннада.
Самым большим парком города является Голосеевский парк имени Максима Рыльского. Площадь парка — 140,9 га. В 1965 году в парке был установлен памятник участникам обороны Киева 1941 года (архитектор В. Л. Суворов).

## Архитекторы

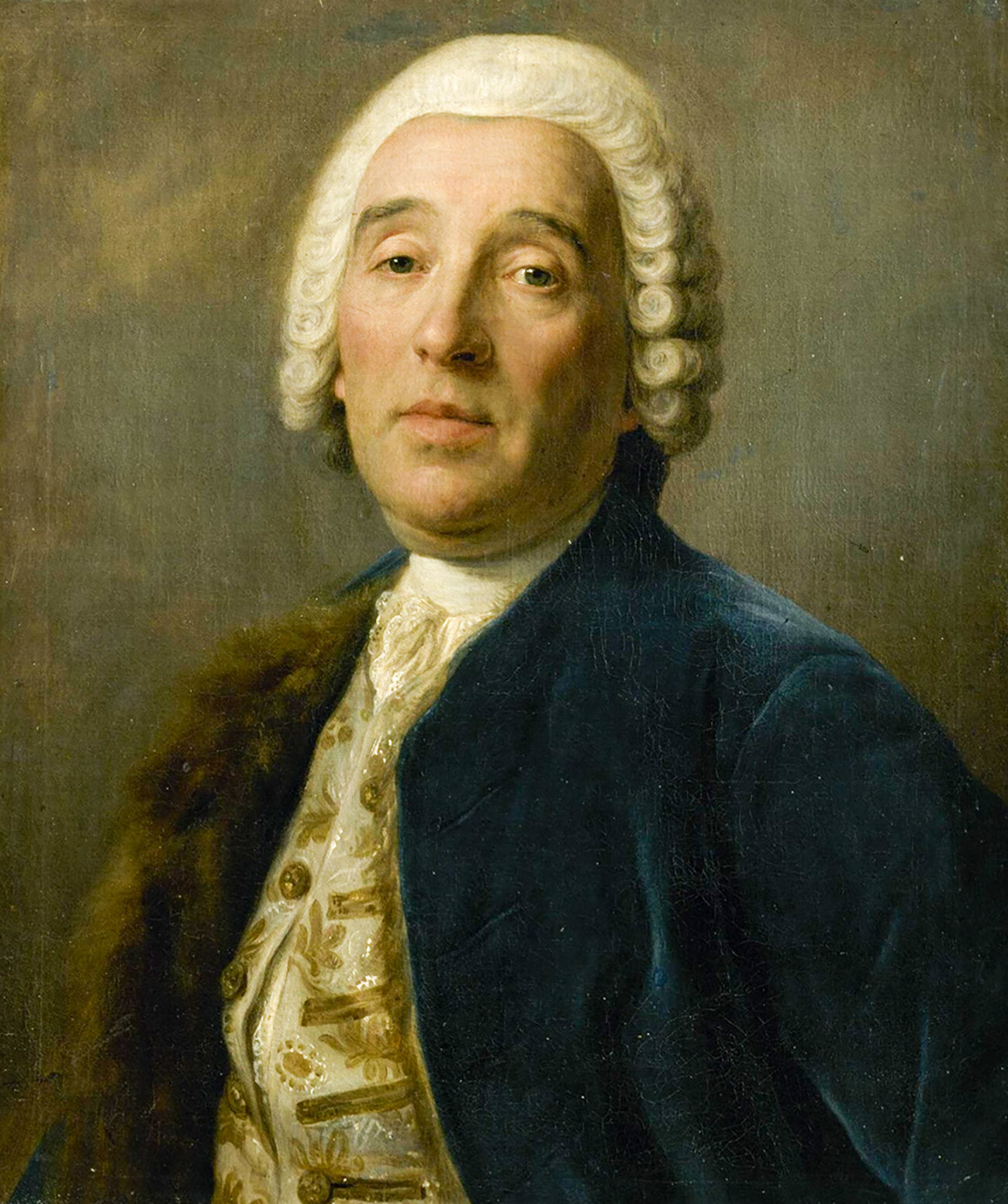
Б. Растрелли

В разное время в Киеве работали выдающиеся архитекторы: Бартоломео Растрелли (1700—1771), создавшего эскиз Андреевского собора и проект Мариинского дворца; Иоганн-Готтфрид Шедель, создавший большую колокольню Киево-Печерской лавры, староакадемический корпус Киево-Могилянской академии, колокольню и ворота Заборовского в соборе Святой Софии, а также Кловский дворец (современное здание Верховного суда Украины); Иван Григорович-Барский (Покровская и Набережно-Никольская церкви); Степан Ковнир (архитектурная композиция Киево-Печерской лавры); Викентий Беретти (автор проекта Киевского университета); Дмитрий Дяченко, основоположник украинского необарокко; Шехонин Н. А. (Алексеевское военное училище) и др.

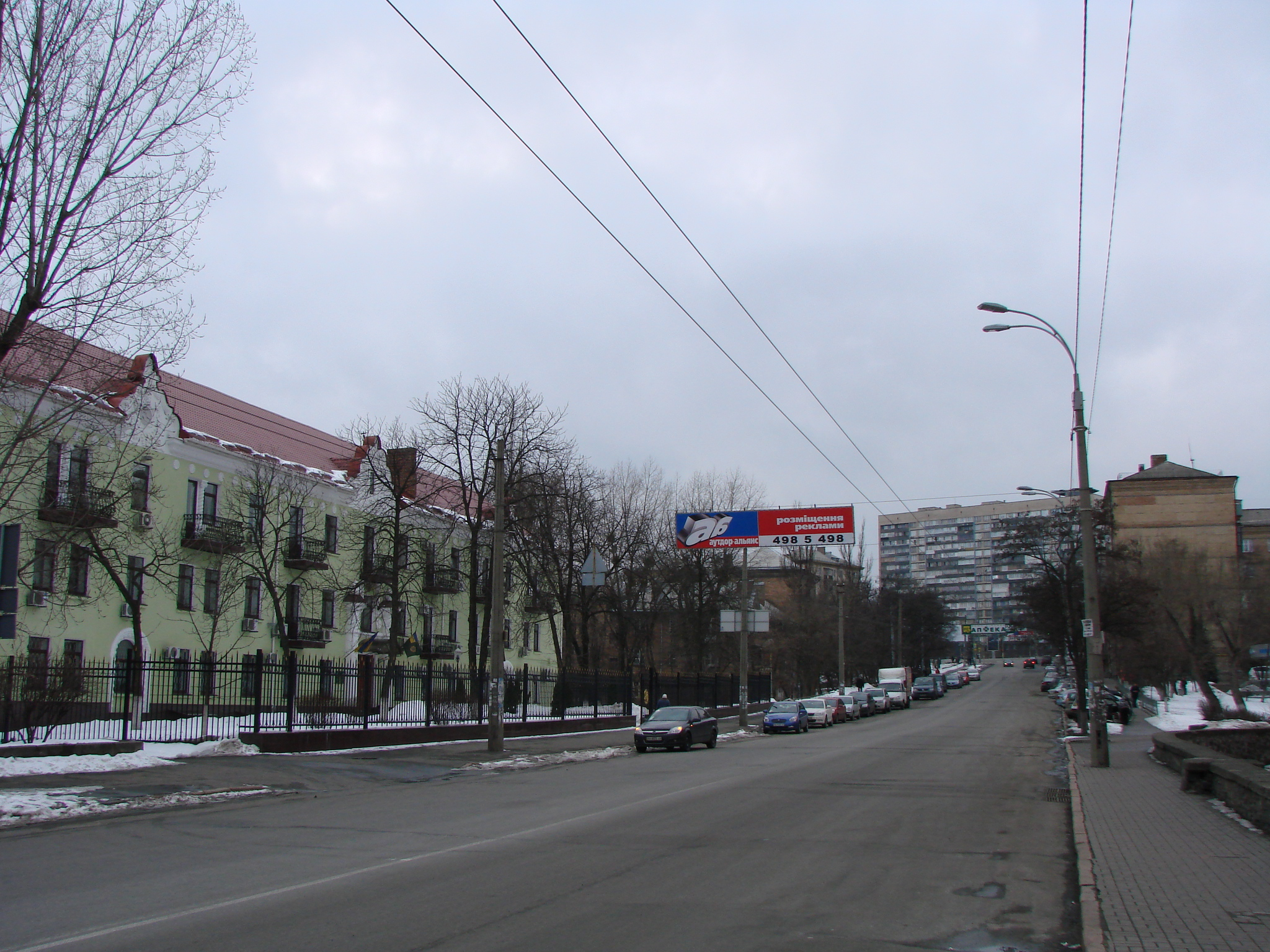
Бастионная улица (Киев). Дом серии 302 (слева)

В XIX веке звания академиков архитектуры получили украинские архитекторы: А. Бекетов, В. Николаев, В. Сычугов, Н. Толвинский.
Первым главным архитектором города был Андрей Иванович Меленский (1766—1833). По его проектам в городе были построены Контрактового дома, Церкви Святого Николая на Аскольдовой могиле и Церкви Рождества Христова.
Главными архитекторами Киева в XX веке были Бабушкин С. В., Присяжнюк В. Ф., Броневицкий С. П., Целовальник С. А. и др.
С 1950 по 1955 год главным архитектором Киева был академик архитектуры Добровольский А. В.. В начале 1950-х годов Добровольский разработал типовой проект жилых домов серии 302. В трёхэтажных кирпичных домах этой серии архитектор использовал мотивы украинского барокко. Над оконными проёмами последних этажей зданий был выполнен пояс из декоративных розеток, здания украшались лепниной, центральный вход выполнялся с колоннами со своеобразными капителями. Домами этой серии в Киеве застраивались улицы Михаила Бойчука, Бастионная, Алма-Атинская и Парково-Сырецкая.

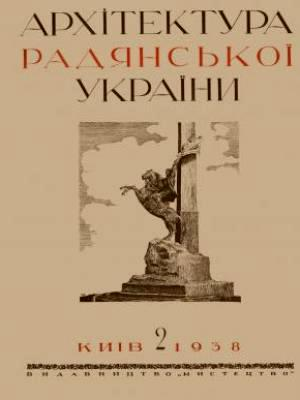
Журнал «Архітектура Радянської України»

С 2016 года главным архитектором является Свистунов А. В..
С 1995 года в Украине ежегодно 1 июля отмечается национальный профессиональный праздник украинских архитекторов — День архитектуры Украины. В это день проводится вручение Государственных премий Украины в области архитектуры. В стране учреждены звания: Народный архитектор Украины и Заслуженный архитектор Украины.
Крупнейших мастеров архитектуры, учёных в области архитектурной, градостроительной науки Украины объединяет Академия архитектуры Украины. Академия является правопреемницей Академии архитектуры УССР (1945—1956) и Академии строительства и архитектуры УССР. В отличие от них, Академия архитектуры Украины является общественной творческой организацией. Основана она была в Киеве 14 февраля 1992 года.
Первым профессиональным журналом Союза архитекторов Украины был ежемесячный журнал «Архитектура Советской Украины». Журнал издавался в Киеве с 1938 по июнь 1941 года. Авторами журнала были украинские архитекторы П. Алешин, А. Бекетов, С. Гиляров, С. Григорьев, Г. Заболотный, А. Молокин, А. Повстенко, М. Симикин, А. Смык, В. Фельдман, М. Дамиловський, В. Троценко, М. Холостенко, Я. Штейнберґ и др.
С 1991 по 1994 год на украинском языке издавался журнал «Архітектура України». Всего вышло 11 номеров журнала. Из-за финансовых трудностей издание журнала было прекращено.

## Учебные заведения
В Киеве можно получить специальность архитектора в следующих ВУЗах и колледжах:
- Киевский национальный университет строительства и архитектуры (укр. Київський національний університет будівництва і архітектури; КНУБА);
- Национальная академия изобразительного искусства и архитектуры (укр. Націона́льна акаде́мія образотво́рчого мисте́цтва і архітекту́ри; НАОМА)[96];
- Киевский международный университет (укр. Київський міжнародний університет; КиМУ)[97];
- Киевский колледж строительства, архитектуры и дизайна (укр. Київський коледж будівництва, архітектури та дизайну; ККБАД)[98].

## Объекты всемирного наследия ЮНЕСКО в Киеве
| Изображение | Название | Регион | Координаты                      | Время создания | Год  | ID Критерии               | И. П.  |
| ----------- | --- | ------ | ------------------------------- | -------------- | ---- | ------------------------- | ------ |
|             | Софийский собор и связанные с ним монастырские строения (укр. Собор святої Софії і прилеглі монастирські споруди) | Киев   | 50°27′10″ с. ш. 30°30′51″ в. д. | XI век         | 1990 | 527bis-001 i, ii, iii, iv | [ 99 ] |
|             | Киево-Печерская лавра (укр. Києво-Печерська лавра)                                                                | Киев   | 50°26′06″ с. ш. 30°33′26″ в. д. | XI век         | 1990 | 527bis-002 i, ii, iii, iv | [ 99 ] |
|             | Церковь Спаса на Берестове (укр. Церква Спаса на Берестові)                                                       | Киев   | 50°26′14″ с. ш. 30°33′17″ в. д. | XI — XII век   | 1990 | 527-003 i, ii, iii, iv    | [ 99 ] |

Храм Спаса на Берестове (Спасо-Преображенский храм) строилась в византийской технике кладки из плинфы со скрытым рядом, создававшей декоративную поверхность стены из чередующихся рядов кирпича и раствора. Эта техника была характерна для домонгольской архитектуры Киева. Первоначально храм был трёхнефным, четырёхстолпным с нартексом на западе и тремя алтарными апсидами на востоке. Вероятно, он имел один купол. Особенностью его архитектуры был сохранившийся широкий притвор. В северной части притвора находилась крещальня, в южной — винтовая лестница, ведущая на хоры.